# Singapur
Singapur (amtlich Republik Singapur, malaiisch Republik Singapura, chinesisch 新加坡共和国, Pinyin Xīnjiāpō Gònghéguó, meist: 新加坡,  Xīnjiāpō, IPA (hochchinesisch) [ɕin.tɕiɑ.pʰuɔ], Tamil சிங்கப்பூர் குடியரசு Ciṅkappūr Kudiyarasu, englisch Republic of Singapore [ɹɪˈpʰʌb.lɪkʰ.əv.ˈsɪŋ.(g)ə.pʰɔː], Abkürzung: SG) ist ein Insel- und Stadtstaat in Südostasien. Er liegt vor der Südspitze der Malaiischen Halbinsel und wird von dieser durch die Straße von Johor getrennt. Mit einer Fläche von 728,6 Quadratkilometern hat Singapur das kleinste Staatsgebiet Südostasiens. Mit sechs Millionen Einwohnern ist Singapur der bevölkerungsreichste Zwergstaat der Erde und weist mit 8286 Einwohnern pro Quadratkilometer die zweithöchste Bevölkerungsdichte aller Staaten auf. Die frühere britische Kronkolonie erhielt am 9. August 1965 die Unabhängigkeit von Malaysia und ist Mitglied im Commonwealth of Nations. Amtssprachen sind Malaiisch, Mandarin, Tamil und Englisch, wobei Malaiisch die Nationalsprache ist.
Nach frühen Jahren politischer Krisen und trotz fehlender natürlicher Ressourcen und praktisch ohne Hinterland entwickelte sich die Nation zu einem der vier asiatischen Tigerstaaten: Singapur ist das einzige Land in Asien mit einer „AAA“-Bonitätsbewertung aller großen Ratingagenturen und ein wichtiger Finanz- und Logistikknotenpunkt; er gilt neben Hongkong als wichtigster Finanzplatz Asiens. Damit ist Singapur eines der reichsten Länder (und Städte) weltweit und gilt zugleich als eine der Städte mit den weltweit höchsten Lebenshaltungskosten.
Die Republik regelt per Rechtsanordnung das multiethnische Zusammenleben zwischen Chinesen, Malaien und Indern, welche die größten Bevölkerungsgruppen stellen, um „Frieden und Gleichberechtigung durchzusetzen“. Der Stadtstaat weist hohe Werte bei wichtigen sozialen Indikatoren auf: Bildung, Gesundheitsversorgung, Lebensqualität, persönliche Sicherheit und öffentlicher Wohnungsbau mit einer Wohneigentumsquote von 91 Prozent; die Einwohner kommen in den Genuss einer der höchsten Lebenserwartungen, der höchsten Internetverbindungsgeschwindigkeiten und einer der niedrigsten Kindersterblichkeitsraten der Welt; das Entwicklungsprogramm der Vereinten Nationen zählt Singapur zu den Ländern „mit sehr hoher menschlicher Entwicklung“.
Singapur ist eine parlamentarische Republik, die People’s Action Party nimmt jedoch seit der Staatsgründung 1959 eine dominante Stellung im Staat ein und war zeitweilig die einzige Partei im Parlament. International umstritten ist das sehr strenge Rechtssystem des Landes, das Körperstrafen für eine Reihe von – nach europäischem Maßstab – als Ordnungswidrigkeiten zu betrachtenden Taten bis hin zur Todesstrafe bei schweren Verbrechen besonders zur Abschreckung vorsieht.
Schließlich zählt der Stadtstaat mit mehr als elf Millionen ausländischer Touristen im Jahr zu den zehn meistbesuchten Städten der Welt (2015).

## Geografie

### Lage und Fläche

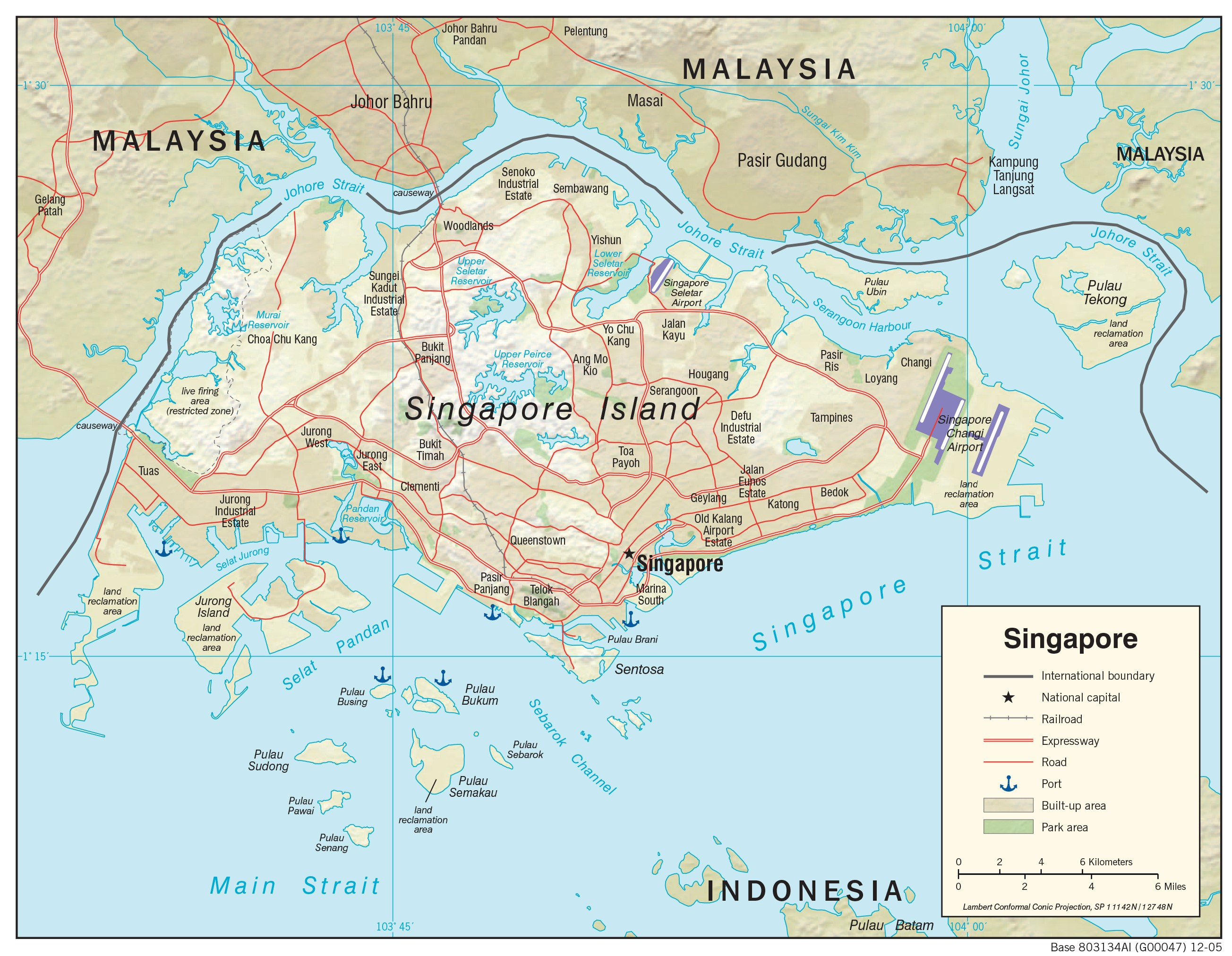
Karte von Singapur, 2005

Singapur liegt an der Südspitze der Malaiischen Halbinsel, von dieser getrennt durch die Straße von Johor. Es besteht aus der bei weitem größten Hauptinsel Pulau Ujong, drei größeren Inseln (Pulau Ubin, Pulau Tekong und Jurong Island) sowie 58 kleineren Inseln. Die Inseln Singapurs sind der südlichste Ausläufer der Hinterindischen Halbinsel.
Südlich verläuft die Straße von Singapur, an diese im Westen anschließend die Straße von Malakka, eine der am stärksten befahrenen Wasserstraßen der Welt. Benachbarte Staaten sind im Norden Malaysia und im Süden Indonesien mit Sumatra und den Riau-Inseln.
Es bestehen zwei Verbindungen zum Malaiischen Festland: im Norden der Johor–Singapore Causeway, ein nach Johor Bahru führender künstlicher Damm, und im Westen der Malaysia-Singapore Second Link, eine nach Gelang Patah führende Brücke. Die höchste Erhebung des Landes ist mit 163,63 m der Bukit Timah Hill im Bukit-Timah-Reservat. Der MacRitchie-Stausee wurde 1868 erbaut.
Die Gesamtfläche Singapurs entspricht knapp der von Hamburg. Landgewinnung spielt für das in der Fläche kleine Land eine große Rolle. Das Erdmaterial für die Aufschüttungen wird von eigenen Bergen, dem Meeresboden oder von Nachbarstaaten entnommen. Dadurch stieg die Landfläche von 581,5 Quadratkilometern in den 1960er Jahren auf heute 725,1 Quadratkilometer und soll bis 2030 auf rund 800 Quadratkilometer wachsen.
Die Stadt Singapur liegt auf der Hauptinsel Pulau Ujong bei den Koordinaten 1° 17′ N, 103° 50′ O.

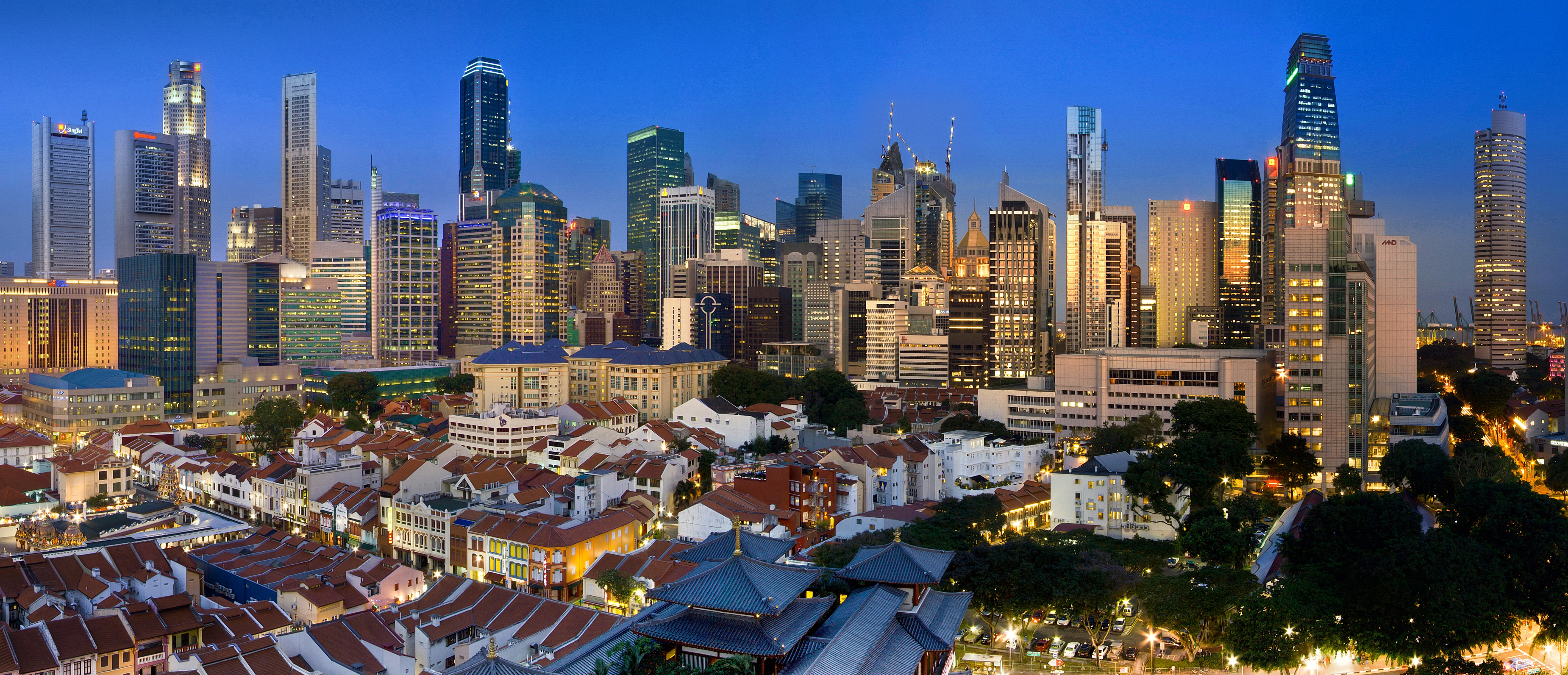
Skyline des Stadtzentrums von Singapur
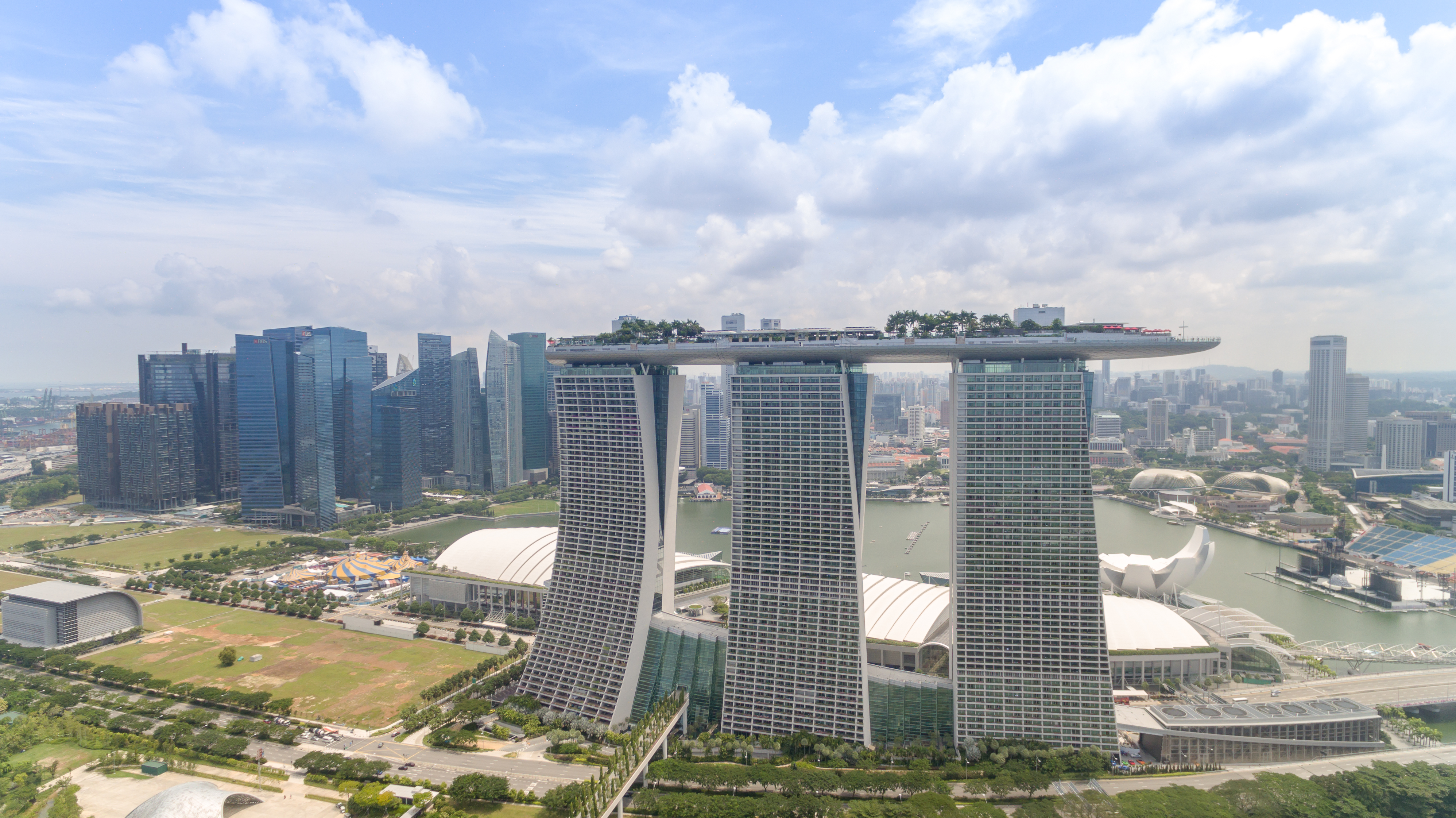
Stadtzentrum von Singapur mit Marina Bay Sands im Vordergrund

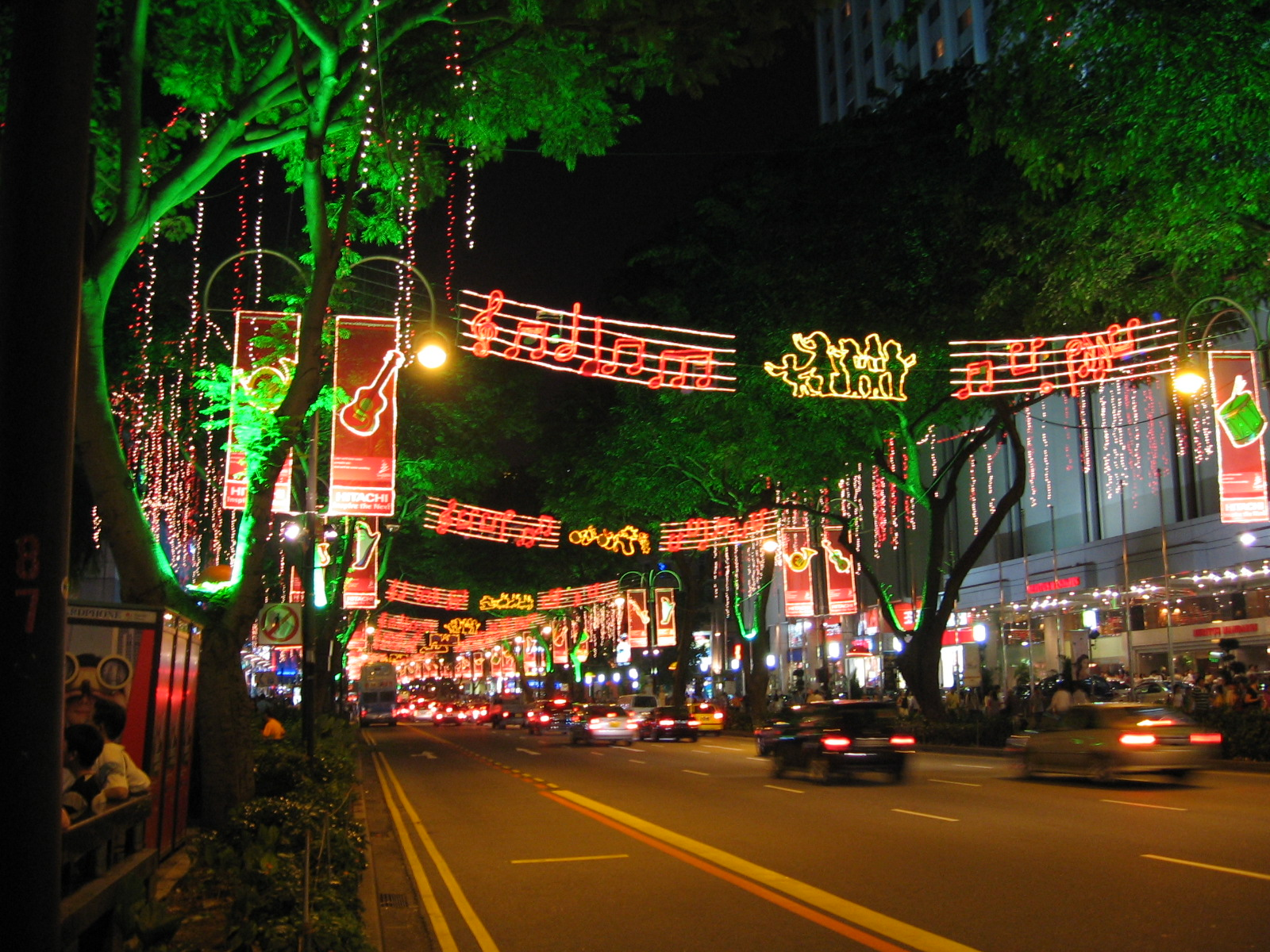
Orchard Road in Weihnachtsdekoration 2005
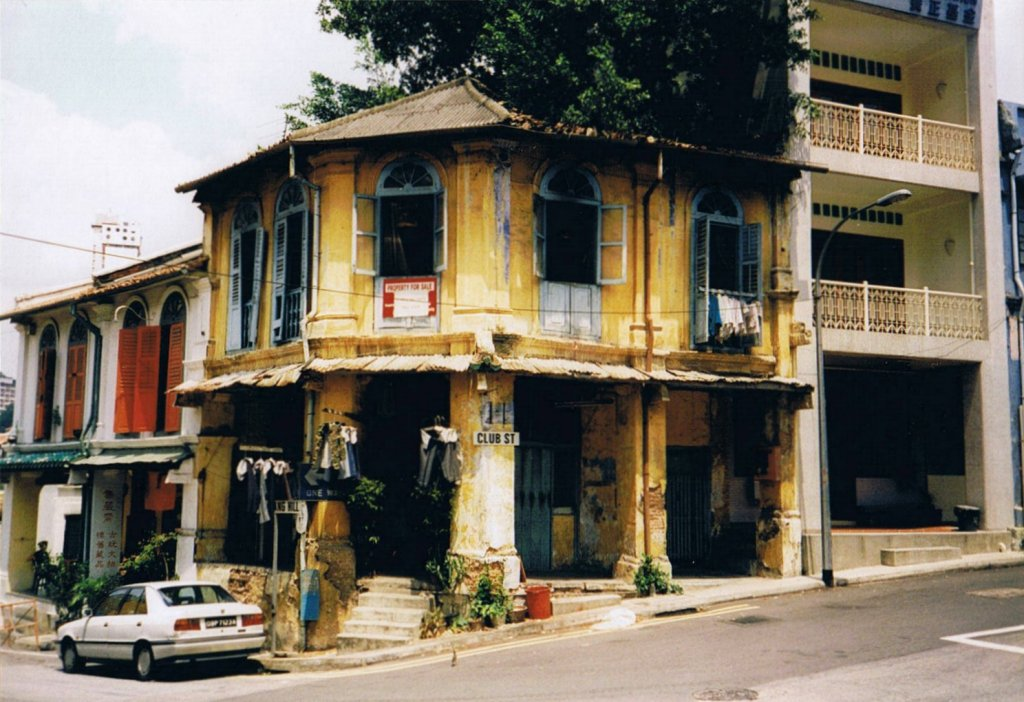
Altes chinesisches Wohn- und Geschäftshaus in der Club-Street, Telok Ayer
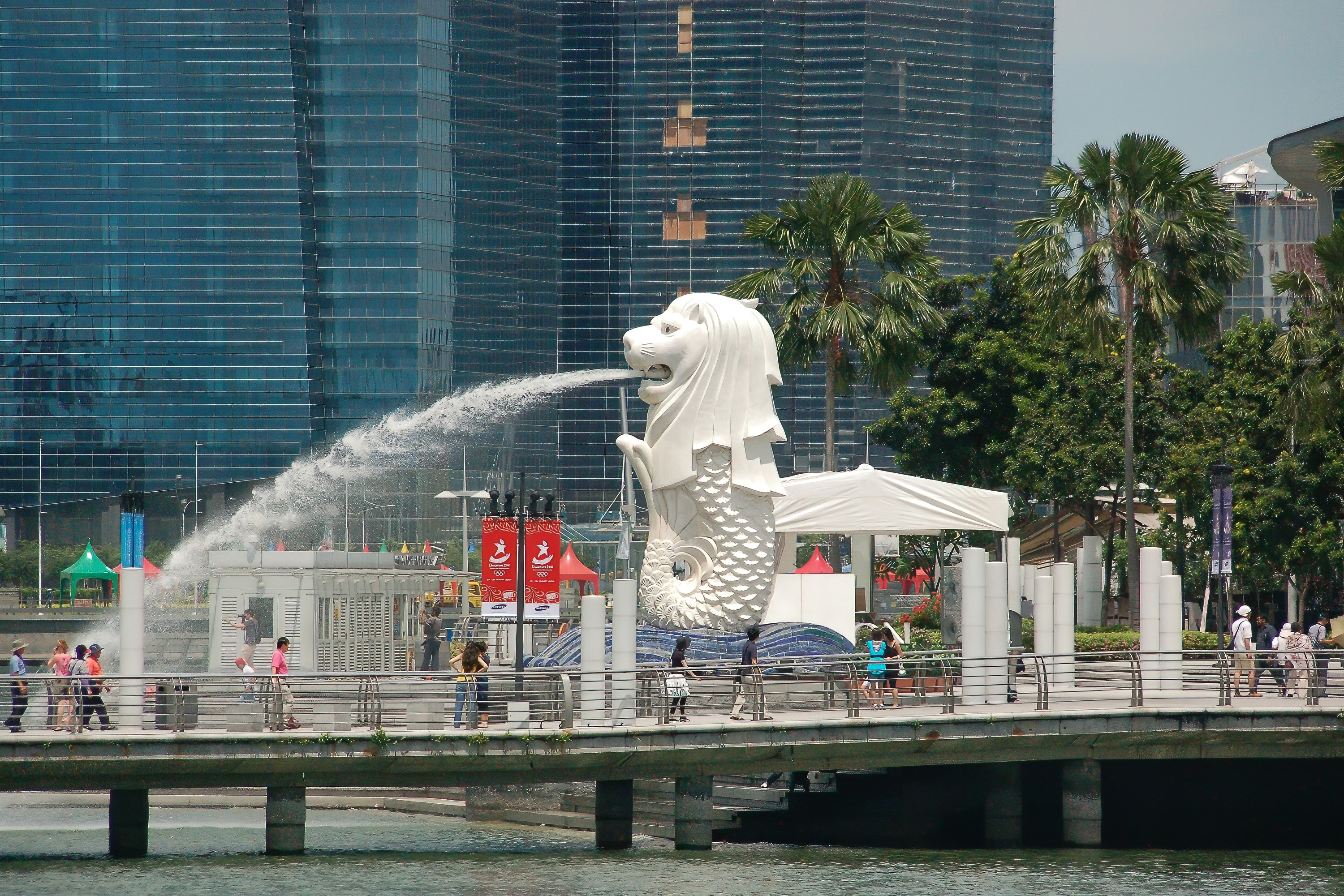
Merlion – das Wahrzeichen Singapurs
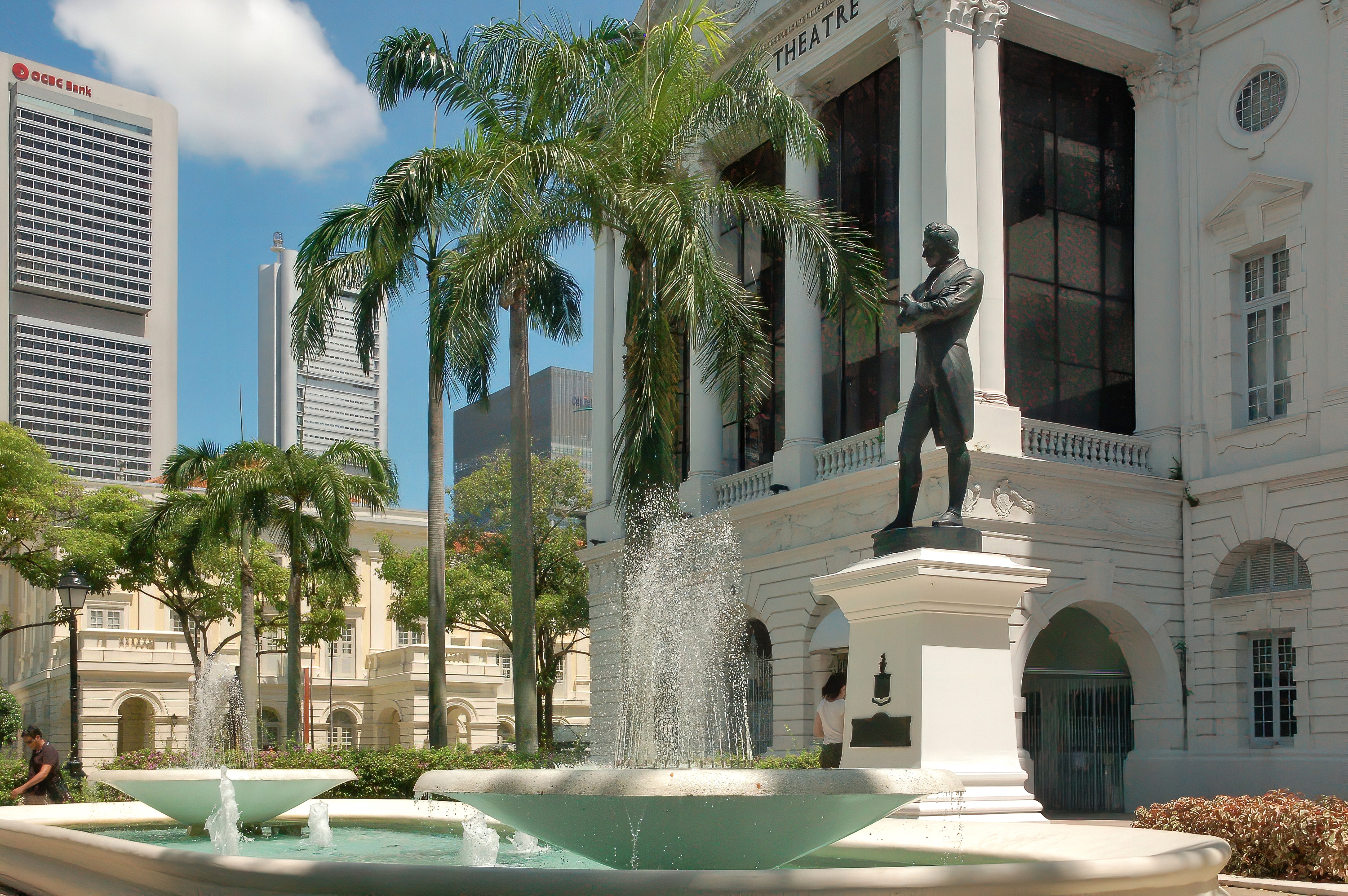
Victoria Theatre

### Klima
Das Klima ist tropisch-feucht (Typ Af nach Köppen). Die Temperatur beträgt fast das ganze Jahr über etwas mehr als 28 Grad Celsius. In den Monaten Oktober bis Februar sind die Temperaturen – bedingt durch den Monsun – nur etwas niedriger als im restlichen Jahr, jedoch mit stärkeren Niederschlägen.
|                       | Jan   | Feb   | Mär   | Apr   | Mai   | Jun   | Jul   | Aug   | Sep   | Okt   | Nov   | Dez   |   |      |
| Mittl. Tagesmax. (°C) | 29,9  | 31,0  | 31,4  | 31,7  | 31,6  | 31,2  | 30,8  | 30,8  | 30,7  | 31,1  | 30,5  | 29,6  | ⌀ | 30,9 |
| Mittl. Tagesmin. (°C) | 23,1  | 23,5  | 23,9  | 24,3  | 24,6  | 24,5  | 24,2  | 24,2  | 23,9  | 23,9  | 23,6  | 23,3  | ⌀ | 23,9 |
|                       |       |       |       |       |       |       |       |       |       |       |       |       |   |      |
| Niederschlag (mm)     | 198,0 | 154,0 | 171,0 | 141,0 | 158,0 | 140,0 | 145,0 | 143,0 | 177,0 | 167,0 | 252,0 | 304,0 | Σ | 2150 |
|                       |       |       |       |       |       |       |       |       |       |       |       |       |   |      |
| Sonnenstunden (h/d)   | 5,6   | 6,5   | 6,2   | 5,8   | 5,8   | 5,9   | 6,1   | 5,8   | 5,2   | 5,0   | 4,3   | 4,3   | ⌀ | 5,5  |
|                       |       |       |       |       |       |       |       |       |       |       |       |       |   |      |
| Regentage (d)         | 19    | 12    | 17    | 19    | 18    | 18    | 18    | 17    | 18    | 19    | 23    | 22    | Σ | 220  |
|                       |       |       |       |       |       |       |       |       |       |       |       |       |   |      |
| Wassertemperatur (°C) | 27    | 27    | 28    | 28    | 28    | 29    | 28    | 28    | 28    | 28    | 28    | 27    | ⌀ | 27,8 |
|                       |       |       |       |       |       |       |       |       |       |       |       |       |   |      |
| Luftfeuchtigkeit (%)  | 83    | 82    | 83    | 84    | 84    | 83    | 83    | 83    | 84    | 84    | 86    | 87    | ⌀ | 83,8 |

| 23,1 |

| 23,5 |

| 23,9 |

| 24,3 |

| 24,6 |

| 24,5 |

| 24,2 |

| 24,2 |

| 23,9 |

| 23,9 |

| 23,6 |

| 23,3 |

| 23,1 |

| 23,5 |

| 23,9 |

| 24,3 |

| 24,6 |

| 24,5 |

| 24,2 |

| 24,2 |

| 23,9 |

| 23,9 |

| 23,6 |

| 23,3 |

## Bevölkerung
Die korrekte deutsche Bezeichnung für Bürger des Staates Singapur lautet „Singapurer“ bzw. „Singapurerin“; das bisweilen verwendete „Singapuri“ beruht auf falscher Analogie zu anderen Wortbildungen.

### Demographie

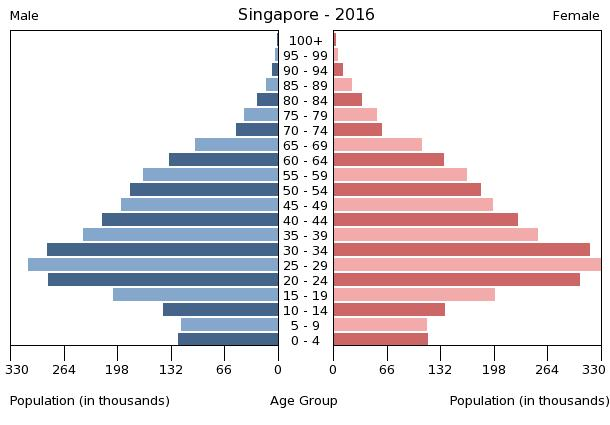
Bevölkerungspyramide 2016: Singapur hat eine extrem niedrige Geburtenrate.

Die Zahl der Wohnbevölkerung (permanent residents) lag laut Melderegister im Jahr 2023 nur bei 538.600. Das jährliche Bevölkerungswachstum betrug + 4,9 %. Zum Bevölkerungswachstum trug ein Geburtenüberschuss (Geburtenziffer: 7,9 pro 1000 Einwohner vs. Sterbeziffer: 6,3 pro 1000 Einwohner) bei. Die Anzahl der Geburten pro Frau lag 2022 statistisch bei 1,0, die der Region Ostasien und Ozeanien betrug 1,5. Die Lebenserwartung der Einwohner Singapurs ab der Geburt lag 2022 bei 82,9 Jahren. Der Median des Alters der Bevölkerung lag im Jahr 2021 bei 41,8 Jahren. Im Jahr 2023 waren 11,7 Prozent der Bevölkerung unter 15 Jahre, während der Anteil der über 64-Jährigen 16,1 Prozent der Bevölkerung betrug.
| Jahr | Einwohnerzahl | Delta                 |
| ---- | ------------- | --------------------- |
| 1950 | 1.022.000     | nicht bekannt         |
| 1960 | 1.633.000     | +611.000 (+59,78 %)   |
| 1970 | 2.072.000     | +439.000 (+26,88 %)   |
| 1980 | 2.412.000     | +340.000 (+14,10 %)   |
| 1990 | 3.013.000     | +601.000 (+24,92 %)   |
| 2000 | 3.914.000     | +901.000 (+29,90 %)   |
| 2010 | 5.074.000     | +1.160.000 (+29,64 %) |
| 2020 | 5.686.000     | +612.000 (+12,06 %)   |

### Bevölkerungsstruktur
Die Staatsbürger und die Einwohner mit dauerhafter Aufenthaltserlaubnis (permanent residents), welche die weitestgehenden Rechte haben, gehören zu unterschiedlichen ethnischen Gruppen:
76,8 Prozent sind Chinesen, 13,8 Prozent Malaien, 7,9 Prozent Inder und 1,4 Prozent andere. Es befinden sich laut Department of Statistics etwa 1,2 Millionen Arbeitsmigranten und Ausländer in Singapur. Weitere Statistiken zur Ethnizität werden nicht veröffentlicht.

### Sprachen
Nationalsprache Singapurs ist Malaiisch in lateinischer Schrift. Neben Malaiisch sind Mandarin (Chinesisch), Tamil und Englisch offizielle Sprachen. Parlamentsabgeordnete müssen mindestens eine dieser Sprachen ausreichend beherrschen, um an der Parlamentsarbeit teilzunehmen. Im Geschäftsleben und als Verkehrssprache wird vor allem Englisch gebraucht. Ebenso ist an einem Großteil der Schulen Englisch die Unterrichtssprache.
Da ein Großteil der singapurischen Bevölkerung aus Südchina kommt, werden in Singapur viele südchinesische Dialekte gesprochen (zum Beispiel Teochew oder Hokkien).
Um den Einfluss des Hochchinesischen zu stärken, startet die Regierung jedes Jahr die sogenannte „Speak-Mandarin“-Kampagne. Mittlerweile (Stand: 2015) sprechen die meisten ethnischen Chinesen daheim vorwiegend die Hochsprache oder Englisch; nur 16 % sprechen noch vorwiegend „Dialekte“.
Insgesamt wird daheim am häufigsten Englisch bzw. Singlish gesprochen (37 %), gefolgt von Hochchinesisch (35 %), chinesischen Dialekten (12 %), Malaiisch (11 %) und Tamil (3 %).

### Religion
Die in Singapur am weitesten verbreiteten Religionen sind der Buddhismus (33 % der Gesamtbevölkerung ab 15 Jahren), das Christentum (19 %, zum Beispiel 2,8 % römisch-katholisch), der Islam (14 %), der Daoismus (10 %) und der Hinduismus (5 %). Die jüdische Gemeinde folgt dem sephardischen Ritus und verfügt über die Synagogen Maghain Aboth (seit 1878) und Chesed-El (seit 1905), sie hat rund 2500 Mitglieder. 18,5 % der Bevölkerung Singapurs bekennen sich keiner Religion zugehörig.
In Singapur finden sich wegen seiner beschränkten Fläche Institutionen verschiedener Religionen in unmittelbarer Nähe zueinander. Buddhistische und hinduistische Tempel, christliche Kirchen und islamische Moscheen liegen teils nebeneinander oder direkt gegenüber. Auseinandersetzungen wegen der Enge gibt es nicht. Diese friedliche Koexistenz ist das Resultat jahrelanger Anstrengung, Gleichberechtigung und Gewährleistung gegenseitigen Respekts. Zum Beispiel halten sich die Kantinen aller staatlichen Schulen an die islamischen Halālvorgaben – das Halālgeschirr wird von den anderen getrennt. Die Schüler oder Studenten essen jedoch zusammen; sie bringen nur ihr Geschirr nach dem Essen zu anderen Orten zurück. Dies ist nur einer von vielen Lösungsansätzen in Singapur, um enge Interaktionen zwischen Menschen verschiedener Religion zu ermöglichen und gleichzeitig jedem den Freiraum für seine eigene Religion zu gewährleisten. Der Sri Mariyamman Tempel mitten in Chinatown ist ein weiteres Beispiel für das ungewöhnliche Zusammenleben der Menschen in Singapur.

### Bildung

#### Kindergärten
Viele Eltern lassen ihre Kinder frühzeitig unterrichten, mitunter bereits im ersten Lebensjahr. Es gibt für jedes Kind einen Platz im Kindergarten. Je nach Alter kann der Aufenthalt von zwei Stunden bis ganztags variieren. Neben dem staatlichen Kindergarten (PAP) existieren private Horte in allen Variationen, von Montessori- bis zu zwei- oder dreisprachigen Kindergärten. Des Weiteren hat Singapur internationale Schulen und Kindergärten. Viele Kinder eignen sich dort dauerhaft Singlish an, eine Varietät des Englischen, die Anteile aus den Muttersprachen dieser Kinder enthält. Unterrichtssprache ist jedoch Englisch.

#### Singapurische Schule

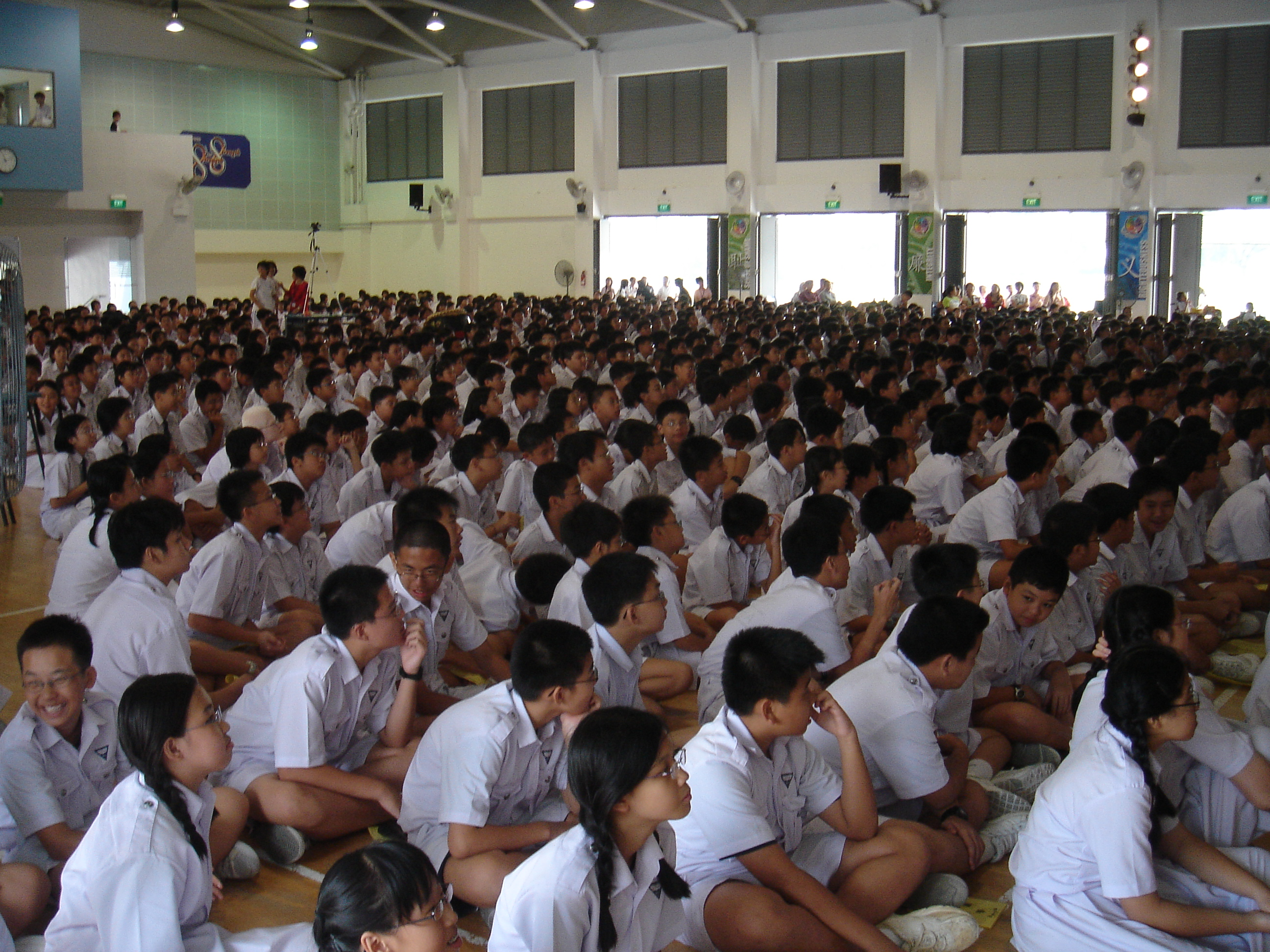
Schüler versammeln sich in der Aula der Nan Hua High School.

Singapurer können zwischen staatlichen und privaten Schulen wählen. Außerdem gibt es staatliche und private Eliteschulen. Um diese Schulen besuchen zu dürfen, ist die Teilnahme an einem Auswahlverfahren verpflichtend, zudem hat sich ein Interessent ein bis zwei Jahre im Voraus zu bewerben.
Die weiterführenden Schulen sind:
- Anderson Junior College
- Anglo-Chinese Junior College
- Catholic Junior College
- Dunman High School
- Eunoia Junior College
- Hwa Chong Junior College
- Innova Junior College
- ITE College Central
- ITE College East
- ITE College West
- Jurong Junior College
- Nanyang Junior College
- Nanyang Polytechnic
- National Junior College
- Ngee Ann Polytechnic
- Pioneer Junior College
- Raffles Junior College
- River Valley High School
- Republic Polytechnic
- St Andrew’s Junior College
- Serangoon Junior College
- Singapore Polytechnic
- Tampines Junior College
- Temasek Junior College
- Temasek Polytechnic
- Victoria Junior College
- Yishun Junior College

Einige der bekanntesten Schulen für die siebte bis zehnte Klasse sind Raffles Institution, Raffles Girls’ School, Hwa Chong Institution, Anglo-Chinese Independent School, Nanyang Girls’ School. Für die elfte und zwölfte Klasse (Abitur-Jahre) sind es Schulen wie National Junior College (das erste Junior College Singapurs), Hwa Chong Institution, Raffles Junior College, Victoria Junior College und Temasek Junior College. Die Schüler in den 18 Junior Colleges machen ihr Abitur (die „Singapore-Cambridge GCE ‘Advanced’ Level Examinations“) üblicherweise in zwei Jahren. Nur in einem Centralised Institute (Millennia Institute) machen die Schüler es in drei Jahren.
Außerdem haben normalerweise nur Schüler mit sehr guten Noten aus der sechsten Klasse die Möglichkeit, eine weitere Fremdsprache (eine dritte Sprache) (Französisch, Deutsch, Japanisch, Malaiisch, Indonesisch und Arabisch) am Sprachzentrum des Bildungsministeriums (MOELC) zu erlernen. Einige Schulen wie National Junior College und Raffles Junior College haben auch eigene Sprachprogramme für einige Stufen. In der letzten Zeit gibt es auch durch die Unterstützung des Bildungsministeriums mehr Möglichkeiten für Austauschprogramme, besonders zwischen den Schulen innerhalb ASEAN.
Die Schulen in Singapur gelten als außerordentlich leistungsfähig, insbesondere in Mathematik und Naturwissenschaften. So erreichen die Schüler aus Singapur bei TIMSS regelmäßig Spitzenplätze. In den PISA-Studien von 2015 belegten die Schüler des Landes in allen drei Kategorien (Naturwissenschaften, Mathematik und Lesen) den ersten Platz unter 72 teilnehmenden Ländern. Der Leistungsdruck an Schulen gilt als sehr hoch. Als Erfolgsschlüssel gilt die hohe Integration von Informations- und Kommunikationstechnik in den Unterricht seit dem ersten ICT-Education-Masterplan 1997. Premier Goh Chok Tong forderte in der Rede Thinking Schools, Learning Nation 1997 die hohen Anstrengungen im Bildungssystem: „A nation’s wealth in the 21th century will depend on the capacity of its people to learn.“ Hinzu kamen Reformen, die Kommunikation, Interdisziplinarität und Innovationen wie Digitalität in der Bildung förderten, weg von der traditionellen Lernschule, so die auf Deeper Learning gerichtete Initiative Teach Less, Learn More! (2008).

#### Internationale Schulen

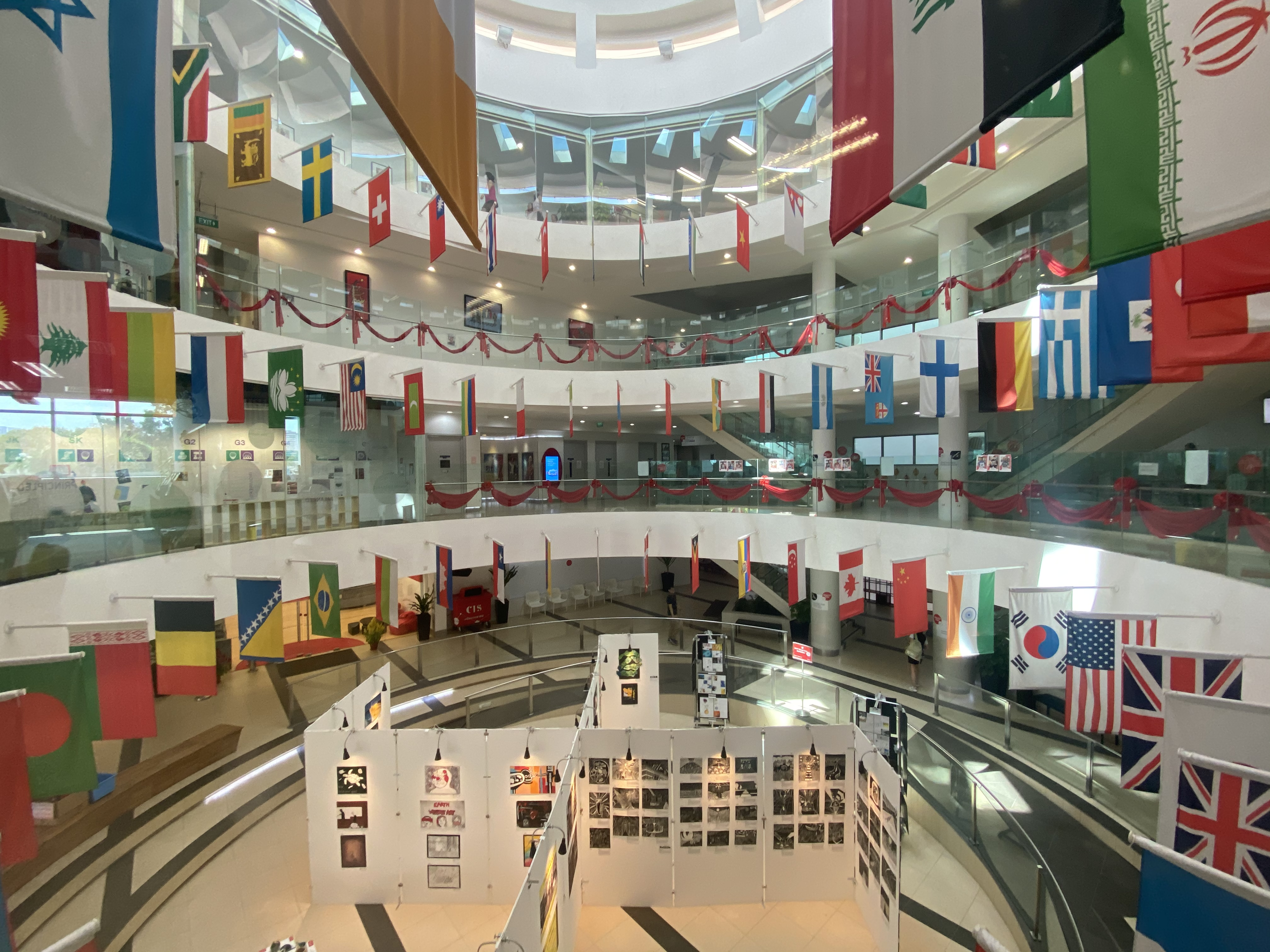
Canadian International School in Singapur

Es gibt eine reiche Auswahl für Expatriates (ausländische Führungskräfte). Singapurer dürfen keine internationalen Schulen besuchen, es sei denn, sie besitzen eine weitere Staatsangehörigkeit. Nachfolgend hier die elf wichtigsten Internationalen Schulen:
1. Dover Court Preparatory School – hier können auch Kinder mit speziellen Problemen unterkommen und betreut werden
2. French School of Singapore
3. German European School Singapore
4. Overseas Family School
5. Singapore American School
6. Singapore International School
7. Swiss School Association Singapore – Schweizer Schule Singapur
8. Tanglin Trust School – basiert auf dem britischen System
9. The Australian International School Singapore
10. The Canadian International School Singapore
11. United World College of South East Asia

#### Universitäten
Singapur hat die folgenden staatlichen Universitäten:
- Die älteste Universität der Stadt, die National University of Singapore (NUS), befindet sich zwölf Kilometer außerhalb des Stadtzentrums in Kent Ridge. Sie zählt laut dem „World University Ranking“ des britischen „Times Higher Education Supplement“ (2006) zu den 20 besten Universitäten der Welt.
- Die Nanyang Technological University (NTU) befindet sich im äußersten Westen der Hauptinsel Singapurs in Jurong, etwa 25 km außerhalb des Stadtzentrums. Die Universität wurde am 1. Juli 1991 per Parlamentsbeschluss gegründet. Sie ging aus dem ehemaligen Nanyang Technological Institute (NTI) hervor, das im August 1981 gegründet wurde. Erreichbar ist die Universität über die MRT bis Boon Lay oder Pioneer, von dort aus fahren zwei Buslinien bzw. eine der beiden Buslinien und ein Shuttlebus direkt zum Campus der NTU. An die NTU ist das National Institute of Education (NIE) angegliedert. Dort werden die Lehrer für die Gymnasien Singapurs ausgebildet.
- Die Singapore Management University (SMU) wurde im Jahr 2000 gegründet und hat im Sommer 2005 ihren neuen Innenstadt-Campus in Bras Basah bezogen.
- Die Singapore University of Social Sciences (SUSS) wurde im Jahr 2005 gegründet.
- Die Singapore University of Technology and Design (SUTD) wurde im Jahr 2009 gegründet.
- Das Singapore Institute of Technology (SIT) wurde ebenfalls im Jahr 2009 gegründet.

Neben den staatlichen Universitäten gibt es eine ganze Reihe privater, zu einem Großteil auch ausländischer Universitäten und Bildungseinrichtungen, wie etwa die französische Insead oder auch die ESSEC.
Eine weitere Universität ist eine Zweigstelle der Sorbonne in Singapur. Dort werden Theologie, Politik und Wirtschaftswissenschaften gelehrt.
Auch die Technische Universität München betreibt mit dem TUM Asia genannten German Institute of Science and Technology (GIST) seit 2002 eine Dependance in Singapur.
Weiter betreibt die Universität St. Gallen mit dem St.Gallen Institute of Management in Asia eine Zweigstelle in Singapur.
Die Universitäten organisieren seit mehreren Jahren regelmäßig Veranstaltungen, in deren Rahmen private Beziehungen und Familiengründungen zwischen Akademikern gefördert werden sollen.
In Singapur gibt es auch ein Qantm- bzw. SAE Institute, in dem die Studenten Medienberufe erlernen und einen Bachelor-Abschluss erwerben können.

## Geschichte

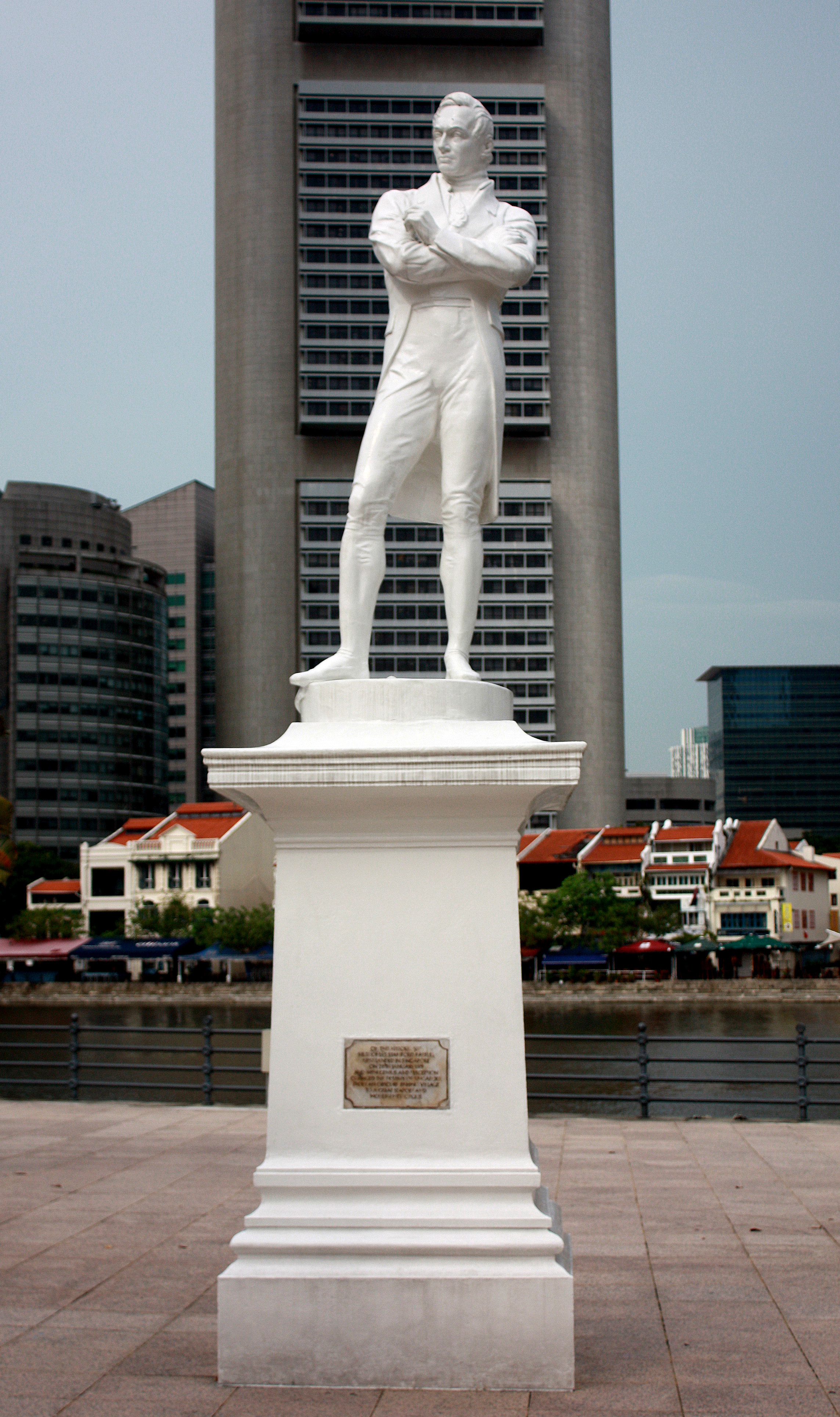
Statue von Thomas Stamford Raffles von Thomas Woolner, erbaut am (vermuteten) Landungspunkt

### Namensherkunft
Der Name Singapur entstammt dem Sanskrit und setzt sich zusammen aus Singha (सिंह siṃha „Löwe“) und Pura (पुर pura „Stadt“), bedeutet also Löwenstadt.
Der Legende nach erreichte Sang Nila Utama, ein Prinz aus Palembang, der damaligen Hauptstadt des Srivijaya-Reichs, im Jahr 1299 Singapur und gründete das Königreich Singapura. Nach seiner Ankunft soll der Prinz im dichten Dschungel einen Löwen gesehen haben – vermutlich hat es sich jedoch um einen malaysischen Tiger gehandelt, da in dieser Region keine Löwen gelebt haben. Beeindruckt von der Begegnung, interpretierte er diese als gutes Omen und entschied sich den Ort fortan „Löwenstadt“ zu nennen und eine Siedlung zu errichten. Das Wahrzeichen Singapurs ist seit dem Jahr 1964 der Merlion, ein Fabelwesen mit einem Löwenkopf und einem Fischkörper.

### Handelsplatz
Die ersten Aufzeichnungen Singapurs stammen aus chinesischen Texten des 3. Jahrhunderts. Die Insel diente als Außenposten des auf Sumatra beheimateten Srivijayareiches. Ursprünglich trug Singapur den javanischen Namen Temasek. Nachdem Temasek anfangs zu einer bedeutenden Handelsstadt aufgestiegen war, verlor es bald wieder an Bedeutung. Außer ein paar archäologischen Spuren ist kaum mehr etwas aus jener Zeit erhalten.
Am 28. Januar 1819 kam Sir Thomas Stamford Raffles, Handelsagent der Britischen Ostindien-Kompanie, in Singapur an und gründete am 6. Februar desselben Jahres die erste britische Niederlassung. Dieses Datum wird als Geburtsstunde des modernen Singapur betrachtet. Die Insel war zuvor nur von schätzungsweise 1000 Orang Laut besiedelt, die als Seenomaden lebten. Bis 1824 hatte die Kompanie die gesamte Insel vereinnahmt, die sie dem Sultan von Johor für 60.000 US-Dollar und eine Jahresrente von 24.000 US-Dollar abgekauft hatte.

### Britische Kronkolonie

Fahne der Kronkolonie Singapore (1946–1962)

1826 wurde Singapur Teil der Straits Settlements und 1836 deren Hauptstadt. Am 1. April 1867 wurden die Straits Settlements vor dem Hintergrund weiterer territorialer Expansionen zur britischen Kronkolonie – und so auch Singapur. Bald wuchs die Bedeutung von Singapur als Umschlaghafen aufgrund seiner geographischen Lage entlang der verkehrsträchtigen Schifffahrtswege zwischen China und Europa. Im Jahr 1881 betrug die Einwohnerzahl ganz Singapurs 172.993. Das Aussehen der Stadt und ihrer Menschen zu jener Zeit wurde auf zahllosen Fotos durch G. R. Lambert & Co. festgehalten.

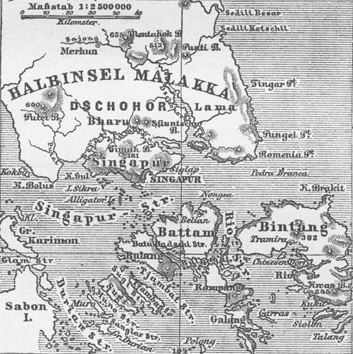
Singapur gegen Ende des 19. Jahrhunderts

Im Zweiten Weltkrieg marschierten japanische Truppen in Malaysia ein und umzingelten die Insel. Die unzulänglich vorbereiteten britischen, australischen und indischen Soldaten unter Arthur Percival konnten sich trotz ihrer zahlenmäßigen Überlegenheit nicht halten. Sie unterlagen in der Schlacht um Singapur der japanischen Armee und kapitulierten im Februar 1942. Die Japaner benannten Singapur in Folge in Shōnan-tō (昭南島), kurz für Shōwa no jidai ni eta minami no shima (昭和の時代に得た南の島) „Insel im Süden, die in der Shōwa-Zeit gewonnen wurde“ um und hielten es bis zur japanischen Kapitulation im September 1945.
1945 kam Singapur damit wieder unter britische Herrschaft. Unter britischer Verwaltung erhielten Frauen am 18. Juli 1947 das aktive und passive Wahlrecht und übten diese Rechte bei den Wahlen zum Legislative Council von 1948 erstmals aus.
1959 wurde Singapur eine selbstregierte Kronkolonie, deren Regierung nach den 1959 von der People’s Action Party (PAP) gewonnenen Wahlen Lee Kuan Yew als erster Premierminister führte.

### Unabhängigkeit
Nach einem landesweiten Referendum 1962 wurde Singapur in eine Föderation mit Malaya, Sabah und Sarawak entlassen und somit am 1. September 1963 vom Vereinigten Königreich unabhängig. Im Herbst 1964 kam es zu massiven Unruhen zwischen chinesischen und nicht-chinesischen Einwohnern. Heftige ideologische Konflikte zwischen der von der PAP gestellten Regierung und der Föderationsregierung in Kuala Lumpur sowie Befürchtungen auf malaysischer Seite, dass sich die Unruhen über die Grenzen der Stadt ausweiten könnten, führten am 7. August 1965 zum Ausschluss Singapurs aus der Föderation. Zwei Tage später, am 9. August 1965, erkannte Malaysia Singapurs Souveränität als erster Staat an. Seither ist der 9. August Singapurs Nationalfeiertag.
Bei der Unabhängigkeit 1965 wurde das aktive und passive Frauenwahlrecht bestätigt.
Die junge und territorial eingeschränkte Nation musste um ihre wirtschaftliche Unabhängigkeit kämpfen und sah sich mit Problemen wie Massenarbeitslosigkeit, Knappheit an Wohnraum, Ackerland und Rohstoffen wie etwa Erdöl konfrontiert. Lee Kuan Yew bekämpfte in seiner Amtszeit als Premierminister von 1959 bis 1990 erfolgreich die Massenarbeitslosigkeit, der Lebensstandard und Singapurs Wirtschaftskraft stiegen. Als einer der vier Tigerstaaten schaffte Singapur innerhalb einer Generation den Sprung vom Entwicklungsland hin zu einem Industriestaat.
Am 26. November 1990 übernahm Goh Chok Tong das Amt des Premierministers. Unter seiner Regierung war das Land mit neuen Problemen beschäftigt: 1997 kam es zu einem wirtschaftlichen Einbruch im Rahmen der Südostasienkrise.
Im Jahr 2003 dämpfte die Infektionskrankheit SARS die wirtschaftliche Entwicklung; hinzu kam die terroristische Bedrohung durch die Jemaah Islamiyah (JI).
Am 12. August 2004 wurde Lee Hsien Loong, der älteste Sohn von Lee Kuan Yew, in dem nach wie vor von der PAP dominierten Parlament zum dritten Premierminister Singapurs gewählt.

## Politik

### Politisches System

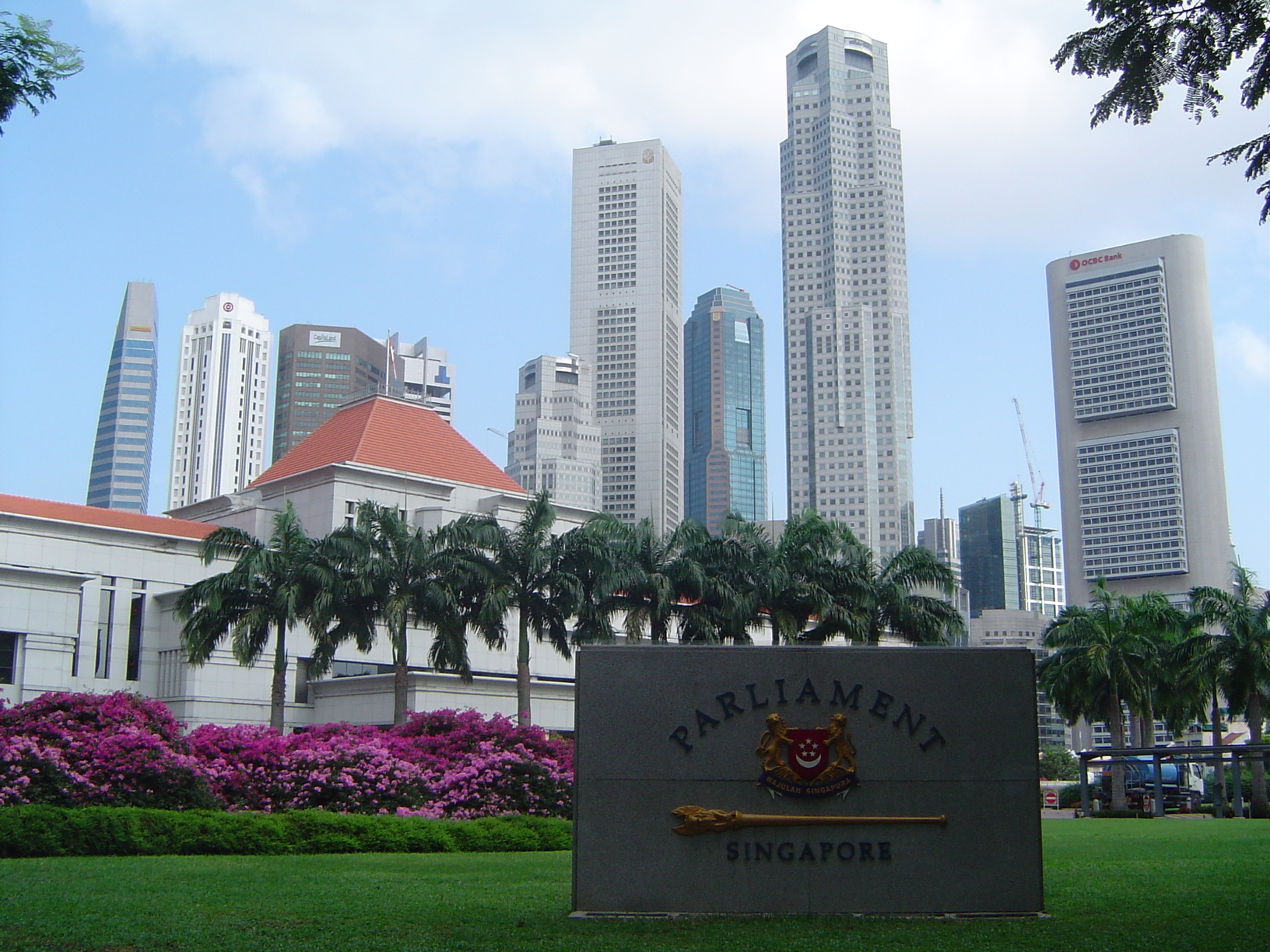
Parlament

Staatsoberhaupt ist der Präsident, der mit Vetorechten in einigen Schlüsselbereichen ausgestattet ist und die obersten Richter benennt. Der Präsident wird seit 1993 theoretisch alle sechs Jahre direkt vom Volk gewählt. 1993 wurde Ong Teng Cheong als Präsident erwählt. Seitdem fielen die Wahlen 1999 und 2005 aus, weil nur ein Kandidat – Sellappan Ramanathan – von der Wahlkommission akzeptiert wurde. Erst nach 18 Jahren im Jahre 2011 gab es wieder eine Wahl, die Tony Tan Keng Yam gewann. Zu den Wahlen im September 2017 trat Halimah Yacob als einzige Kandidatin an, weshalb auch in diesem Jahr keine Wahl stattfand. Halimah wurde am 13. September 2017 zum achten Präsidenten ernannt, die offizielle Vereidigung fand am 14. September statt. Seit seiner Amtseinführung am 14. September 2023 bekleidet Tharman Shanmugaratnam das Amt des Präsidenten.
Die Legislative ist das Parlament. Dessen Zusammensetzung wird über alle fünf Jahre stattfindende Parlamentswahlen bestimmt. Singapur verwendet ein Mehrheitswahlsystem (first-past-the-post) in Verbindung mit sogenannten „Group Representation Constituencies“ (GRCs). In den GRCs treten Parteien mit Teams an, wobei mindestens ein Mitglied des Teams aus einer ethnischen Minderheit stammen muss.
Die Exekutive wird durch das Kabinett gebildet, das der Premierminister als Regierungsoberhaupt leitet. Es besteht Wahlpflicht (Nichtwähler werden aus den Wählerlisten entfernt, und erst auf Antrag wieder hinzugefügt, unter Umständen gebührenpflichtig).
Die Politik Singapurs wird seit der Unabhängigkeit 1965 von der People’s Action Party (PAP) dominiert. Von Kritikern wird Singapur daher auch als Einparteienstaat eingeordnet, und der PAP werden rigide Handlungen gegen die Oppositionsparteien vorgeworfen. Dabei soll die PAP manipulierend einwirken oder durch zivilrechtliche Klagen (Verleumdung) unliebsame Gegner aus dem Weg schaffen. Auch das überaus strikte Mehrheitswahlrecht trägt zur dominanten Stellung der PAP bei und führte dazu, dass stets nur einige wenige Oppositionelle im Parlament saßen. Ebenso sind die Restriktionen im öffentlichen und Privatleben zu nennen. Des Weiteren behaupten Kritiker, dass Singapurs Gerichte auf Seiten der Regierung stünden, auch wenn einige Verfahren von der Opposition gewonnen wurden. Westliche Demokratien betrachten Singapurs Regierungsform daher manchmal dem Autoritarismus näher als einer Demokratie im westlichen Sinne. Der Bertelsmann Transformation Index 2022 ordnete Singapur den autokratisch regierten Staaten zu, insbesondere aufgrund der Unterdrückung der Opposition.
Singapur hat eine sehr erfolgreiche Marktwirtschaft. Die Politik der PAP enthält sozialistische Aspekte, wie zum Beispiel ein großangelegtes öffentliches Wohnraumprogramm und eine Dominanz staatlicher Unternehmen in der lokalen Wirtschaft. Die PAP distanzierte sich in der Vergangenheit teilweise vom westlichen Wertesystem. Der frühere Premierminister Lee Kuan Yew zitierte in diesem Zusammenhang die Inkompatibilitäten westlicher Demokratien mit „asiatischen Werten“. In jüngerer Vergangenheit lockerte die PAP Teile ihrer gesellschaftlich konservativen Politik.
Als charakteristisch für Singapur gilt das Zusammenspiel aus konfuzianisch orientierter, staatlich-öffentlich kommunizierter Ethik, strengen Gesetzen, einem hohen Grad an Überwachung und sehr geringer Korruption. Verfechter dieser Leitlinien sehen darin die Ursachen, dass eine wohlhabende Gesellschaft entstand, die eine der niedrigsten Kriminalitätsraten der Welt hat.
Kritiker bemängeln die autoritären Ausprägungen des singapurischen Staatswesens, beispielsweise die Vorschrift, dass eine staatliche Lizenz verlangt wird, wenn mehr als drei Menschen öffentlich über Politik, Religion oder innere Angelegenheiten des Staates reden wollen.

### Politische Indizes
| Name des Index                     | Indexwert    | Weltweiter Rang | Interpretationshilfe | Jahr |
| ---------------------------------- | ------------ | --------------- | --- | ---- |
| Fragile States Index               | 25,4 von 120 | 165 von 179     | Stabilität des Landes: nachhaltig 0 = sehr nachhaltig / 120 = sehr alarmierend Rang: 1 = fragilstes Land / 179 = stabilstes Land | 2024 |
| Demokratieindex                    | 6,18 von 10  | 68 von 167      | Unvollständige Demokratie 0 = autoritäres Regime / 10 = vollständige Demokratie                                                  | 2024 |
| Freedom in the World Index         | 48 von 100   | —               | Freiheitsstatus: teilweise frei 0 = unfrei / 100 = frei                                                                          | 2024 |
| Rangliste der Pressefreiheit       | 45,8 von 100 | 123 von 180     | Schwierige Lage für die Pressefreiheit 100 = gute Lage / 0 = sehr ernste Lage                                                    | 2025 |
| Korruptionswahrnehmungsindex (CPI) | 84 von 100   | 3 von 181       | 0 = sehr korrupt / 100 = sehr sauber                                                                                             | 2024 |

### Verwaltung

#### Administrative Gliederung
Die administrative Gliederung Singapurs umfasst fünf sogenannte CDC-Distrikte (Community Development Council District), die von Bürgermeistern (Mayor) und örtlichen Räten (Community Development Council) verwaltet werden. Diese werden weiter untergliedert in 17 Town Councils. Die Town Councils bestehen aus insgesamt 31 Constituencies („Wahlkreis, Interessengemeinschaft“). Diese 31 Constituencies setzen sich zusammen aus 14 „SMC-Vertretungen“ (Single Member Constituencies – SMC, etwa „Wahlkreis mit einer Einzelpersonvertretung“) und 17 „GRC-Vertretungen“ (Group Representation Constituencies – GRC, etwa „Wahlkreis mit einer mehrköpfigen Mannschaftsvertretung“) (Stand: 2022):
1. Central Singapore District
2. North East District
3. North West District
4. South East District
5. South West District

#### Landesplanerische Gliederung
Die fünf Distrikte der Verwaltungsgliederung sind nicht identisch mit den fünf Regionen der Landesplanung.
Ursprünglich war nur der Süden des Landes am Singapore River bewohnt. Die restlichen Teile des Staates bestanden aus tropischem Regenwald oder wurden landwirtschaftlich genutzt. In den 1960er Jahren wurden neue Stadtgebiete vor allem als Satellitenstädte außerhalb des ursprünglichen Stadtgebietes errichtet. Die Regierungsbehörde Urban Redevelopment Authority (URA) ist verantwortlich für die Stadtentwicklung. Ein besonderer Wert wird dabei auf effiziente Landnutzung und Landverteilung sowie Verkehrsplanung gelegt. In einem Entwicklungsplan wird die Landnutzung für die 55 Planungsgebiete (planning areas) einschließlich der 2 Wasserschutzgebiete, die zu fünf Regionen gruppiert werden, festgelegt. Die einzelnen Planungsgebiete werden ihrerseits in eine verschieden große Anzahl von sogenannten Subzonen unterteilt.

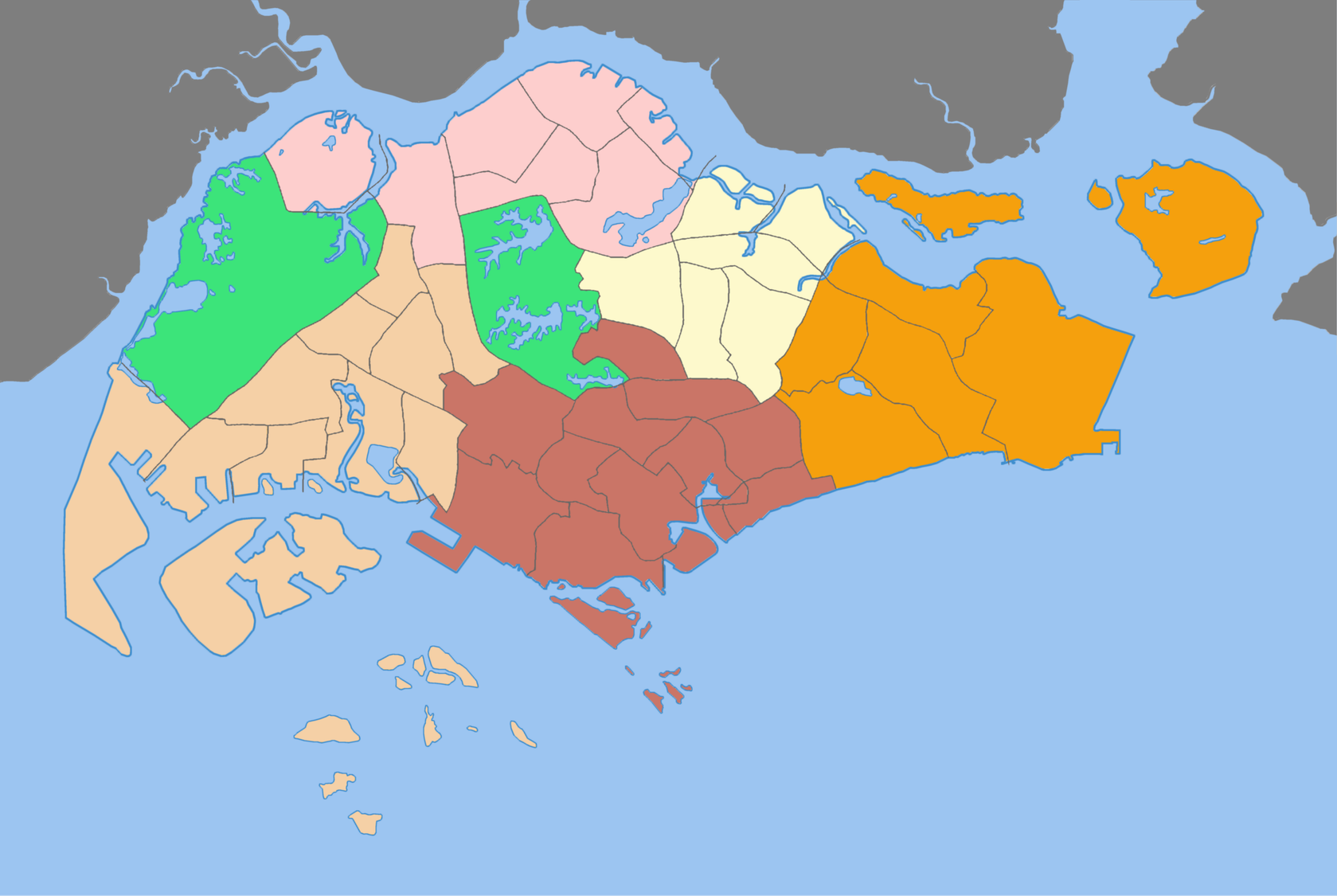
55 urban planning areas (UPA) der Urban Redevelopment Authority (URA), einschließlich 2 water catchment areas, werden zu fünf Regionen gruppiert

| Region            | Größter Teilort | Fläche (km²) | Bevölkerung 30. Juni 2017 4 | Dichte | UPA |
| ----------------- | --------------- | ------------ | --------------------------- | ------ | --- |
| Central Region    | Bukit Merah     | 132,7        | 930.600                     | 7.015  | 12  |
| East Region       | Bedok           | 93,1         | 690.510                     | 7.417  | 6   |
| North Region 5    | Woodlands       | 97,3         | 543.360                     | 5.104  | 8   |
| North-East Region | Hougang         | 141,1        | 889.300                     | 8.559  | 7   |
| West Region 6     | Jurong West     | 201,3        | 911.760                     | 4.529  | 12  |
| Singapur (Gesamt) | Bedok           | 704,0        | 3.965.530                   | 5.633  | 55  |

### Beziehung zwischen Staat und Religion
Der singapurische Staat fasst sein Verhältnis zur Religion in der Öffentlichkeit im Konzept des muscular secularism (englisch, sinngemäße Übersetzung: „wehrhafter“ oder „wachsamer Säkularismus“) zusammen. Ziel dieser politischen Haltung ist laut wiederholter Verlautbarungen amtlicher singapurischer Stellen die Gewährleistung des sozialen Zusammenhalts einerseits und der Schutz des multiethnischen und multireligiösen Stadtstaates vor religiösem Extremismus andererseits. Im Wesentlichen bilden vier Gesetzestexte die Rechtsgrundlage des singapurischen Säkularismus; der Internal Security Act („Gesetz über die innere Sicherheit“), der Sedition Act („Gesetz gegen Volksverhetzung, öffentliche Aufruhr“), der Undesirable Publications Act („Gesetz über unerwünschte Schriften“) sowie der Maintenance of Religious Harmony Act („Gesetz zur Aufrechterhaltung des religiösen Ausgleichs“). Zivilgesellschaftliche Akteure des Landes stellen dieser Politik die Antithese des liberal secularism gegenüber, die den Rückzug des Staates aus interreligiösen Meinungsverschiedenheiten einerseits und eine Erleichterung religiöser Aktivitäten im öffentlichen Raum andererseits fordert.

### Sicherheitspolitik
Singapur konzipiert seine Sicherheitspolitik seit 1984 als Vernetzung aller öffentlichen Lebensbereiche, lokal als Total Defence (deutsch etwa: „vollumfängliche Abwehrbereitschaft“) bekannt.
Total Defence gründet auf fünf Säulen, nämlich auf militärischen, zivilen, wirtschaftlichen, sozialen und psychischen Ausprägungen. Der Ansatz ist vor dem Hintergrund mehrerer Faktoren zu sehen, so zum Beispiel der Abhängigkeit Singapurs von malaysischen Frischwasserimporten.

#### Kriminalitätsrückgang
Ein Kriminalitätsrückgang wird zwar weltweit beobachtet, in Singapur erreichen die Kriminalitätsraten jedoch extrem niedrige Werte. Für den überdurchschnittlichen Rückgang leistete auch die Politik ihre Beiträge.
Für Vergleiche der Gewaltneigung über lange Zeiträume und große räumliche Distanzen hinweg wird die Rate der Tötungsdelikte als Index verwendet. Singapur kam hierbei im Jahr 2017 auf nur 0,2 Fälle pro 100.000 Einwohner. Ostasiatische Staaten lagen durchschnittlich bei 0,6. Im Vergleich dazu lag Deutschland bei einem Fall pro 100.000 Einwohner, was dem Durchschnitt in Westeuropa entspricht.

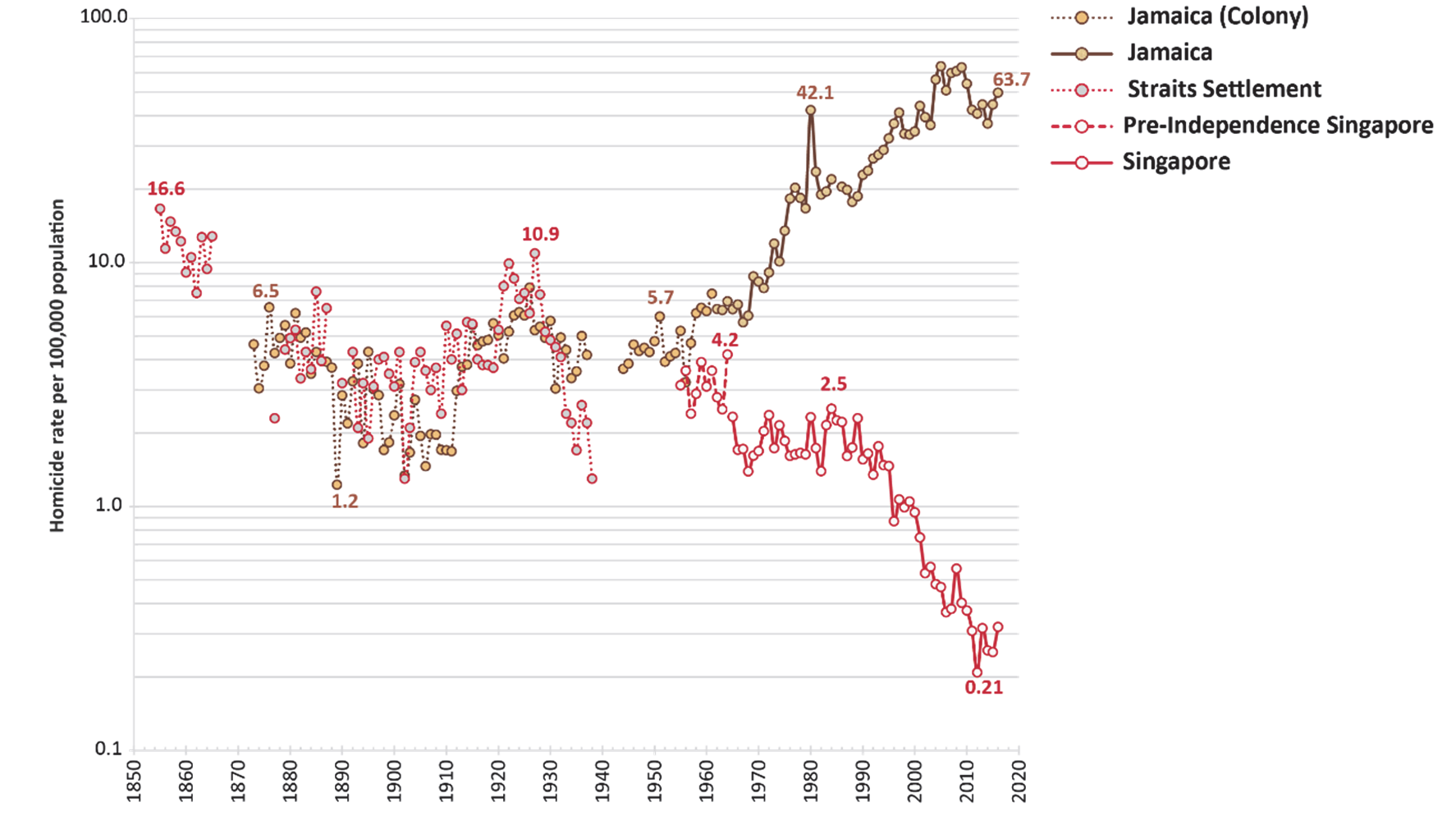
Langfristige Trends der Mordraten in Jamaika und Singapur, 19. Jahrhundert bis heute. Die Straits Settlements waren ein Kolonienverbund, der auch Singapur umfasste.

Singapur hatte nicht immer niedrige Kriminalitätsraten. Das Büro der Vereinten Nationen für Drogen- und Verbrechensbekämpfung (englisch United Nations Office on Drugs and Crime, UNODC) erforscht Veränderungen der Kriminalität in unterschiedlichen Ländern und stellt sie gesellschaftlichen und politischen Veränderungen in denselben Zeiträumen gegenüber. Aus diesen Vergleichen werden Faktoren identifiziert, die die Kriminalitätsentwicklung positiv oder negativ beeinflussen. In einem Beispiel werden vom UNODC Jamaika und Singapur verglichen. Diese zwei tropischen und multiethnischen Inselstaaten haben eine Bevölkerungszahl in derselben Größenordnung und liegen auf dem Globus genau gegenüber. Auch auf der Länderliste sortiert nach Tötungsraten liegen sie an den gegenüberliegenden Extremen. Das war nicht immer so. Als ehemalige britische Kolonien ähnelten sie sich in vielen Aspekten. Aus dieser Zeit stammt auch ihr vom Vereinigten Königreich übernommenes politisches und juristisches System. Das Entwicklungsniveau beider Staaten war vergleichbar.
Auch die Tötungsraten (als Index für die Kriminalität insgesamt) entwickelten sich parallel bis kurz vor der Unabhängigkeit, die in beiden Ländern in den frühen 1960er Jahren erlangt wurde. Die Raten lagen damals bei vier bis fünf pro 100.000 Einwohner. Noch vor Erreichung der Souveränität begann die Auseinanderentwicklung. Die Kriminalität nahm in Jamaika zu und die in Singapur ab. Auf Jamaika stieg die Rate bis auf über 60 in den 2000er Jahren. In Singapur stagnierte sie bis in die 1990er Jahre bei etwa zwei pro 100.000 und fiel auf 0,2 bis 0,3. Im Jahr 2017 waren das 11 Tötungsdelikte in Singapur und 1.647 in Jamaika.
Die relativ neue Auseinanderentwicklung der beiden Staaten macht es unwahrscheinlich, dass die Ursachen in jahrhundertealten Faktoren wie der Vergangenheit mit Sklaverei in Jamaika liegen. Das UNODC sieht die Kriminalitätsentwicklung mehr von indirekten Faktoren beeinflusst als von auf Kriminalität abzielender politischer Maßnahmen. Als wesentliche Ursache, die zu dem großen Kriminalitätsrückgang in Singapur führte, nennt das UNODC die Politik des Landes, die eng mit dem ersten Premierminister Lee Kuan Yew verbunden ist. Konkret genannt werden die Förderung der Rechtsstaatlichkeit, Korruptionsbekämpfung, eine leistungsorientierte Verwaltung mit wettbewerbsfähiger Bezahlung, strategische Investitionen in Allgemeinbildung und in ein Gesundheitssystem, sowie sozialer Wohnungsbau, um soziale Ausgrenzungen zu minimieren. Außerdem seien Wertestrategien eingeführt worden, die harte Arbeit, sozialen Zusammenhalt und gegenseitigen Respekt fördern. Es sei auch möglich, dass gezielte Maßnahmen zur Kriminalitätsbekämpfung eine Rolle gespielt hätten, wie Law and Order und Resozialisierungsprogramme.
Als wirkungsloses Instrument identifizierte das UNODC beispielsweise die Todesstrafe. Singapur hatte eine der höchsten Exekutionsraten der Welt. Zwischen 1994 und 2004 wurde die Todesstrafe häufig verhängt, führte jedoch zu keiner anderen Entwicklung der Mordraten als in Hongkong, wo die Todesstrafe bereits 1993 abgeschafft wurde. Beide Länder hatten in diesem Zeitraum ähnlich fallende Raten.
Grundsätzlich werden vom UNODC zur Bekämpfung von Kriminalität eine verantwortungsbewusste Regierungsführung, Rechtsstaatlichkeit und ein konsistentes Verhältnis zwischen Staat und Zivilgesellschaft als förderlich hervorgehoben. Es ist fragwürdig, wie weit nationale Politik allein für eine spezifische Kriminalitätsentwicklung verantwortlich ist. Veränderungen von Werten, soziale und gesellschaftliche Prozesse, aber auch grenzüberschreitende Kriminalität wirken auch in die Nachbarstaaten. So liegt der Karibikstaat Jamaika in der Region der Erde mit den höchsten Mordraten und der einzigen Weltregion mit dokumentiertem Anstieg der Kriminalität in den letzten Jahrzehnten. Der grenzüberschreitende Drogenhandel intensiviert dort die fatale Verbundenheit. Ein positives Beispiel sind Singapur, Thailand, Kambodscha, Hongkong, China und Japan. In diesen asiatischen Ländern gehen die Kriminalitätsraten seit Jahrzehnten zurück. Auch in westlichen Ländern ist die kulturelle Verbundenheit offensichtlich und ein jahrhundertelanger, paralleler Kriminalitätsrückgang gut dokumentiert.

#### Militär
Die Singapore Armed Forces umfassen die Teilstreitkräfte Heer, Marine und Luftwaffe.
Das Heer verfügte 2020 über etwa 45.000 aktive Soldaten und eine Reserve von 170.000 Mann. Zur Ausrüstung zählen AMX-13-SM1-Kampfpanzer und Schützenpanzer der Typen Bionix AFV und M113. 102 Leopard 2A4 wurden ab dem Jahr 2008 in Dienst gestellt. Im Mai 2014 wurde bekannt, dass Singapur unter den Ländern, in die Waffen aus Deutschland exportiert werden, eine Spitzenposition einnimmt.
Die 7.000 Mann starke Marine verfügt 2020 über fünf Stealthfregatten sowie Korvetten, Patrouillenboote und Landungsfahrzeuge. Die U-Boot-Flotte verfügt über Boote der schwedischen Sjöormen-Klasse, die bis 2010 durch Boote der Archer-Klasse ergänzt wurden. Seit 2017 wurden auch moderne deutsche U-Boote angeschafft.
Die nach dem Rückzug der Royal Air Force 1968 aufgestellten Luftstreitkräfte umfassten 2020 8.000 Mann und sind mit Flugzeugen der Typen General Dynamics F-16C/D/D+, McDonnell Douglas F-15SG, M-346, PC-21, C-130 Hercules, Gulfstream G550-Airborne Early Warning, Airbus A330 Multi-Role Tanker Transport, Boeing KC-135 R Stratotanker, Fokker-50 UTA/MPA, Hubschraubern der Typen Aérospatiale AS332M/M1 Super Puma, Apache, CH-47 und S-70 und UAVs der Typen Elbit Hermes 450 UAV und IAI Heron 1 UAV ausgerüstet.
Singapur gab 2020 knapp 3,3 Prozent seiner Wirtschaftsleistung oder 10,7 Milliarden Dollar für seine Streitkräfte aus. Singapur lag 2018 auf Platz 2 im Globalen Militarisierungsindex (GMI) und 2020 hingegen auf Platz 9.

### Außenpolitik
Singapur verfolgt eine flexible und pragmatische Außenpolitik. Ihre wichtigsten Ziele sind:
- Förderung eines weltoffenen Handelssystems; zugleich Abschluss bilateraler Freihandelsabkommen. In Kraft sind Abkommen bereits mit den ASEAN-Staaten (ASEAN-Freihandelszone), Australien, VR China, Costa Rica, den EFTA-Ländern, den Ländern des Golf-Kooperationsrats, Indien, Japan, Jordanien, Neuseeland, Panama, Peru, Südkorea, Taiwan, den Gründungsstaaten der Trans-Pazifischen Partnerschaft (neben Singapur: Brunei, Chile, Neuseeland) und den Vereinigten Staaten. Mit der Türkei wurde ein Freihandelsabkommen unterzeichnet. Im September 2013 haben die EU und Singapur nach zweieinhalbjährigen Verhandlungen ein Freihandelsabkommen paraphiert. Derzeit ist der Europäische Gerichtshof mit Kompetenzfragen auf europäischer Seite befasst.
- Gewährleistung der nationalen Sicherheit durch fortgesetzte Modernisierung der Streitkräfte und Abstützung auf militärische Präsenz der Vereinigten Staaten in der Region.
- Pflege der bilateralen Beziehungen zu den Nachbarstaaten und Zusammenarbeit insbesondere mit den Partnern im Verband Südostasiatischer Nationen (ASEAN).
- Weiterentwicklung der Beziehungen zu den Vereinigten Staaten, China, Japan und Europa (Prozess der Europäisch-Asiatischen Gipfeltreffen / ASEM).

Singapur ist seit dem 21. September 1965 aktives Mitglied der Vereinten Nationen und ihrer Sonderorganisationen. Von 2000 bis 2002 war Singapur erstmals als nicht-ständiges Mitglied im Sicherheitsrat der Vereinten Nationen vertreten. Es ist auch Mitglied des Commonwealth und – in seiner Rolle als Koordinator der „Global Governance Group“ – regelmäßiger Gast der G20-Treffen, zuletzt beim Außenministertreffen in Bonn im Februar 2017.
Im ASEAN-Verbund spielt Singapur eine maßgebliche Rolle. Mit der regionalen Zusammenarbeit in der Asiatisch-Pazifischen Wirtschaftsgemeinschaft (APEC) und im ASEAN-Rahmen verfolgt es das Ziel, sein außenpolitisches Gewicht, seine Sicherheit, seine Exportmärkte und Investitionschancen in der Region zu stärken. Singapur ist Sitz des Sekretariats der APEC.
Im von den ASEAN-Ländern ins Leben gerufenen ASEAN-Regionalforum (ARF) ist Singapur aktiv bemüht, den Sicherheitsdialog auch mit Staaten wie den Vereinigten Staaten und China zu fördern.

### Recht

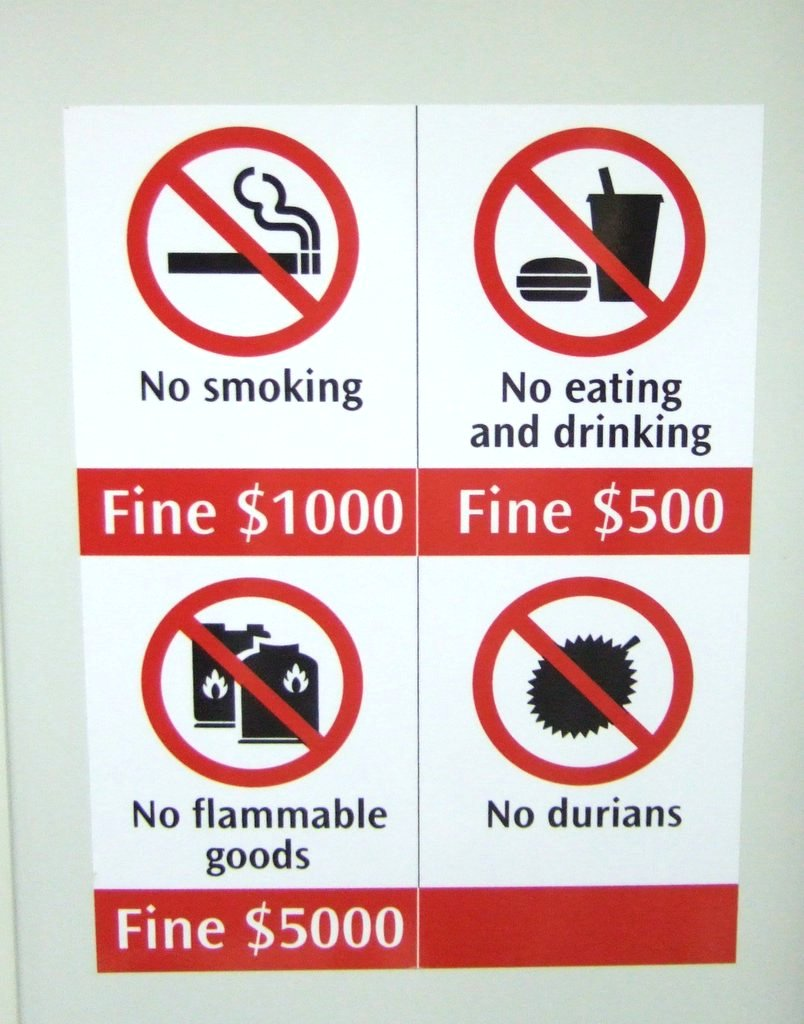
Verbotsschild in der Metro

Viele Gesetze Singapurs sind sehr streng. Ein englisches Sprichwort sagt, „Singapore is a fine city“ (fine hat die Bedeutung schön, aber auch Geldstrafe). Die unten aufgeführten zum Teil horrenden Strafen für vergleichsweise geringe Vergehen werden in der Praxis kaum durchgesetzt und dienen eher der Abschreckung.

#### Straftatbestände
- Vandalismus und Graffiti können Haftstrafen sowie auch Prügel mit dem Rohrstock zur Folge haben.[72]
- Der Verkauf von Kaugummi war von 1992 bis Mai 2004 verboten. Die Einfuhr von Kaugummi ist verboten, ausgenommen solcher zum medizinischen Gebrauch.[73] Mittlerweile ist der Verkauf von Kaugummi zwar gestattet, jedoch weiterhin stark eingeschränkt. Der Käufer muss ein Arztrezept und seinen Personalausweis vorzeigen. Falls der Apotheker es versäumt, den Namen des Käufers aufzuzeichnen, kann gegen ihn eine Geldstrafe von 3000 Singapur-Dollar verhängt werden. Über die Gründe für die Aufhebung gibt es verschiedene Meinungen.[74] Auf Druck von Wrigley wurden auch andere zuckerfreie und „der Gesundheit dienliche“ Kaugummisorten freigegeben.
- Hohe Geld- und Sozialarbeitsstrafen (zum Beispiel mit einer neonleuchtenden Weste und der Aufschrift „ORDER FOR corrective work“ den Strand säubern) werden gegen Personen verhängt, die Müll (auch Zigarettenkippen) achtlos auf die Straße werfen.
- Essen, Trinken, Rauchen und der Transport gefährlicher Güter in öffentlichen Verkehrsmitteln unterliegen hohen Strafen (500 bis 5000 Singapur-Dollar).
- Der Transport der geruchsintensiven Durianfrüchte in öffentlichen Verkehrsmitteln ist zwar ebenfalls verboten, allerdings wird von einer Strafandrohung abgesehen. Aufgrund der großen Beliebtheit der Frucht wird das Verbot in Bussen weitgehend ignoriert.
- Es herrscht generelles Rauchverbot in öffentlichen Gebäuden, öffentlichen Verkehrsmitteln und Restaurants sowie in Personengruppen mit mehr als fünf Personen (zum Beispiel bei Warteschlangen). Seit dem 1. Juli 2007 ist auch das Rauchen in Bars und Diskotheken nicht mehr gestattet. Im Außenbereich von Bars und Restaurants gibt es Raucherzonen, in Diskotheken Raucherräume.
- Bei Einreise aus Malaysia gibt es keine Zollfreigrenze für im Ausland erworbene Waren. Bei Einreise aus Indonesien sind die Zollfreigrenzen gestaffelt, je nachdem, wie lange (24, 48 oder 72 Stunden) man Singapur verlassen hat.
- Singapur ist der einzige Staat der Erde, in dem Zigaretten nicht duty free eingeführt werden dürfen. Die Geldstrafe für die Einfuhr einer Stange Zigaretten beträgt das Zehnfache des Preises innerhalb Singapurs (derzeit 110 Singapur-Dollar, folglich 1100 Singapur-Dollar, also rund 740 Euro). Selbst wenn man eine angebrochene Schachtel mit sich trägt, darf diese maximal 17 Zigaretten beinhalten. Bei der Ausreise können Tabakwaren aber offiziell am Flughafen gekauft werden.
- Lügen wird bei Nachweisbarkeit mit hohen Strafen ähnlich wie Betrug geahndet (2000 bis 10.000 Singapur-Dollar). Zusätzlich kann der Strafbestand auch Prügel mit dem Rohrstock zur Folge haben. Üblicherweise liegen die Strafen bei der sogenannten „Lügerei“ bei drei bis acht Schlägen.
- Sexualpraktiken, die von der Regierung als „unnatürlich“ angesehen werden, waren zeitweise illegal. Im Oktober 2007 wurde der Oral- und Analverkehr für heterosexuelle Personen und homosexuelle Frauen ab 16 Jahren legalisiert.[75] Die weiterhin bestehenden gesetzlichen Verbote der Homosexualität unter Männern (vgl. Homosexualität in Singapur).[76] wurden faktisch jedoch seit 2007 nicht mehr angewendet.[77] Im August 2022 kündigte der Regierungschef Singapurs, Lee Hsien Loong, an, dass künftig homosexueller Geschlechtsverkehr zwischen Männern entkriminalisiert werde.[78][79][77] Zugleich kündigte der Regierungschef an, an der klassischen Definition der Ehe zwischen Mann und Frau festzuhalten und somit keine gleichgeschlechtliche Ehe rechtlich einzuführen. Beides wurde inzwischen umgesetzt.

#### Körperstrafen
In Singapur werden bei schweren Straftaten (zum Beispiel Vergewaltigungen), häufig auch bei einer Reihe von nach europäischem Maßstab als Ordnungswidrigkeiten zu betrachtenden Taten, zusätzlich zu einer Gefängnisstrafe auch Körperstrafen verhängt. Vollstreckt werden diese ausschließlich gegen Männer im Alter zwischen 16 und 50 Jahren, die altersunabhängig mit bis zu 24 Hieben in einem Durchgang auf das entblößte Gesäß gezüchtigt werden. Bei diesem sogenannten Caning wird der Delinquent über einen Prügelbock gespannt und erhält von einem speziell ausgebildeten Justizbeamten in einem festgelegten Verfahren mit einem langen Rohrstock schwere Schläge, die zu bleibenden Narben führen. Der Zweck ist das Erreichen maximaler Qualen bei kleinstem dauerhaften Schaden. Der dabei verwendete Rohrstock ist etwa 1,20 Meter lang und 13 Millimeter dick, jedoch extrem elastisch; die Ausbilder sind gehalten, mit dem Stock Geschwindigkeiten von mindestens 160 Kilometern pro Stunde zu erreichen und beim Auftreffen auf das Gewebe den Stock zu ziehen, um bei jedem Schlag die Haut aufzureißen. Diese Strafart kommt auch bei Touristen und anderen Nichteinheimischen zum Einsatz und wurde in der Vergangenheit wiederholt international kritisiert. Seit 2006 werden in großem Umfang illegale Arbeitsimmigranten, ohne Vorliegen einer Straftat außer dem Versuch der Arbeitsaufnahme in Singapur, vor der Abschiebung mit einigen Monaten Gefängnis und drei bis sechs Rohrstockhieben bestraft.

#### Todesstrafe
Als Antwort auf einen Bericht von Amnesty International hat die singapurische Regierung im Januar 2004 eine Übersicht veröffentlicht, in der die Anzahl der Hinrichtungen zwischen 1990 und 2005 dargestellt wird. Seit 1991 wurden mindestens 420 Menschen hingerichtet, im Durchschnitt alle 14 Tage eine Person, 85 bis 90 Prozent davon wegen Drogenhandels. Unter ihnen befanden sich auch einige westliche Ausländer. Hochgerechnet auf die Einwohnerzahl Deutschlands entspräche dies im gleichen Zeitraum etwa 8000 hingerichteten Menschen, in den Vereinigten Staaten 28.000 (tatsächlich: 884).
Die Vorschriften für Betäubungsmittel sind sehr streng. Wer mit mehr als 15 Gramm Heroin, 30 Gramm Morphin (bzw. ab 1200 Gramm Opium, sofern 30 Gramm Morphingehalt nicht bereits vorher erreicht wurde), 30 Gramm Kokain, 250 Gramm Methamphetamin oder 500 Gramm Cannabis festgenommen wurde, musste mit der Todesstrafe rechnen. Seit November 2012 schreibt das Gesetz Singapurs die Todesstrafe bei Drogenhandel und Tötungsdelikten nicht mehr zwingend vor, sondern gibt den Richtern Ermessensspielraum, für bloße Drogenkuriere und Täter, die mit den Ermittlungsbehörden kooperieren, eine lebenslange Freiheitsstrafe zu verhängen.
Im März 2002 erregte der Fall einer jungen Deutschen große Aufmerksamkeit, der wegen Drogenhandels die Todesstrafe drohte. Erst durch eine nachträgliche Laboranalyse des sichergestellten Cannabis wurde ein Reinheitswert von weniger als 500 Gramm ermittelt, wodurch die Frau dem Tod durch den Strang entging und stattdessen zu einer fünfjährigen Haftstrafe verurteilt wurde, die später wegen guter Führung um zwei Jahre verkürzt wurde.
Insgesamt ist die Abschreckung durch die Todesstrafe im Drogenbereich, der 90 Prozent der Todesstrafen ausmachte, gescheitert, lediglich der Cannabisgebrauch ist niedrig, in Asien allerdings nicht unüblich. Heroin ist laut einem staatlichen Bericht von 2012 die am meisten konsumierte Droge. Der Heroinpreis ist verglichen mit den Risiken sehr niedrig. Wie in den Vereinigten Staaten nimmt der Gebrauch von Methamphetamin, das großteils in Singapur selbst produziert wird, stark zu. Allein zwischen 2011 und 2012 erhöhte sich die sichergestellte Menge um 261 Prozent. Der Anstieg der konsumierten Menge dürfte jedoch noch höher liegen.

#### Kritik an den Strafmaßen
In den letzten Jahren hat die singapurische Regierung einige der strengen Gesetze gelockert. Beispielsweise wurde Bungeespringen legalisiert und die Filmzensur gelockert.
Auch die Todesstrafe wird von Menschenrechtsaktivisten kritisiert. Kleine Verbände, die sich gegen die Todesstrafe aussprechen, existieren und werden von der Regierung geduldet. Ein besonders kritischer Punkt war die bis 2012 geltende zwingende Verhängung des Todesurteils aufgrund des Besitzes von Rauschmitteln oberhalb einer festgelegten Menge. Gegner dieser Regelung sahen darin eine Untergrabung richterlicher Autorität.

## Wirtschaft

### Wirtschaftsstruktur

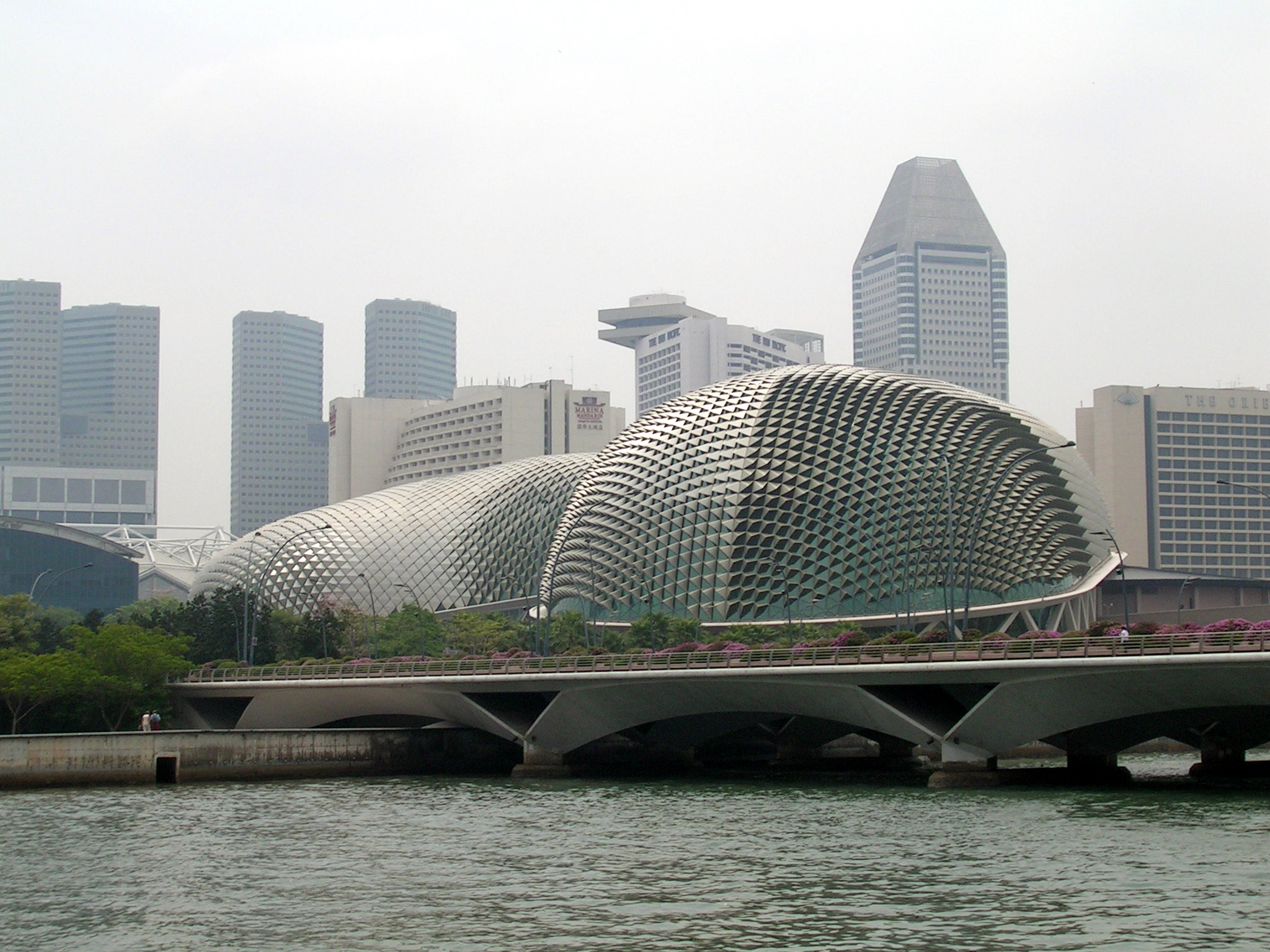
Die Konzerthalle am Singapore River: Die Esplanade

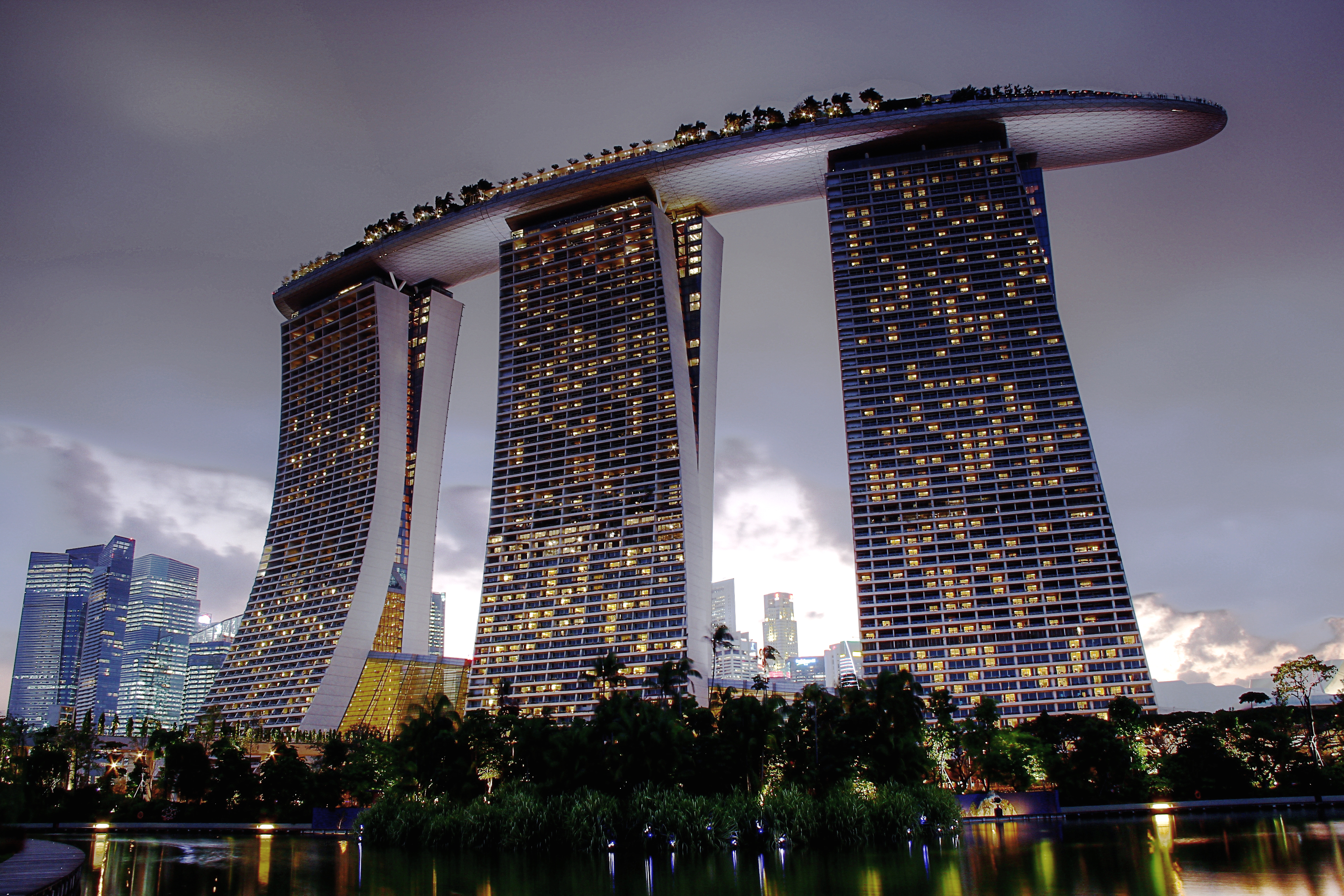
Hotel Marina Bay Sands

Als einer der sogenannten Tigerstaaten schaffte Singapur innerhalb weniger Jahrzehnte den Sprung von einem Schwellenland zu einem Industriestaat bzw. einer primär auf Dienstleistungen ausgerichteten Volkswirtschaft. Schon im 19. Jahrhundert, als Singapur zu einer britischen Kolonie wurde, galt es mit seiner sehr günstigen Wasserverkehrslage zwischen China und Europa als großer Warenumschlagplatz. Demzufolge liegen Gewerbe- und Industrieflächen vor allem an den Küsten. In den 1960er Jahren nach dem Erreichen der Unabhängigkeit von Großbritannien kam es zu einer schnellen Industrialisierung im Land und die Industrie wurde zum Hauptantreiber der wirtschaftlichen Entwicklung. Viele Produkte werden in Singapur lediglich verarbeitet oder veredelt, zum Beispiel Nahrungsmittel, Erdöl, Kautschuk, Stahl und Maschinen. Singapurs Handelspartner sind die Vereinigten Staaten, das Vereinigte Königreich, China, Japan, Hongkong, Malaysia und Thailand. Trotz seiner geringen Größe und kleinen Bevölkerung war Singapur 2016 mit Exporten von Gütern und Dienstleistungen im Wert von 511 Milliarden US-Dollar die elftgrößte Exportnation der Welt. Singapur war zudem eine der wenigen Nationen der Welt, in welcher der Wert der Exporte die des Bruttoinlandsprodukts überstiegen, was die enge Vernetzung Singapurs in den Welthandel zeigt. In der Rangliste der Volkswirtschaften mit den höchsten Wachstumschancen (vgl. Global Competitiveness Index) des Weltwirtschaftsforums belegte Singapur 2019 den ersten Rang ebenso wie im IMD World Competitiveness Ranking (2020).
Mit Malaysia gibt es bis heute Streitigkeiten über die Wasserversorgung und die Verrechnung der entstandenen Kosten. Singapur ist dringend auf Wasserimporte angewiesen. Wasser wird von Malaysia geliefert und von Singapur aufbereitet. Des Weiteren bestehen (Grenz-)Streitigkeiten über Singapurs Landgewinnung, Brückenbau und Seegrenzen. Malaysia garantiert vertraglich die Wasserversorgung bis 2061.
Singapur lag in der von der Weltbank durchgeführten Ease of Doing Business Survey im Jahr 2018 weltweit auf dem zweiten Platz. Singapur gilt somit als unternehmensfreundlich regulierte Marktwirtschaft. Der Stadtstaat zählt zu den liberalsten Volkswirtschaften der Welt. Der Wohnungsmarkt ist hingegen stark reguliert und 79 % der Einwohner Singapurs wohnen im öffentlichen Wohnungsbau des Housing and Development Board (HDB). Einfluss auf das wirtschaftliche Geschehen hat der Staat zudem durch die Holding Temasek, die sich im Besitz der Regierung befindet. Temasek investiert strategisch in die Unternehmen des Landes. Singapur ist bestrebt, ein biotechnologisches Zentrum in Asien zu werden. Die A:STAR, die Agency for Science, Technology and Research, eine Regierungsbehörde, unterstützt Forschungskapazitäten in Singapur. In der neugeschaffenen Biopolis sind private und staatliche Institute, Biotech- und Pharmaunternehmen angesiedelt. Der Hafen Singapurs ist einer der modernsten und größten Umschlagplätze der Welt.

#### Finanzwirtschaft
Besondere Bedeutung hat Singapur als internationaler Finanzplatz und in der sogenannten Vermögensverwaltung, das heißt als Steueroase. Singapur wurde 2017 von der Organisation Global Citizens auf Platz 4 der Liste der 17 größten Steueroasen der Welt gestellt. Nach der Finanzkrise 2008/09 verdoppelte sich das Volumen der in Singapur verwalteten Vermögen bis 2015 auf etwa 2,5 Billionen Singapur-Dollar. Ein Teil dieser Mittel floss in riesige Einkaufszentren, Hotels und andere Investitionen vor Ort, so dass Überkapazitäten im Handel beklagt werden. Seit 2014 zeichnet sich eine Konsolidierungsphase des Banksektors ab. Einige europäische Banken schlossen ihre Tochtergesellschaften. In einer Rangliste der wichtigsten Finanzzentren weltweit belegte Singapur im Jahr 2018 den vierten Platz. Der Straits Times Index ist der führende Aktienindex an der Singapore Exchange. Weitere Börsen sind die Asia Pacific Exchange, Singapore Commodity Exchange und die Singapore Mercantile Exchange. Hinzu kommen die beiden Staatsfonds, die immer wieder als Vorbild für andere staatlichen Investitionsmodelle genannt werden: Temasek Holdings und die Government of Singapore Investment Corporation (GIC).

#### Tourismus
Mit 11,8 Millionen ausländischen Besuchern 2015 war Singapur eine der am meisten besuchten Städte der Welt. Der Tourismus wird von der Regierung mit Vermarktungskampagnen gezielt gefördert und erwirtschaftet jährlich Milliardeneinnahmen. Beim sogenannten Henley Passport Index 2023 liegt Singapur auf dem fünften Platz mit 171 Indexpunkten nach Deutschland (zweiten Platz) mit 174 Indexpunkten. Die Staatsbürger Singapurs selbst dürfen in 132 (125) Länder visafrei einreisen, womit die Einwohner Singapurs über einen der mächtigsten Reisepässe weltweit verfügen. 2017 lag Singapur mit 159 Punkten beim Henley Passport Index auf Platz eins, da Paraguay die Visa-Restriktionen für Singapur am 24. Oktober 2017 aufhob und Deutschland dadurch mit 158 Punkten auf Platz 2 steht.

#### Wirtschaftsrahmen
Singapur hat nach Einschätzung von Transparency International von allen Ländern Asiens die niedrigste Korruption. Zudem rangiert Singapur in Asien auf Platz 1 im Global Competitiveness Ranking bezüglich dem Schutz von intellektuellem Eigentum. Das World Justice Project, Rule of Law Index 2018 führt Singapur auf Platz 13 weltweit und auf Platz 1 in Asien. Zudem erzielte Singapur in der International Arbitration Survey (2018) Platz 1 in der Kategorie Most efficient framework in settling disputes und auf Platz 3 weltweit in der Kategorie Preferred Seat for International Arbitration.
Laut dem Economist Intelligence Unit ist Singapur im Jahre 2014 weltweit die teuerste Stadt. In einer Rangliste der Städte nach ihrer Lebensqualität belegte Singapur im Jahre 2018 den 25. Platz unter 231 untersuchten Städten weltweit.

#### Handelsabkommen
Singapur ist unter anderem Mitglied der APEC und gehört dem P4 Agreement an, einem Freihandelsabkommen, zu dem noch Brunei, Chile und Neuseeland gehören. Am 19. Oktober 2018 unterzeichnete die EU im Rahmen des ASEM-Gipfels ein Freihandels- und Investitionsabkommen mit Singapur.
Im Jahr 2021 entfiel das Bruttoinlandsprodukt zu 30,6 % auf den Produktionssektor und zu 69,4 % den Dienstleistungssektor. Im Jahr 2004 waren 67,4 % im Dienstleistungssektor und 32,6 % in der Produktion tätig. Die Arbeitslosigkeit betrug 2021 2,6 %.
| Jahr                                    | 2010   | 2015   | 2016   | 2017   | 2018    | 2019    | 2020    | 2021    | 2022    | 2023    |
| --------------------------------------- | ------ | ------ | ------ | ------ | ------- | ------- | ------- | ------- | ------- | ------- |
| BIP in Mrd. USD (Kaufkraftparität)      | 357,1  | 482,4  | 504,5  | 536,7  | 585,9   | 602,0   | 577,7   | 719,1   | 800,0   | 837,7   |
| BIP pro Kopf in USD (Kaufkraftparität)  | 70.331 | 87.158 | 89.969 | 95.628 | 103.900 | 105.542 | 101.612 | 131.864 | 141.913 | 141.554 |
| BIP-Wachstum (real)                     | 14,5 % | 3,0 %  | 3,6 %  | 4,5 %  | 3,5 %   | 1,3 %   | −3,9 %  | 9,7 %   | 3,8 %   | 1,1 %   |
| Inflation (in Prozent)                  | 2,8 %  | −0,5 % | −0,5 % | 0,6 %  | 0,4 %   | 0,6 %   | −0,2 %  | 2,3 %   | 6,1 %   | 4,8 %   |
| Staatsverschuldung (in Prozent des BIP) | 99 %   | 102 %  | 106 %  | 108 %  | 109 %   | 128 %   | 148 %   | 143 %   | 158 %   | 175 %   |

### Außenhandel
Außenhandel (2020): 328,6 Milliarden Euro (davon aus Deutschland: 6,1) Import und 373,7 Milliarden Euro (davon nach Deutschland: 4,9) Export
|                      | 2018                      | 2018                 | 2019                      | 2019                 | 2020                      | 2020 |
| Milliarden US-Dollar | Prozent gegenüber Vorjahr | Milliarden US-Dollar | Prozent gegenüber Vorjahr | Milliarden US-Dollar | Prozent gegenüber Vorjahr |      |
| Einfuhr              | 370,5                     | +13,1                | 359,0                     | −3,1                 | 328,6                     | −8,5 |
| Ausfuhr              | 411,7                     | +10,3                | 390,3                     | −5,2                 | 373,7                     | −4,3 |
| Saldo                | +41,2                     |                      | +31,4                     |                      | +45,1                     |      |

| Ausfuhr in Prozent nach | Ausfuhr in Prozent nach | Einfuhr in Prozent von | Einfuhr in Prozent von |
| ----------------------- | ----------------------- | ---------------------- | ---------------------- |
| Volksrepublik China     | 13,7                    | Volksrepublik China    | 14,4                   |
| Hongkong                | 12,4                    | Malaysia               | 12,7                   |
| Vereinigte Staaten      | 10,8                    | Taiwan                 | 11,0                   |
| Malaysia                | 8,9                     | Vereinigte Staaten     | 10,7                   |
| Indonesien              | 5,7                     | Japan                  | 5,5                    |
| Taiwan                  | 4,9                     | Südkorea               | 4,7                    |
| Japan                   | 4,8                     | Indonesien             | 4,3                    |
| Südkorea                | 4,5                     | Frankreich             | 3,1                    |
| Thailand                | 3,8                     | Thailand               | 3,0                    |
| Vietnam                 | 3,3                     | Deutschland            | 2,7                    |
| sonstige Staaten        | 27,2                    | sonstige Staaten       | 27,9                   |

### Staatshaushalt
Der Staatshaushalt umfasste 2017 Ausgaben von umgerechnet etwa 51,9 Milliarden US-Dollar, dem standen Einnahmen von umgerechnet 50,9 Milliarden US-Dollar gegenüber. Daraus ergibt sich ein Haushaltsdefizit in Höhe von 0,2 Prozent des Bruttoinlandsprodukts (BIP).
Die Staatsverschuldung betrug 186,6 Milliarden US-Dollar oder 113,1 Prozent des BIP im Jahr 2009, 106,7 Prozent des BIP im Jahr 2014. Damit lag Singapur im Jahr 2014 weltweit auf Platz 11 der Staaten mit der höchsten Verschuldung bezogen auf das BIP. 2015 wird ein Haushaltsdefizit von etwa 6 Milliarden Singapur-Dollar erwartet; die geplante Ausweitung der Infrastrukturinvestitionen kann nicht mehr aus Rücklagen bezahlt werden. (Die Verschuldung der Unternehmen und der privaten Haushalte betrug demgegenüber 251 Prozent des BIP.) Aufgrund seines hohen Auslandsvermögen ist Singapur jedoch ein Nettokreditor gegenüber dem Ausland. Singapurs Staatsfonds, die Government of Singapore Investment Corporation, verfügte 2018 über investiertes Kapital in Höhe von 390 Milliarden US-Dollar. Von der Bewertungsagentur Standard & Poor’s wurden die Staatsanleihen des Landes im Jahr 2018 mit der Bestnote „AAA“ bewertet.
2020 betrug der Anteil der Staatsausgaben (in % des BIP) folgender Bereiche:
- Gesundheit: 6,1 %
- Bildung: 2,8 % (2021)
- Militär: 3,0 % (2024)

## Infrastruktur

### Straßenverkehr
Aufgrund der britischen Kolonialvergangenheit herrscht Linksverkehr. Es bestehen zwei Landverbindungen mit Malaysia. Der Johor-Singapur-Damm (Johor–Singapore Causeway) im Norden, eröffnet in den 1920er Jahren, verbindet Woodlands (Singapur) mit Johor Bahru (Malaysia) für Kraftfahrzeuge und Bahn. Außerdem trägt er die Hauptverbindung für die Wasserversorgung Singapurs. Eine zweite Brücke (Malaysia-Singapore Second Link), die 1996 fertiggestellt wurde, liegt im Westen Singapurs. Sie verbindet Tuas (Singapur) mit Gelang Patah (Malaysia).
Es gab Überlegungen, den Kanal, der Singapur von Malaysia trennt, aufzuschütten und so die Insel mit dem Festland zu verbinden. Dieser Plan wurde aufgrund von Grenzproblemen aufgegeben. Singapur hätte die Hauptkosten getragen, Malaysia bestand allerdings auf der Beibehaltung der heutigen Grenzziehung in der Mitte des Kanals. Der von Malaysia propagierte Ersatz des Fahrdamms durch eine neue Brücke scheitert im Gegenzug am Widerstand Singapurs. Dies muss auch vor einem wirtschaftlichen Hintergrund gesehen werden, da eine Änderung des Status quo die Schiffbarkeit der Johorstraße und damit den Wettbewerb zwischen den Häfen Malaysias und Singapurs beeinflusst.
Im Rahmen einer restriktiven Verkehrspolitik unterliegt der private Autobesitz strengen Regulierungen. Jeder potenzielle Autokäufer hat zuerst eine Berechtigung (Certificate of Entitlement, COE) zu ersteigern. Regelmäßig entscheidet die staatliche Land Transport Authority (LTA) über die Erteilung von Lizenzen, die in einem Bieterverfahren ersteigert werden können, nach zehn Jahren aber wieder verfallen. Dies ist ein wirksames Instrument, um die Anzahl von Pkw in Singapur zu begrenzen. Die Zahl der 2023 registrierten 532.000 Kraftfahrzeuge gilt als absolute Obergrenze. Der Import von Kraftfahrzeugen ist mit Abgaben von teilweise über 200 Prozent besteuert, hat aber eine hohe Bedeutung als Statussymbol. Weiterhin wird der Verkehr im Stadtzentrum durch ein elektronisches Mautsystem mit hohen Abgaben belegt. In Singapur wurde bereits 1975 die erste Innenstadtmaut weltweit eingeführt.

### Luftverkehr
Im Osten des Stadtstaates befindet sich der Flughafen Changi, einer der bedeutendsten Flughäfen Südostasiens. Er wird von über 100 internationalen Fluglinien angeflogen. Ein Teil der Zivilflüge besteht aus Transitverkehr, der in Singapur – vor allem auf der Kangaroo-Route – nur zwischenlandet. Die fünf am häufigsten angeflogenen Ziele sind (in dieser Reihenfolge, Stand 2017) Kuala Lumpur, Jakarta, Bangkok, Hongkong und Manila. Der Flughafen hat vier Terminals. Eine Verbindung der Terminals wird mit einer Einschienenbahn (Skytrain) sichergestellt. Zwischen Terminal 2 und 3 befindet sich die MRT-Haltestelle, von der aus man preisgünstig in die Innenstadt kommt.
Ein weiterer Flughafen in Seletar ist von geringerer Bedeutung für den zivilen Luftverkehr.

### Schienenverkehr
Es existiert eine eingleisige Eisenbahnverbindung (nicht elektrifiziert) mit Malaysia, betrieben von der KTM (Keretapi Tanah Melayu). Der Hauptbahnhof Singapurs befand sich im südlichen Teil der Insel. Die gesamte Eisenbahnanlage war exterritorial, das heißt Eigentum Malaysias. Daher passierte man die malaysische Grenzkontrolle kurz vor dem Einsteigen in den Zug und reist nach Malaysia ein, verlässt aber erst beim Erreichen der singapurischen Grenzkontrolle im Woodlands Train Checkpoint (WTCP) am Causeway den Stadtstaat. Die Fahrtdauer von Singapurs Tanjong Pagar Station (auch Keppel Road Station) nach Kuala Lumpur Sentral betrug rund sieben Stunden, die durchschnittliche Zuggeschwindigkeit 40 bis 60 km/h. Malaysia hat die Absicht, diese Verbindung auf zwei Gleise zu erweitern sowie zu elektrifizieren, sodass Schnellzüge darauf fahren können. Der malaysische Ministerpräsident hatte diese Pläne gestoppt. Seit Juli 2011 verkehren die Züge nur noch von und bis zum WTCP, wo auch die malaysische Grenzkontrolle eingezogen ist. Das alte Bahnhofsgebäude an der Keppel Road soll erhalten bleiben. Im Jahr 2015 wurde bei der KTM damit begonnen die meterspurige Strecke zu elektrifizieren und zweigleisig auszubauen. Die ausgebauten Strecken werden mit einer Geschwindigkeit von 160 km/h befahren. Die Modernisierung von Gemas nach Johor Bahru wurde 2022 fertiggestellt, wodurch sich die Fahrzeit von Singapur, Woodlands zum Bahnhof Kuala Lumpur Sentral von 7 Stunden auf etwa 4 Stunden verkürzt.

### Öffentlicher Nahverkehr

Mass Rapid Transit (MRT) SBS Transit

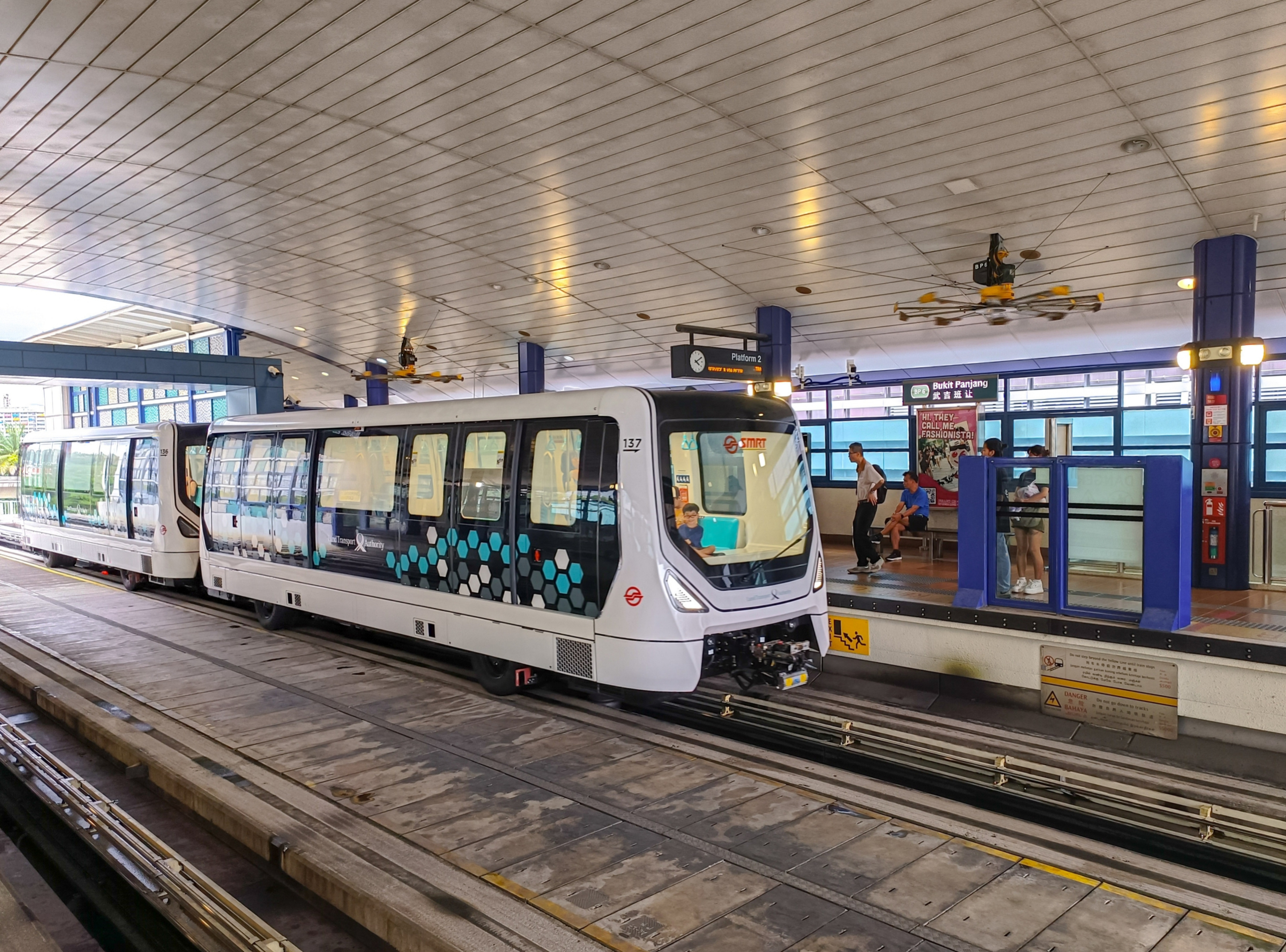
Light Rapid Transit (LRT) SMRT Corporation

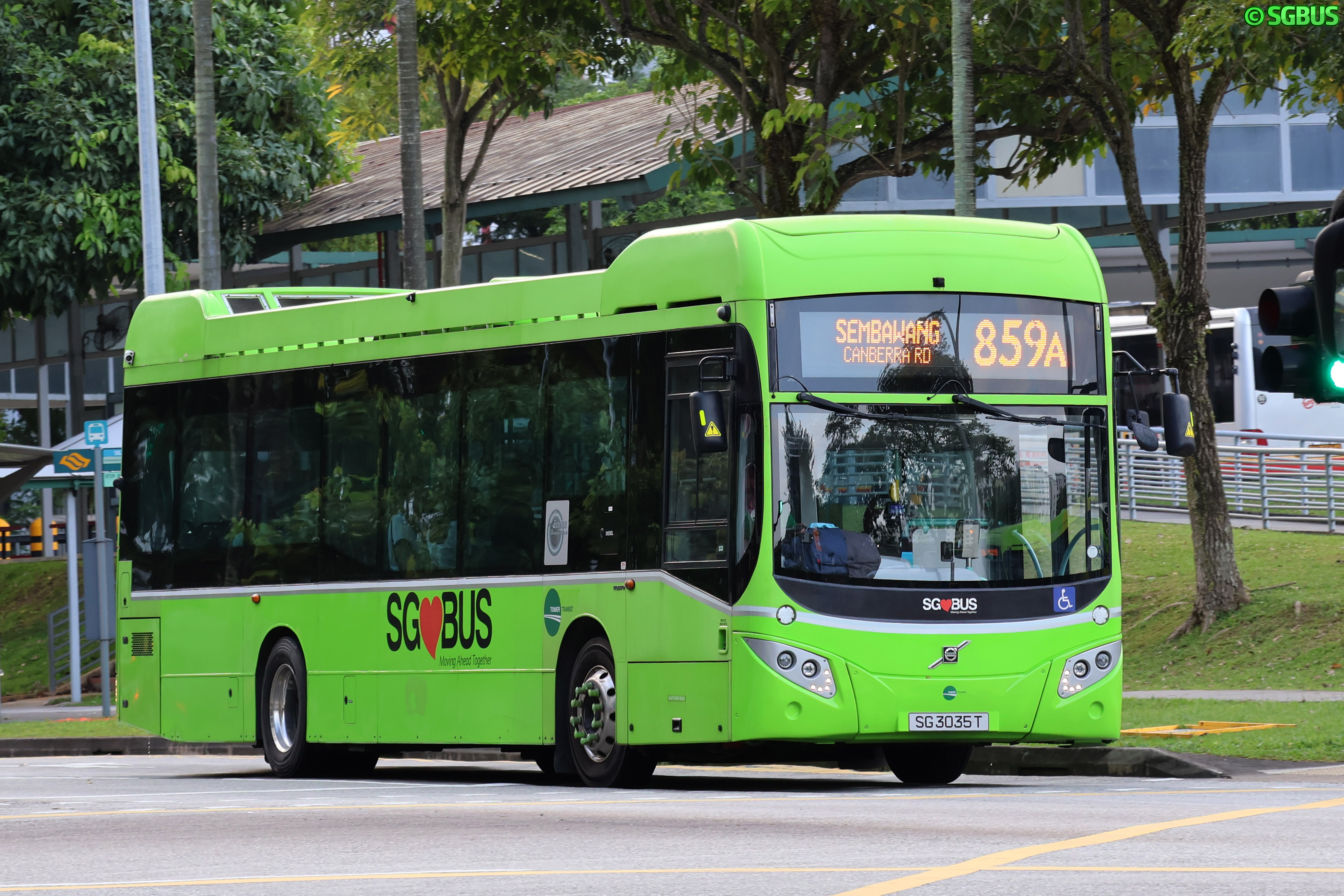
Hybridbus Volvo B5LH der Tower Transit SG, Dezember 2018

Singapur hat einen engmaschigen, hochgetakteten und relativ preiswerten öffentlichen Personennahverkehr, der systematisch ausgebaut wird. Gut ausgebaut ist das U-Bahn-Netz, genannt Mass Rapid Transit (MRT), betrieben von der SMRT Corporation und SBS Transit. Das Nahverkehrsbussystem ist ebenfalls gut ausgebaut. Es bestehen keine festen Fahrpläne. Stattdessen ist an den Haltestellen die durchschnittliche Taktrate angegeben (zum Beispiel alle zehn Minuten), in der die Busse fahren. Die Haltestellen stehen im Abstand von wenigen hundert Metern auseinander und es wird nur bei Bedarf dort gehalten. Wartende Fahrgäste müssen daher dem Busfahrer von der Haltestelle aus ein Signal (Handbewegung nach unten) geben.
Es gibt klimatisierte und nicht klimatisierte Busse. Für letztere zahlt man einen geringfügig günstigeren Fahrpreis.
Die Landverkehrsbehörde (LTA) hatte ihre Busse seit September 2016 nach der 33-jährigen Dominanz mit SBS Transit und SMRT Buses in das Bus Contracting Model mit Tower Transit Singapore und Go-Ahead Singapore übertragen.
Taxis sind weit verbreitet und günstig. Allerdings kommt es zu starken Engpässen während der Hauptverkehrszeit, samstags, bei Regen und zwischen 23:30 Uhr und 1 Uhr. In diesen Zeiten sind die Grundfahrpreise zwischen 10 und 50 Prozent höher.
Eine am 17. Februar 1974 eröffnete Seilbahn (Mount Faber Cablecar) verbindet die Touristeninsel Sentosa im Süden mit Mount Faber auf der Hauptinsel. Eine Zwischenstation befindet sich auf dem HarbourFront Centre (dem ehemaligen World Trade Center) im Hafen der Stadt. Sie ist täglich von 8:30 bis 23 Uhr in Betrieb.

### Schiffsverkehr
Der Hafen Singapurs ist einer der geschäftigsten der Welt und der weltweit bedeutendste Umschlagplatz für Container. Dies liegt unter anderem, insbesondere hinsichtlich seiner historischen Entwicklung, an der günstigen Lage am Seeweg von China und Japan nach Europa.

### Feuerwehr
In der Feuerwehr in Singapur waren im Jahr 2019 landesweit 2.742 Berufsfeuerwehrleute organisiert, die in 21 Feuerwachen und Feuerwehrhäusern, in denen 86 Löschfahrzeuge und 23 Drehleitern bzw. Teleskopmasten bereitstehen, tätig sind. Der Frauenanteil liegt bei 17 Prozent. Die singapurischen Feuerwehren wurden im selben Jahr zu 194.330 Einsätzen alarmiert, dabei waren 2862 Brände zu löschen. Hierbei wurden eine tote Person von den Feuerwehren bei Bränden geborgen und 243 Verletzte gerettet. Die nationale Feuerwehrorganisation Singapore Civil Defense Force repräsentiert die singapurischen Feuerwehren.

## Kultur

### Multiethnisches Singapur
Seitens des Staates wird sehr viel Wert darauf gelegt, dass alle ethnischen Gruppen in Harmonie zusammenleben. Dies wird teilweise staatlich festgelegt, wie beispielsweise im sozialen Wohnungsbau (HDB – Housing Development Board) durch sogenannte ethnische Gruppenquoten. So darf von einem Wohnungsblock nur ein bestimmter Prozentsatz an Chinesen, Malaien und Inder verkauft werden.
Daneben gibt es in Singapur das Gremium Presidential Council for Minority Rights, abgekürzt PCMR, das Gesetzesentwürfe prüft, um sicherzustellen, dass sie keine Rasse oder Religionsgemeinschaft diskriminieren.
Der große Anteil der Chinesen in der Bevölkerung führt oft zu der falschen Annahme, dass die anderen Bevölkerungsgruppen in ihrem täglichen Leben benachteiligt werden. Die Forderung nach Kenntnissen der chinesischen Sprache bei einem Stellenangebot ist zwar nicht ungewöhnlich, dies geschieht jedoch meistens nur bei internationalen Betrieben, die ausschließlich ausländische chinesische Kunden ohne Englischkenntnisse betreuen, oder bei kleineren chinesischen Familienbetrieben. Der Markt wird durch die Chinesen wegen ihrer Anzahl zwar dominiert, aber nicht kontrolliert. Es mangelt bei den Führungspositionen und an Hochschulen nicht an Indern und Malaien. Auch in der Regierung sind diese ethnischen Gruppen vertreten.

### Ehe
Wegen der eher seltenen Erscheinung interkultureller Ehen wird oft angenommen, dass eine Segregation zwischen den verschiedenen ethnischen Gruppen im Land herrscht. Tatsächlich dominieren Ehen innerhalb der eigenen ethnischen Gruppen. Zum einen ist eine Dominanz der interkulturellen Varianten bei dem hohen Anteil von Chinesen statistisch ausgeschlossen. Zum anderen gibt es eine Reihe von sozialen und religiösen Gründen, die interkulturelle Partnerschaften zwischen Frau und Mann erschweren.
Schon bei den jungen unverheirateten Paaren ist die interkulturelle Variante selten. Während die malaiische und chinesische Jugend sich manchmal zusammenfinden, halten Kastensystem und Tradition oft die indischen Eltern davon ab, ihren Kindern die Wahl des eigenen Partners zu überlassen. Manchmal werden chinesische Frauen auch durch die Notwendigkeit, zum Islam zu konvertieren, von einer Ehe mit einem Malaien abgeschreckt. Dennoch ist es bemerkenswert, dass Ehen zwischen Malaien und Chinesen in Singapur eine Tradition haben, die ins frühe 20. Jahrhundert zurückverfolgt werden kann. Daraus ist die Nyonya- oder Peranakankultur entstanden, die heutzutage vom Aussterben bedroht ist.
Von den Einheimischen eher belächelt wird die staatliche SDU (Social Development Unit) für die Anbahnung von Paarbeziehungen von Akademikern und Universitätsabsolventen.
Im Alltag, vor allem in den Schulen und bei der Arbeit, findet durchaus die Interaktion mit Menschen aus anderen Kulturräumen statt. Eine Segregation ist jedoch zwischen den Einheimischen und den dort lebenden sogenannten „Expatriates“ zu beobachten; ihre Kinder besuchen verschiedene Schulen und beim Berufsalltag mischen sie sich eher selten.

### Singlisch
Die Verflechtung der Kulturen ist unter anderem in der Sprache, Küche und Lebensart evident.
Das Singlish, eine Variante der englischen Sprache, ist gespickt mit Begriffen und Grammatik aller vier Amtssprachen. Im Gegensatz zu Spanglish, das die aus Spanisch und Englisch zusammengesetzte Umgangssprache der Latinos in den Vereinigten Staaten ist, wird Singlish ständig von den verschiedenen ethnischen Gruppen unabhängig voneinander erweitert und durch ihre Interaktion wieder zusammengefügt. Dazu zählt das Sarong Partygirl, eine Kombination von englischer Personenbezeichnung mit einem traditionellen Kleidungsstück. Weitere Beispiele: Sätze wie „Referee kayu! Xiao liao ah?“ („Der Schiedsrichter hat sich geirrt! Ist er verrückt?“) oder „Careful, wait you gana knock down!“ („Pass auf, du könntest überfahren werden!“) sind Resultate aus jahrelanger Interaktion zwischen der chinesischen und malaiischen Sprache. Dadurch wandert das Vokabular und die Grammatik einer Sprache ständig zu einer anderen durch gemeinsame Nutzung des Singlish. Auf diese Sprache ist die Regierung allerdings nicht sehr stolz. Ihr Versuch, die Vorliebe des Volks für Singlish durch die Förderung des „normalen“ Englisch durch einheimische Sitcoms wie zum Beispiel „Phua Chu Kang“ zu ändern, wurde von dem Spaß liebenden Volk eher nicht ernst genommen.

### Umgangsformen
Wie auch in anderen asiatischen Ländern spielt Höflichkeit in Singapur eine wichtige Rolle. Es gibt zum Beispiel die Regel, dass der Kontaktpartner nicht „sein Gesicht verlieren“ darf. Das bedeutet, dass man einen Gesprächspartner auf begangene Fehler nicht direkt anspricht, sondern diese beiseiteschiebt und zu einem späteren Zeitpunkt anzusprechen versucht oder eine dritte Person einschaltet. Gerne werden Visitenkarten verteilt. Diese überreicht man dem Gesprächspartner mit beiden Händen. Es ist unhöflich, Visitenkarten, die man vom Gegenüber erhalten hat, ohne zu betrachten einzustecken. Vielmehr muss diese mit Respekt behandelt werden und auf dem Tisch eine Weile offen hingelegt werden. Die Höflichkeitsregeln entsprechen dem, was in China üblich ist. Generell ist das gesellschaftliche Leben stark durch das Gedankengut des Konfuzianismus geprägt.
Trotz der Wertschätzung von Höflichkeit ist in Singapur die Kiasu-Mentalität (Angst, zu verlieren) immer noch recht verbreitet, was bei manchen Bürgern zu einem egoistisch wirkenden Verhaltensmuster führt.

### Medien
Druckmedien, Fernsehen und Radio sind staatlich kontrolliert, auch halbstaatliche Medien sind zugelassen. Der Zugang zur Internet-Liveübertragung ist möglich.
Mit der Absicht ein Medienzentrum der Region zu werden, investiert der Staat massiv in Breitbandtechnologien, Onlinedienste und neue Medien. Im Jahr 2020 nutzten 76 Prozent der Einwohner Singapurs das Internet.
Zensur
Pressefreiheit existiert in Singapur nicht: Die Medien unterliegen einer strengen staatlichen Zensur. Außerdem führt der permanente staatliche Druck zu einer Selbstzensur. Die Regeln der Berichterstattung für ausländische Korrespondenten beinhalten das Verbot, sich kritisch zur Regierungspolitik zu äußern. Der private Besitz von Satellitenschüsseln ist untersagt. Über Kabel besteht ein Zugang zu ausgewählten internationalen Programmen (Deutsche Welle, BBC, CNN und andere).
Die Nichtregierungsorganisation Reporter ohne Grenzen hält die Lage der Pressefreiheit im Land für „sehr ernst“.
Als politisch „sensibel“ geltendes Material ist verboten.
Pornografie ist verboten; die Darstellung von Sex und Nacktheit ist eingeschränkt. Daher sind der Playboy und andere „Erwachsenenmagazine“ in Singapur verboten. Einige weniger freizügige Magazine sind jedoch im Handel erhältlich. Falls Sex und Nacktheit erlaubt sein sollen, müssen sie zum Kontext passen. Filme, die Nacktheit, Sex oder übermäßige Gewalt zeigen, erhalten normalerweise die Altersfreigabe Mature 18 (M18), in Ausnahmefällen Restricted 21 (R21). Die Regierung zeigt jedoch Interesse daran, diese Beschränkungen aufzuweichen, und hat daher kürzlich die Altersfreigabe M18 geschaffen, um für über 18-Jährige mehr Erwachsenenmaterial zugänglich zu machen. Es bleiben allerdings die geltenden Freigaben NC16 („No Children“) und R21 („Restricted“) bestehen. (Zu Altersfreigaben in Singapur siehe auch die Veröffentlichung der „Media Development Authority“.)

Schriften und Medien, die das Zusammenleben der Bevölkerungsgruppen stören und religiöse Gefühle beleidigen, sind verboten. Aufgrund dieser Gesetze ist auch die Religionsgemeinschaft der Zeugen Jehovas einschließlich ihrer Literatur seit 1972 verboten.

### Küche
Die Küche Singapurs zeichnet sich durch die kulturellen Einflüsse der vertretenen Ethnien aus. Deren gegenseitige Einflüsse sind in der Stadt allgegenwärtig. Neben den traditionellen Rezepten entstehen permanent neue Abwandlungen. Hierdurch entstanden Gerichte wie Laksa, Yong Tau Foo oder Roti Prata, die mit der Zeit als Bestandteile der umfangreichen Reihe der Nationalgerichte gelten. Die im Ausland bekannten Singapur-Nudeln sind in dem Land selbst unbekannt.

### Feiertage

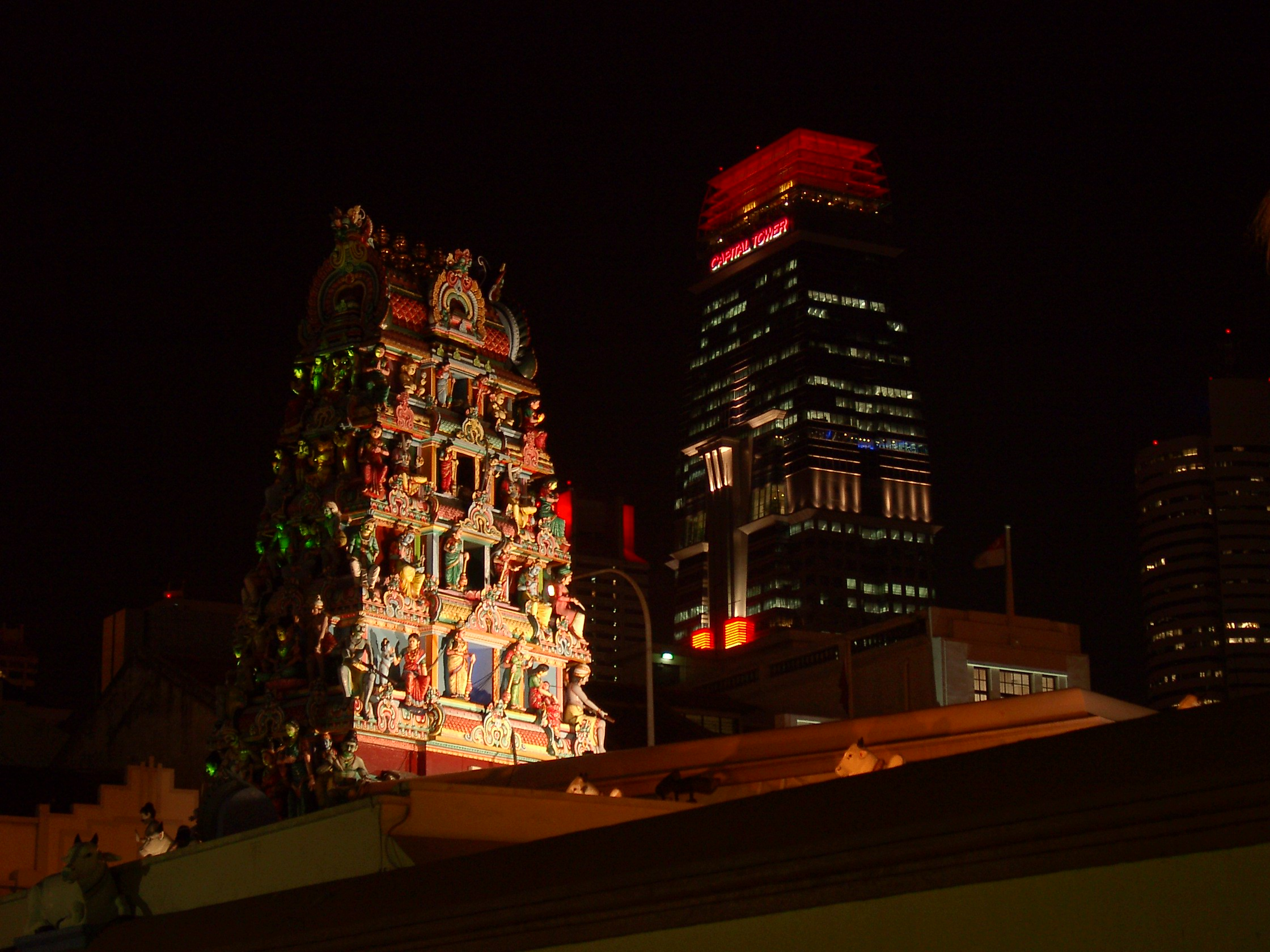
Sri-Mariammam-Tempel und modernes Hochhaus

In Singapur gibt es elf Feiertage, von denen drei weltlich und die restlichen kulturelle, religiöse oder ethnische sind.
Weltliche Feiertage
- Neujahr (1. Januar)
- Tag der Arbeit (1. Mai)
- Nationalfeiertag (9. August; Unabhängigkeitstag von 1965)

Sonstige Feiertage
- Chinesische Feiertage
  - Chinesisches Neujahrsfest nach dem Chinesischen Kalender (21. Januar bis 21. Februar)
  - 2. Neujahrstag nach dem Chinesischen Kalender (22. Januar bis 22. Februar)
- Buddhistische Feiertage
  - Vesakh (1. Mai bis 30. Mai)
- Islamische Feiertage
  - Fest des Fastenbrechens (Hari Raya Puasa)
  - Islamisches Opferfest (Hari Raya Haji)
- Hinduistische Feiertage
  - Diwali (15. Oktober bis 15. November)
- Christliche Feiertage
  - Karfreitag
  - Weihnachten (25. Dezember)

Da sich die islamischen Feiertage nach einem Mondkalender bestimmen, gibt es jeweils alle 32 bis 33 Jahre einen Feiertag im Jahr doppelt. Dafür kann das Fest des Fastenbrechens mit dem Chinesischen Neujahrsfest zusammenfallen.
Die chinesischen Neujahrsfeiertage bestimmen sich nach dem Chinesischen Kalender. Hari Raya Puasa ist am ersten Tag des zehnten Monats im Islamischen Kalender, Hari Raya Haji am zehnten Tag des zwölften Monats. Der Vesak-Tag findet am ersten Vollmond im Mai statt, Diwali am letzten Tag des Monats Asvina nach dem Indischen Kalender.

### Sehenswürdigkeiten

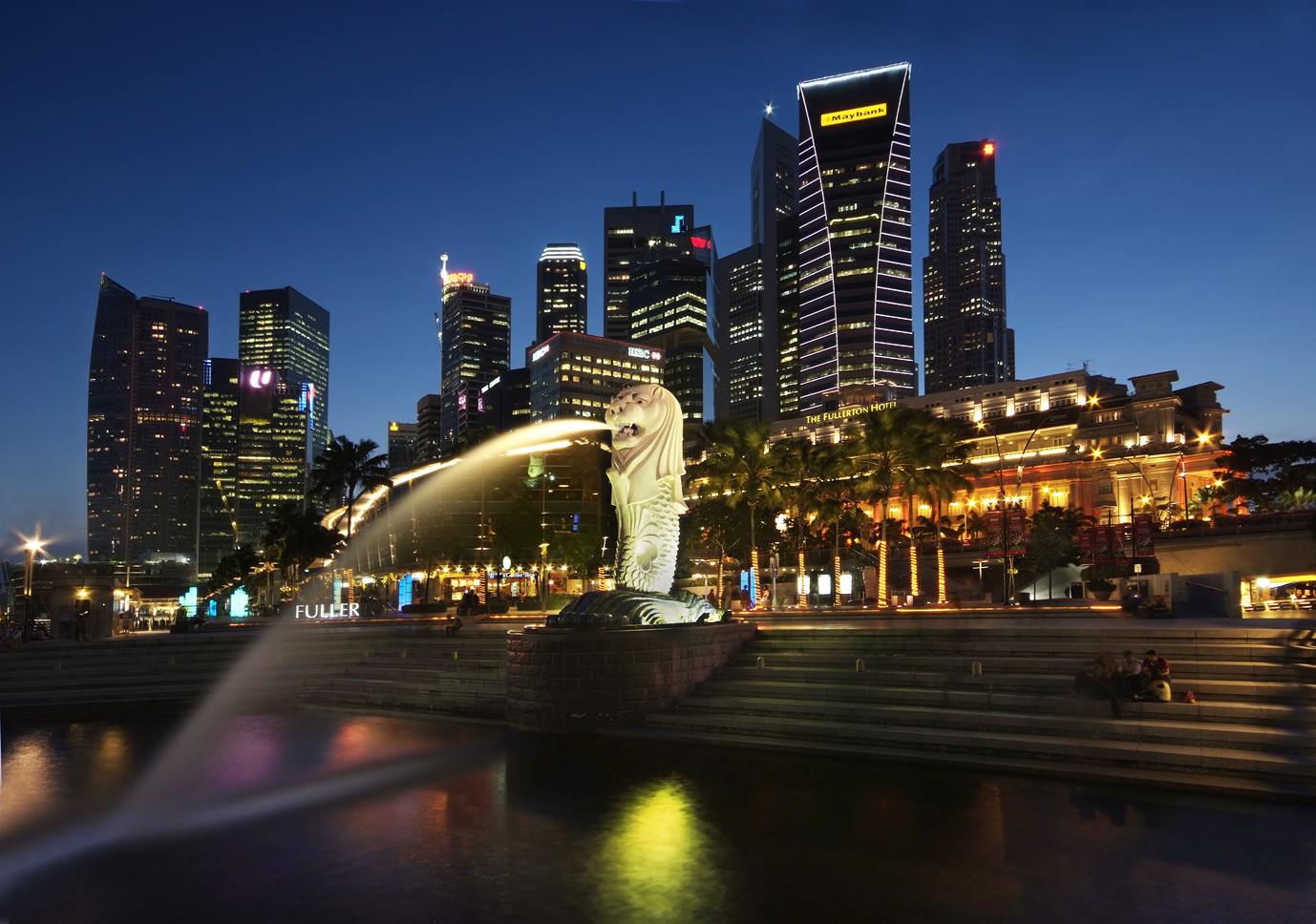
Merlion mit Skyline von Singapur im Hintergrund

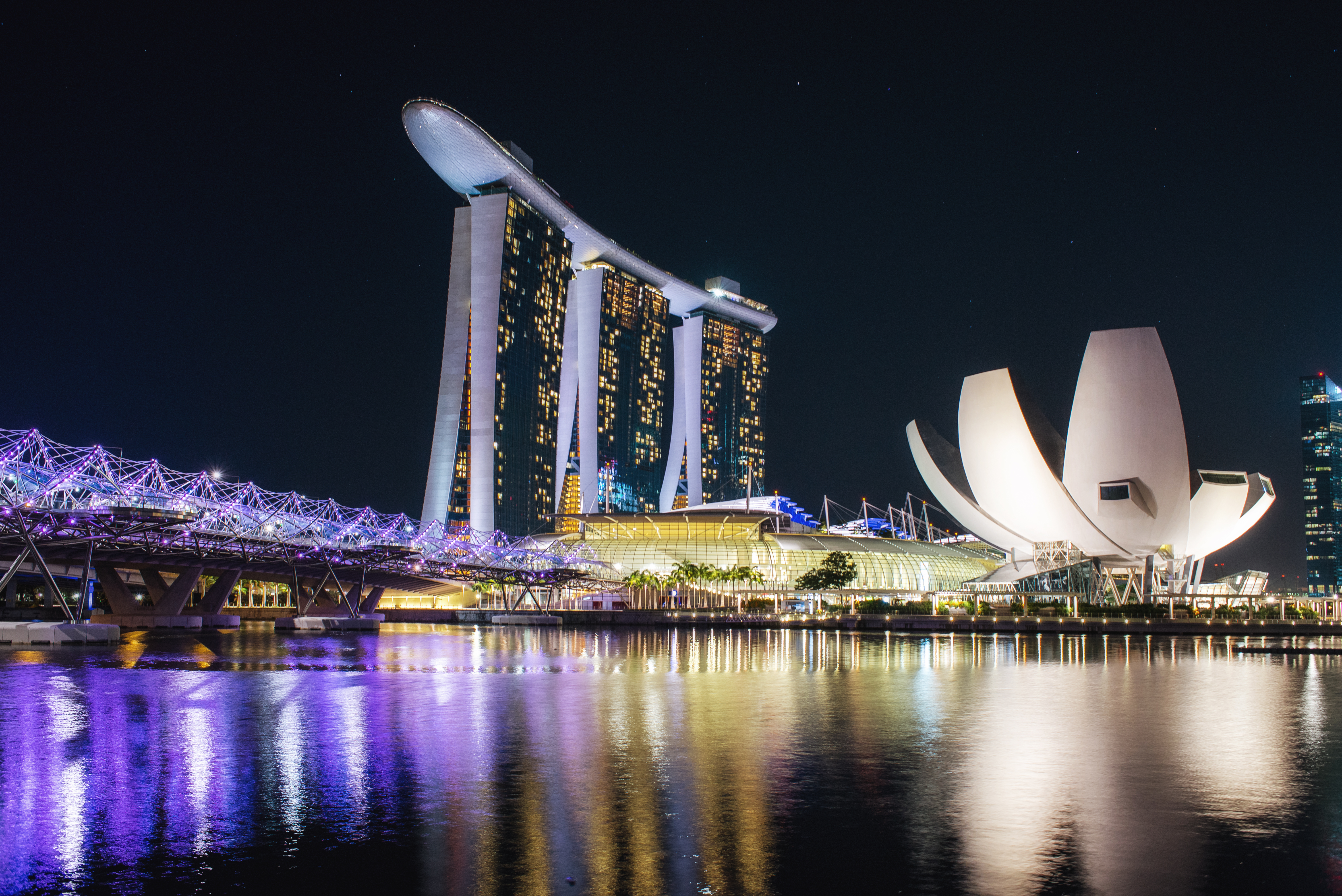
Marina Bay Sands Hotel

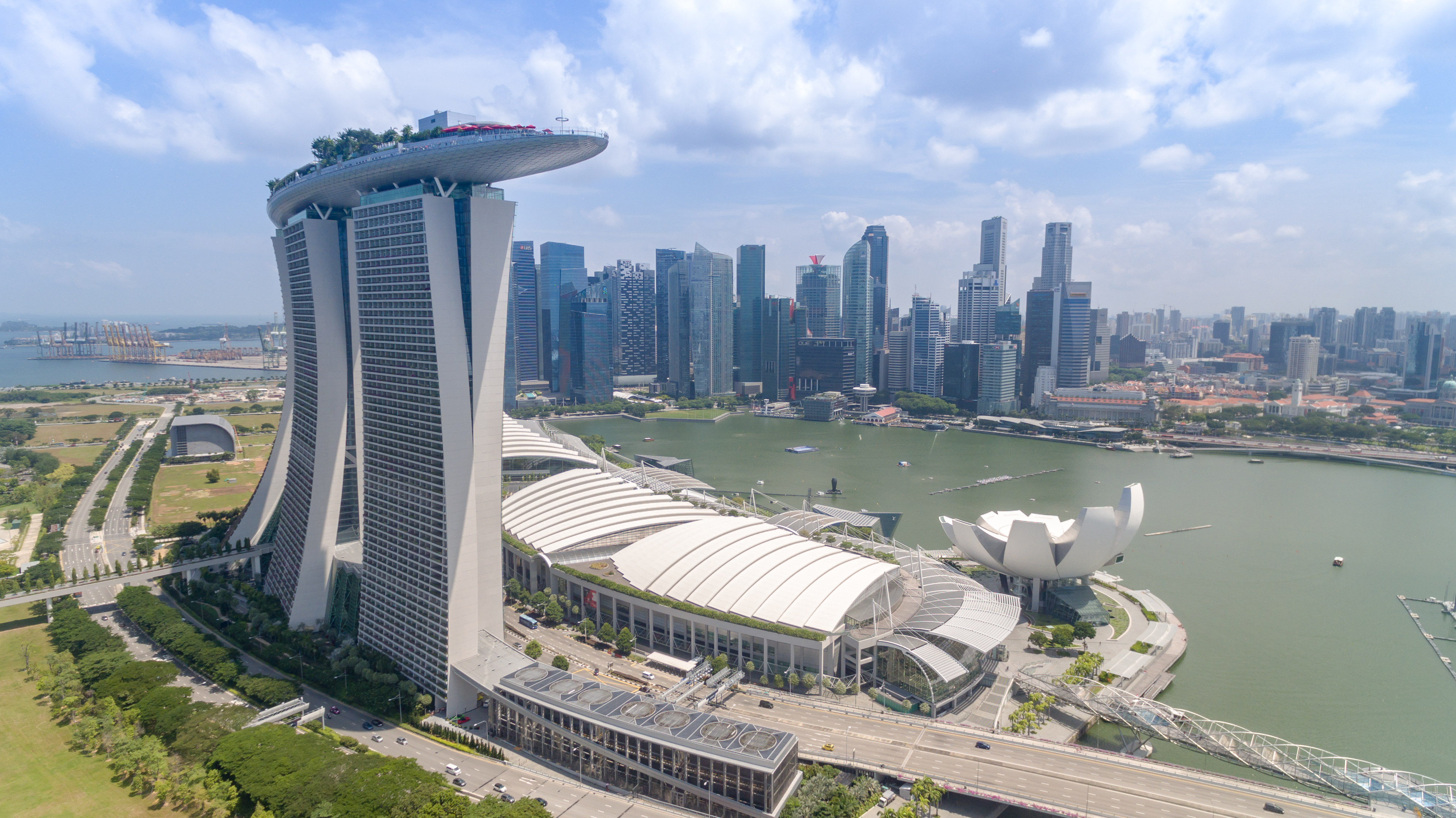
Luftbild Marina Bay

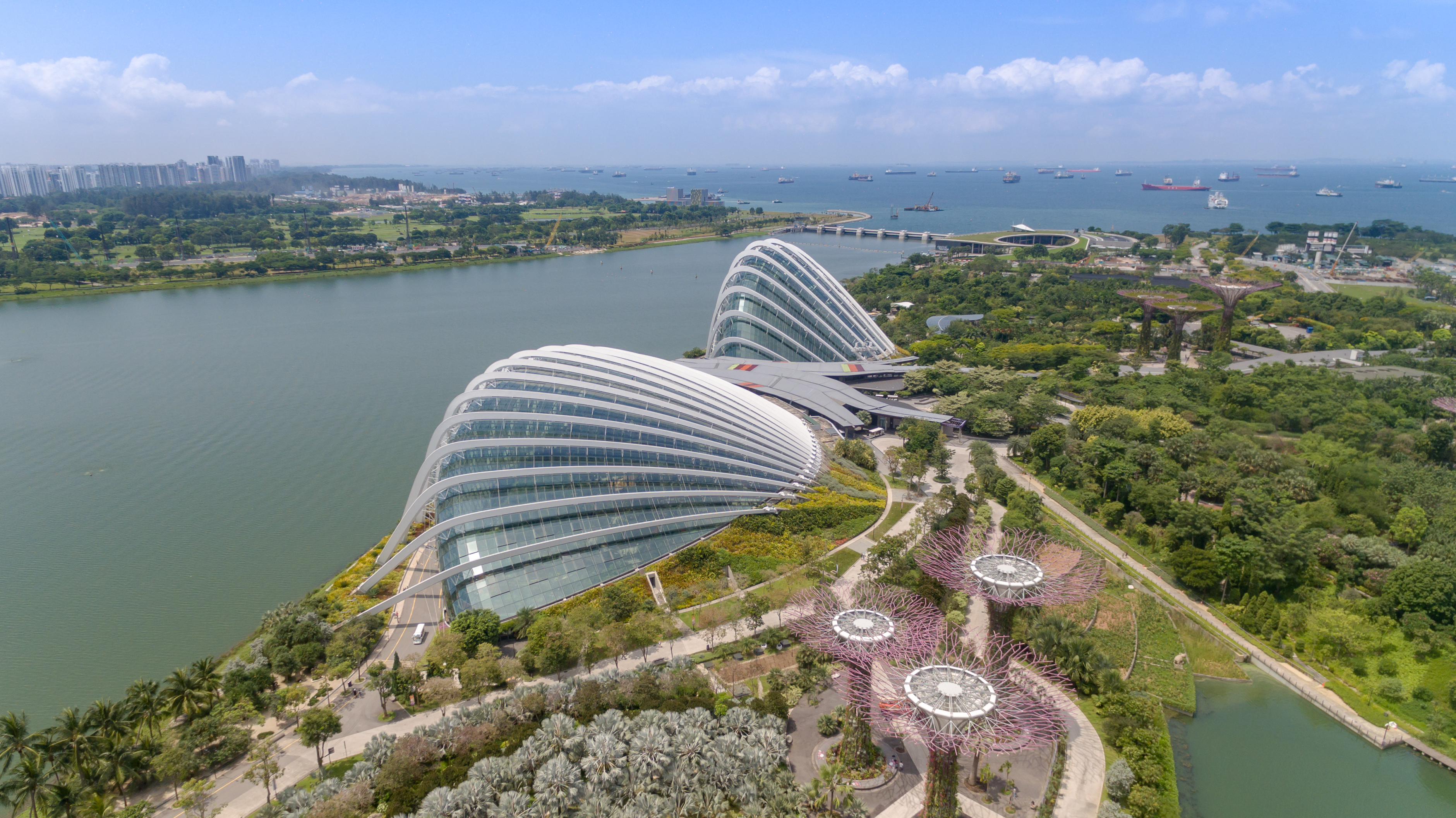
„Flower Dome“ und Gardens by the Bay

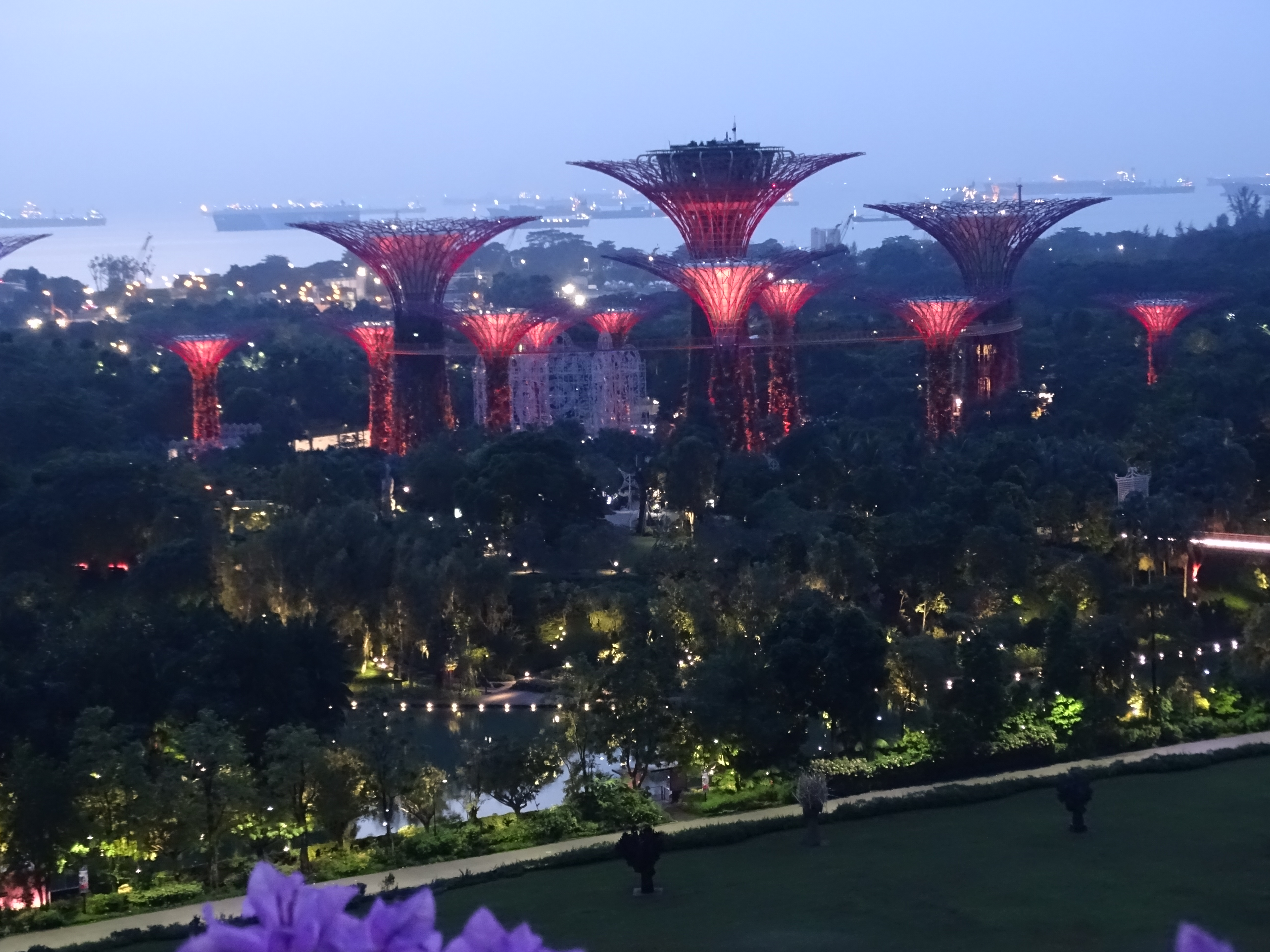
„Super trees“ in Gardens by the Bay, aus Marina Bay Sands, im Hintergrund der Hafen Von Singapur

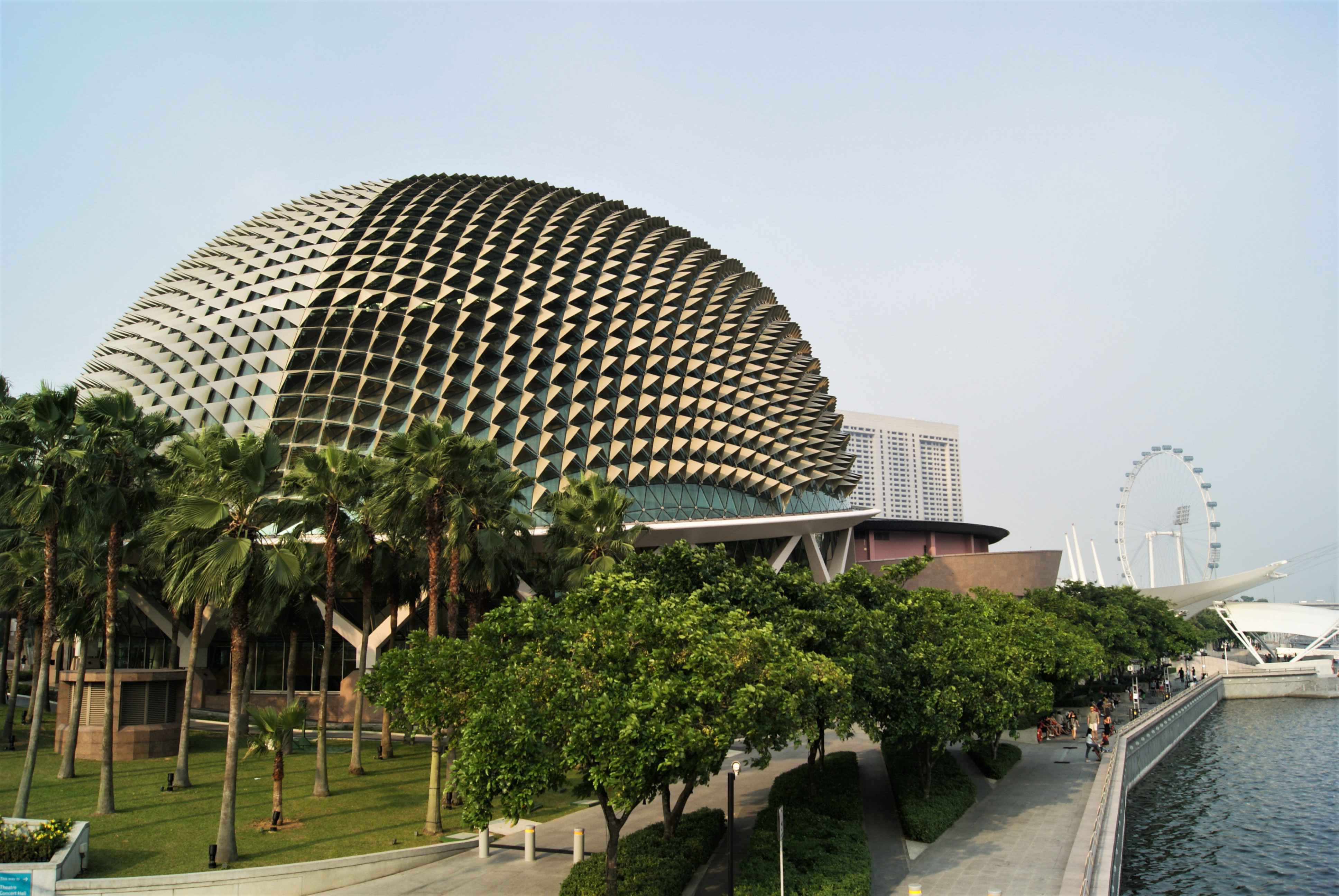
Esplanade – Theatres on the Bay

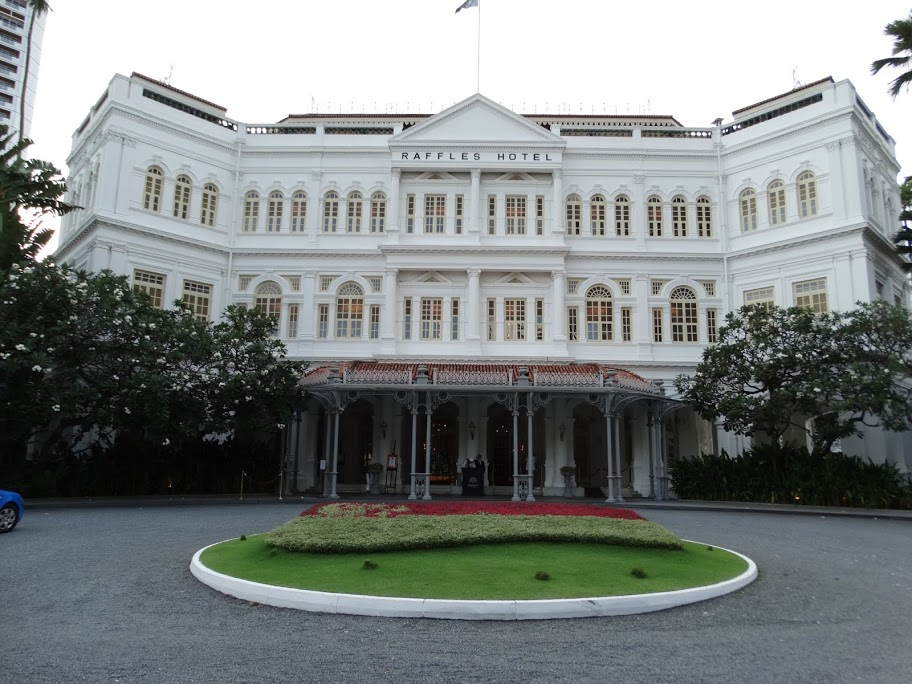
Raffles Hotel

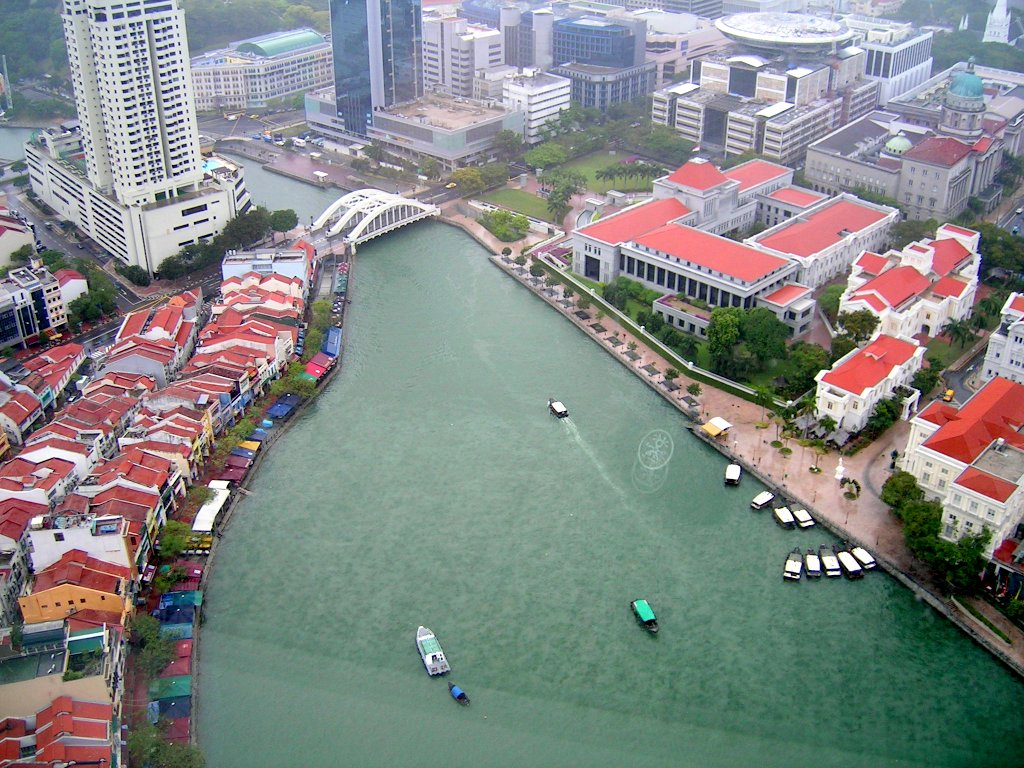
Der Singapore River aus der Vogelperspektive

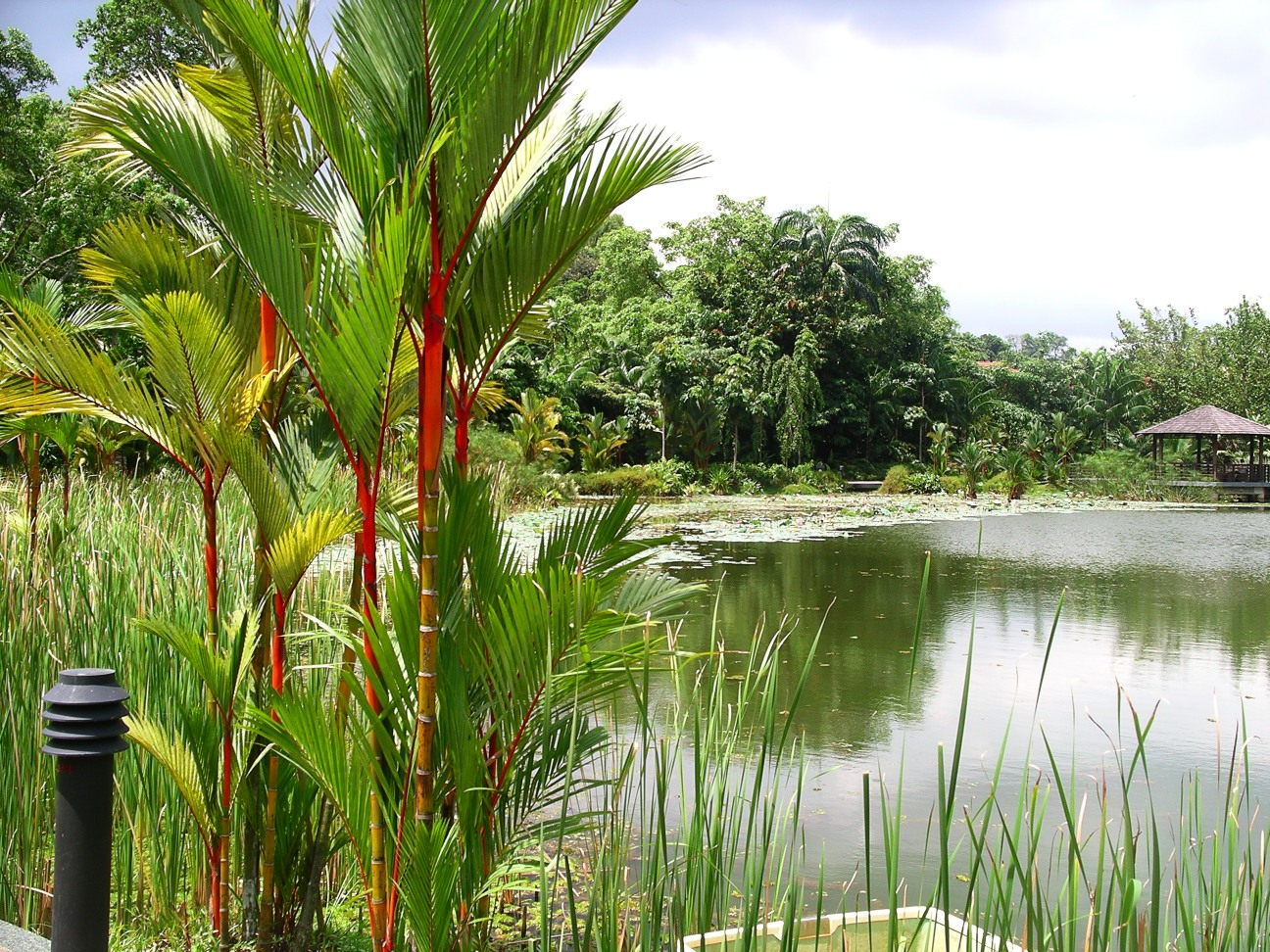
Singapore Botanic Gardens, ein 67,3 Hektar großer Botanischer Garten mit einer Sammlung von mehr als 3000 verschiedenen Orchideen

Tourismus ist in Singapur eine wichtige Einkommensquelle, im Jahr 2017 besuchten 17,4 Millionen Touristen Singapur. Zu den Hotels der gehobenen Klasse gehört das Raffles Hotel, in dem berühmte Persönlichkeiten wie Charlie Chaplin, Rudyard Kipling oder Winston Churchill zu Gast waren. Die meisten Hotels liegen im Zentrum oder am Pearls Hill Park.
Für Touristen ist Singapur vorwiegend Zwischenziel, an dem diese durchschnittlich 3,67 Tage verweilen. Dennoch bietet die Stadt zahlreiche Attraktionen:

#### Stadtviertel
- Das Stadtzentrum mit der Einkaufsstraße Orchard Road
- Der Marina Bay-Bereich mit dem Hotel Marina Bay Sands, dem Marina Bay Street Circuit, dem Singapore Flyer und den Gardens by the Bay
- Das arabische Viertel Kampong Glam, in dem die Sultan-Moschee und die Arab Street zu finden sind
- Das indische Viertel Little India, in dem der Sri Veeramakaliamman Tempel zu finden ist
- Mohamed Sultan Road, eine für ihr Nachtleben bekannte Straße
- Geylang District, eines der vier Rotlichtviertel von Singapur, in dem legal der Prostitution nachgegangen werden kann
- Die Vergnügungsviertel Boat Quay und Clarke Quay am Singapore River mit einer Vielzahl von Restaurants, Kneipen, Bars und Diskotheken
- Das Kolonialviertel mit Fort Canning, dem alten Parlament, dem Victoria Theatre and Concert Hall sowie dem Cricket Club
- Die Ausflugsinsel Sentosa mit einer Vielzahl von Attraktionen wird vor allem von Familien am Wochenende gerne besucht. Sehenswert sind unter anderem ein begehbares Aquarium, Fort Siloso, der Orchard Garten, der Butterfly Park sowie der Themenpark Vulcanoland
- Das chinesische Viertel Chinatown
- Das Ausgehviertel Holland Village ist vor allem bei Expats beliebt.

Lage und Aussehen der Stadtviertel für die ethnischen Gruppen: Chinesen, Malayen, Inder, Moslems und andere, wie sie heute zu sehen sind, ließ Thomas Stamford Raffles schon bald nach seiner Ankunft in Singapur anlegen. Außerdem verfügte Raffles, dort durchgehend sog. Shop Houses zu bauen (unten Geschäftsräume mit überdachtem Gehweg, oben Wohnung), wie er sie von der Insel Penang her kannte.

#### Historische Gebäude
- Das Raffles Hotel mit der berühmten Long-Bar, in dem der Singapore Sling erfunden wurde sowie dem hoteleigenen Museum
- The Fullerton Hotel war früher ein Bürogebäude, in dem unter anderem das General Post Office untergebracht war
- Das Victoria Theatre and Concert Hall befindet sich im ehemaligen Rathaus mit seinem markanten Glockenturm
- Das Chijmes, ehemals Kloster, heute kulturelle Attraktion.

#### Museen
Die Museen befinden sich teilweise in historischen Gebäuden:
- Das Singapore Art Museum zeigt vor allem asiatische Kunst
- Die National Gallery Singapore zeigt moderne Kunst (19. und 20. Jhdt.) aus Singapur und Südostasien
- Das Singapore Science Centre bietet interessierten Besuchern über 500 interaktive Experimente
- Das National Museum of Singapore erläutert die Geschichte Singapurs und stellt darüber hinaus Kunsthandwerk und ausgewählte Prunkstücke der Singapurer Sammlungen aus, wie John Singer Sargents Öl-Porträt des britischen Verwalters Sir Frank Swettenham aus dem Jahre 1904.
- Im Asian Civilisations Museum werden Sammlungen aus dem chinesischen, malaiischen, islamischen und indischen Kulturkreis gezeigt.
- In der Battle Box, dem ehemaligen Befehlsstand der Alliierten in Singapur, wird der Fall der Stadt vor den anrückenden Japanern dargestellt.
- Images of Singapore zeigt die lokale Geschichte sowie Sitten und Gebräuche in der Stadt
- Das Singapore Philatelic Museum zeigt seltene Briefmarken aus Asien sowie Exponate zur Postgeschichte Singapurs
- Im Live Turtle and Tortoise Museum im Chinesischen Garten kann man eine Vielzahl an Schildkröten sehen. Durch die große Sammlung hat es das Museum geschafft, einen Eintrag im Guinness-Buch der Rekorde zu erhalten.

#### Parks und Gärten
- Der Jurong Bird Park, ein Vogelpark mit 400 Vogelarten in zum Teil sehr großen Volieren wurde 2016 geschlossen, zog an einen neuen Standort in der Nähe um und wurde am 8. Mai 2023 als Bird Paradise wieder eröffnet.[128]
- Das 1883 gegründete, 165 Hektar große Bukit-Timah-Reservat, ein fast primäres Stück Dschungel (Küstenberg-Wald Dipterocarpus) mit der höchsten Erhebung des Inselstaates
- Die 1993 eröffnete Sungei Buloh Wetland Reserve im Nordwesten der Insel, ein 139 Hektar großer Nationalpark mit Feuchtgebieten und Mangrovenwäldern
- Der Pasir Ris Park im Nordosten der Insel. Auf Stegen kann man in diesem drittgrößten Park Singapurs die Mangrovensümpfe erkunden.
- Der Zoo, der zur Beobachtung der nachtaktiven Tiere eine Nacht-Safari anbietet
- Der 1822 von Sir Thomas Stamford Raffles gegründete Singapore Botanic Gardens mit mehr als einer halben Million Pflanzen und einer spektakulären Orchideensammlung
- Der East Coast Park mit vielen Freizeitangeboten sowie einer Reihe von Fisch-Restaurants
- Fort Canning Park beinhaltet zwei gotische Tore, den ältesten christlichen Friedhof der Stadt, den ASEAN Sculpture Park, die Battle Box sowie den Spice Garden, den ersten botanischen Garten der Stadt aus dem Jahre 1822
- In der Parklandschaft rund um das MacRitchie Reservoir lädt ein weitläufiges Netz von Wegen zum Wandern ein.
- Der Chinesische Garten mit Pagoden liegt auf einer Insel im Jurong Lake.
- Der Japanische Garten
- Butterfly Park and Insect Kingdom beherbergte mehr als 1500 Schmetterlings- sowie über 2500 Insektenarten und wurde 2021 geschlossen.[129]
- Der Jurong Reptile Park mit ehemals mehr als 400 Reptilienarten wurde im September 2006 geschlossen.
- Die Gardens by the Bay, auf künstlich gewonnenem Land östlich der Marina Bay angelegt. Bestehend aus dem 2011 eröffneten Bay East Garden (32 Hektar) und dem 2012 eröffneten Bay South Garden (54 Hektar). Bestandteil dieser Anlage sind auch die Heritage Gardens.[130] Eine Erweiterung um den Bay Central Garden (15 Hektar) ist geplant. Ebenfalls auf dem Parkgelände angesiedelt sind die Hallen „Cloud Forest“ und „Flower Dome“ sowie künstliche Riesenbäume.
- Der Bishan Park besteht aus einem zu einem Fluss umgebauten Kanal.
- Der Thomson Naturpark zwischen den Straßen Old Upper Thomson Road und Upper Thomson Road wurde Ende 2019 eröffnet.

Die Singapurer Regierung verfolgt das stadtplanerische Ziel, durch Fassadenbegrünung die natürliche, tropische Umgebung mit dem Baubestand zu verbinden. Das Stadtbild ist geprägt von Straßenbäumen, Grünanlagen und unzähligen kleinen und größeren Parks, die in und um die Wohneinheiten liegen. Über 3320 Hektar des Landes sind Parks oder grüne Freiflächen.

#### Denkmäler
- Das Wahrzeichen Singapurs, der Merlion, eine Kombination aus Löwe und Fisch
- Eine Plakette markiert die Stelle, an der Sir Thomas Stamford Raffles angeblich zum ersten Mal den Boden Singapurs betreten hat.
- Das Lim Bo Seng Memorial gedenkt des von den Japanern im Zweiten Weltkrieg umgebrachten Kriegshelden Lim Bo Seng

#### Sonstige Sehenswürdigkeiten
- Die Esplanade, ein 2002 eröffnetes Kulturzentrum in Form einer Stinkfrucht, deswegen in Singapur besser bekannt unter dem Namen Durian.
- Pulau Ubin, eine Insel nordöstlich der Hauptinsel Singapurs ist im Gegensatz zum restlichen Singapur noch beinahe komplett unbebaut und naturbelassen. Die kleine Insel wird häufig von Einheimischen für Wochenendausflüge und Fahrradtouren in die Natur aufgesucht.
- Der Aussichtspunkt Mount Faber mit einem 360°-Blick über Singapur. Eine Seilbahn verbindet den Berg mit Sentosa.
- Die Haw Par Villa ist ein Vergnügungspark, gestaltet nach Themen aus der chinesischen Mythologie.
- Die Insel Saint John’s Island (Pulau Sakijang Bendera) ist Singapur vorgelagert und bietet Ausflüglern Gelegenheit zum Baden und Wandern.
- Am 18. März 2010 eröffneten die Universal Studios Singapore, ein Themenpark der auf der Ferieninsel „Resorts World Sentosa“ Attraktionen und Shows zu filmbezogenen Themen bietet.
- In Singapur steht das mit einer Höhe von 165 Metern zweitgrößte Riesenrad der Welt, der Singapore Flyer.
- Hotel Marina Bay Sands mit Aussichtsplattform, Bar und Schwimmbecken auf 200 Meter Höhe.
- Kusu Island, eine kleine zum Teil aufgeschüttete Insel vor Singapur.
- Der Springbrunnen des Reichtums galt 1998 als größter Brunnen der Welt.

### Sport

#### Sportler

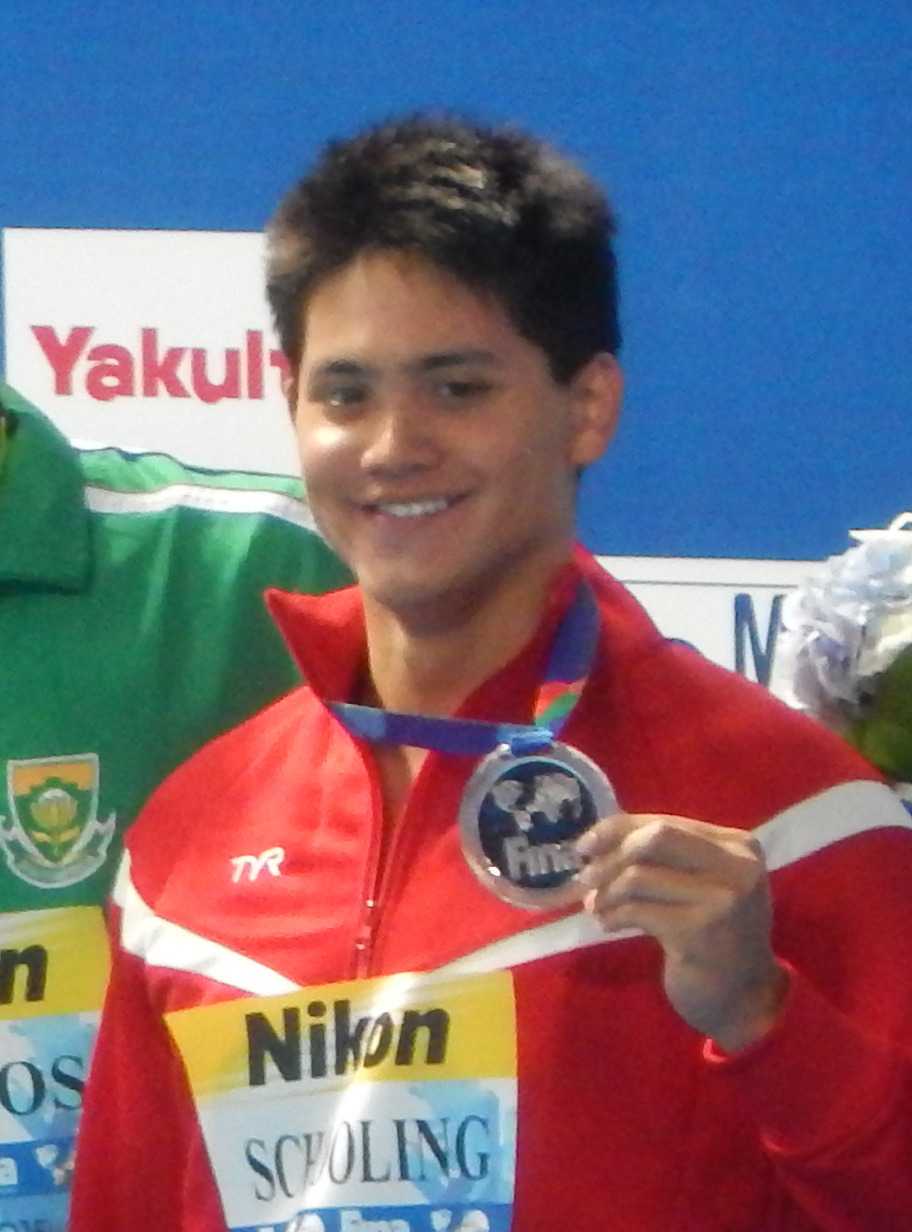
Joseph Schooling gewann bei den Olympischen Spielen 2016 Gold über 100 m Schmetterling und stellte einen neuen Rekord auf.

Bis zu den Olympischen Spielen 2012 in London war der Gewichtheber Tan Howe Liang einziger olympischer Medaillengewinner Singapurs, der bei den Olympischen Spielen 1960 in Rom Silber im Leichtgewicht gewann. In London 2012 gewann die Tischtennisspielerin Feng Tianwei Bronze sowohl im Einzel als auch in der Mannschaftswertung zusammen mit Li Jiawei und Wang Yuegu. Der Schwimmer Joseph Schooling gewann bei den Olympischen Spielen 2016 in Rio de Janeiro Gold über 100 m Schmetterling und ist seitdem einer der bekanntesten Sportler Singapurs.
Die Badmintonspielerin Li Li gewann den Dameneinzeltitel bei den Commonwealth Games 2002. Loh Kean Yew wurde am 19. Dezember 2021 der erste singapurische Badminton-Weltmeister in Huelva. Bekannt ist auch der Badmintonspieler Ronald Susilo (Ehemann von Li Jia Wei).
Der chinesische Schach-Großmeister Zhang Zhong spielt seit 2007 für den Schachverband von Singapur.

#### Fußball
Die Singapore Premier League ist die höchste Spielklasse im singapurischen Fußball und wird von der Football Association of Singapore, dem Fußballverband Singapurs, organisiert.
Darüber hinaus hat Singapur auch eine Nationalmannschaft, die als viermalige Sieger der Fußball-Südostasienmeisterschaft derzeit zu den stärksten südostasiatischen Nationalmannschaften gehört.

#### Olympische Jugendspiele
2010 war Singapur die erste Stadt, in der die Olympischen Jugendspiele stattfanden.
Vom 14. bis 26. August 2010 haben jugendliche Sportler aus aller Welt in Singapur um die olympischen Medaillen gekämpft.

#### Special Olympics
Special Olympics Singapur wurde 1983 gegründet und nahm mehrmals an Special Olympics Weltspielen teil.

#### Marathon
Jedes Jahr findet Anfang Dezember der Singapur-Marathon statt, der mittlerweile zu den teilnehmerstärksten der Welt gehört.

#### Formel 1
Das erste Formel-1-Rennen in Singapur fand am 28. September 2008 auf dem Marina Bay Street Circuit statt. Es war gleichzeitig das erste Nachtrennen in der Formel-1-Geschichte. Fernando Alonso gewann das Rennen. Der erfolgreichste Formel-1 Fahrer auf dieser Strecke ist Sebastian Vettel, mit 5 Siegen (Stand 2024).

#### Rugby
Rugby Union gelangte im späten 19. Jahrhundert in die britische Kolonie Singapur. Als ab Anfang des 20. Jahrhunderts der Malay Cup – eine der ältesten Trophäen im Rugby – zwischen Malaysia und Singapur ausgetragen wurde, genoss der Sport eine regelmäßige Präsenz in Singapur. In Singapurs Nationalstadium wird ein jährliches Siebener-Rugby-Turnier ausgetragen, die Singapore Sevens.

#### Cricket
Cricket gelangte wie die meisten anderen Sportarten während der britischen Kolonialzeit nach Singapur. Die Singapurische Cricket-Nationalmannschaft ist eine der besten Mannschaften Asiens außerhalb der ICC-Mitglieder mit ODI-Status und erreichte mit dem 20. Platz in der T20I-Rangliste des ICC im März 2020 ihre beste Platzierung bisher.

## Persönlichkeiten

### In Singapur geborene Persönlichkeiten
- Abu Bakar von Johor (1833–1895), Sultan von Johor
- Eduard Lorenz Lorenz-Meyer (1856–1926), deutscher Unternehmer, Kunstsammler, Heraldiker und Kunstmäzen
- Carl Detmar Stahlknecht (1870–1946), deutscher Jurist und Politiker
- Ernest Wilton (1870–1952), britischer Diplomat
- Robert Walter Campbell Shelford (1872–1912), britischer Entomologe, Museumsdirektor und Naturforscher
- Leslie Charteris (1907–1993), britisch-amerikanischer Krimi-Schriftsteller
- Benjamin Henry Sheares (1907–1981), Politiker
- David Saul Marshall (1908–1995), Politiker
- Tan Chin Tuan (1908–2005), chinesisch-singapurischer Manager
- Francis Chan (1913–1967), katholischer Bischof von Penang
- Maggie Lim (1913–1995), Ärztin und Sozialreformerin
- Lim Yew Hock (1914–1984), Politiker
- Lim Kim San (1916–2006), Politiker
- Mohamad bin Hamzah (1918–1993), Vexillograph und Architekt
- Lee Kuan Yew (1923–2015), Politiker
- Sellapan Ramanathan (1924–2016), Politiker, Staatspräsident (1999–2011)
- Chia Boon Leong (1925–2022), Fußballspieler
- Richard Hu (1926–2023), Politiker, Finanzminister (1985–2001)
- Heather Chasen (1927–2020), britische Schauspielerin
- Gloria Lim (1930–2022), Mykologin und Hochschullehrerin
- Ewen Fergusson (1932–2017), britischer Diplomat und Rugbyspieler
- Ong Teng Cheong (1936–2002), Politiker
- Lam Lay Yong (* 1936), Mathematikhistorikerin
- Nicholas Chia (1938–2024), chinesischer Geistlicher
- Allan Massie (* 1938), schottischer Schriftsteller und Journalist
- Shunmugam Jayakumar (* 1939), Politiker
- Tony Tan Keng Yam (* 1940), Politiker
- Tony Anholt (1941–2002), britischer Schauspieler
- Tan Lip Seng (* 1942), Fotograf
- Han Sai Por (* 1943), Bildhauerin
- Wong Kan Seng (* 1946), Politiker
- Noeleen Heyzer (* 1948), Sozialwissenschaftlerin, Autorin und Diplomatin
- Kishore Mahbubani (* 1948), Politikwissenschaftler und Diplomat
- Alex Au (* 1952), Vorkämpfer für die LGBT+-Rechte und die Rechte von Wanderarbeitern in Singapur
- Phoon Yew Tien (* 1952), Komponist
- Chieh Tsao (1953–1996), Komponist, Ingenieur und Mathematiker
- Manajit Hayer-Hartl (* 1954), Biochemikerin und Biophysikerin
- Paul Lim (* 1954), Dartspieler
- Brad Cooper (* 1954), australischer Schwimmer
- Khoo Boon Hui (* 1954), Politiker
- George Yeo (* 1954), Politiker
- Terry Butcher (* 1958), englischer Fußballspieler und -trainer
- Julia Nickson-Soul (* 1958), Schauspielerin
- Simryn Gill (* 1959), bildende Künstlerin
- Ravi Veloo (* 1959), Journalist und Schriftsteller
- Richard Nelson (* 1960), irischer Jazz- und Unterhaltungsmusiker
- Lui Tuck Yew (* 1961), Politiker
- Lee Yi Shyan (* 1962), Politiker
- Joseph Prince (* 1963), Pastor und Buchautor
- Paul Howe (* 1965), britischer Schwimmer
- Gayle San (* 1967), Musikproduzentin
- Weng Sun Mok (* 1967), malaysischer Automobilrennfahrer
- Chin Han (* 1969), Schauspieler
- Deborah Hawksley (* 1970), britische Opern- und Konzertsängerin
- Colin Lynch (* 1970), irischer Paracycler
- Louis Theroux (* 1970), britischer Journalist
- James Le Mesurier (1971–2019), britischer Offizier und Zivilschützer
- Nazri Nasir (* 1971), Fußballspieler
- Annabel Chong (* 1972), Pornodarstellerin
- Nanni Erben (* 1974), deutsche Filmproduzentin
- Tan Paey Fern (* 1974), Tischtennisspielerin
- Aide Iskandar (* 1975), Fußballspieler
- Daniel Kowalski (* 1975), australischer Schwimmer
- Ayn Inserto (* 1976), US-amerikanische Jazzmusikerin
- Martin Berry (* 1977), australischer Autorennfahrer
- François Perrodo (* 1977), französischer Unternehmer, Polospieler und Autorennfahrer
- Alfian bin Sa’at (* 1977), Schriftsteller und Dichter
- Cyril Wong (* 1977), Dichter
- Gwendoline Yeo (* 1977), sino-amerikanische Schauspielerin
- Vanessa-Mae (* 1978), britische Violinistin
- Indra Sahdan Bin Daud (* 1979), Fußballspieler
- Cheryl Chin (* 1979), Schauspielerin
- Kaylani Lei (* 1980), US-amerikanische Stripperin und Pornodarstellerin
- Kai Wong (* 1980), US-amerikanischer französischer Schauspieler, Musiker und Produzent
- Michael Yani (* 1980), US-amerikanischer Tennisspieler
- Tila Tequila (* 1981), US-amerikanisches Model und Sängerin
- Lionel Lewis (* 1982), Fußballspieler
- Aliff Shafaein (* 1982), Fußballspieler
- Rachel Yang (* 1982), Stabhochspringerin
- Kelly B. Jones (* 1983), thailändisch-walisische Schauspielerin, Synchronsprecherin, Moderatorin und Model
- Jackson Rathbone (* 1984), US-amerikanischer Schauspieler und Musiker
- Sofiyan Abdul Hamid (* 1985), Fußballspieler
- Michelle Ng (* 1986 oder 1987), eine chinesische Theater- und Filmschauspielerin, Filmproduzentin, Fernsehmoderatorin und Model
- Isa Halim (* 1986), Fußballspieler
- Gary Yeo Foo Ee (* 1986), Sprinter
- Muhammad Taqi (* 1986), Fußballschiedsrichter
- Adrian Zaugg (* 1986), Autorennfahrer
- Youri Ziffzer (* 1986), deutscher Eishockeytorhüter
- Jamal Amirudin (* 1987), Sprinter
- Elfi Mustafa (* 1987), Sprinter
- Fairoz Hasan (* 1988), Fußballspieler
- Irwan Shah (* 1988), Fußballspieler
- Roy Hobbs (* 1989), Tennisspieler
- Fabian Kwok (* 1989), Fußballspieler
- Ross Butler (* 1990), US-amerikanischer Schauspieler
- Faritz Hameed (* 1990), Fußballspieler
- Hariss Harun (* 1990), Fußballspieler
- Nazrul Nazari (* 1991), Fußballspieler
- Raihan Rahman (* 1991), Fußballspieler
- Soh Rui Yong (* 1991), Langstreckenläufer
- Shahfiq Ghani (* 1992), Fußballspieler
- Goh Chui Ling (* 1992), Leichtathletin
- Meg Lanning (* 1992), australische Cricketspielerin
- Safirul Sulaiman (* 1992), Fußballspieler
- Tan Wei Han (* 1993), Badmintonspielerin
- Wai Loon Ho (* 1993), Fußballspieler
- Syahiran Miswan (* 1994), Fußballspieler
- Deborah Tsai (* 1994), australische Synchronschwimmerin
- Timothee Yap Jin Wei (* 1994), Leichtathlet
- Ammirul Emmran (* 1995), Fußballspieler
- Taufik Suparno (* 1995), Fußballspieler
- Tim David (* 1996), singapurisch-australischer Cricketspieler
- Mukundan Maran (* 1996), Fußballspieler
- Zubin Percy Muncherji (* 1996), Sprinter
- Noor Akid Nordin (* 1996), Fußballspieler
- Shanti Pereira (* 1996), Sprinterin
- Calvin Quek (* 1996), Hürdenläufer
- Suhairi Sabri (* 1996), Fußballspieler
- Darren Teh (* 1996), Fußballspieler
- Amir Zalani (* 1996), Fußballspieler
- Hariz Farid (* 1997), Fußballspieler
- Adam Hakeem (* 1997), Fußballspieler
- Faisal Shahril (* 1997), Fußballspieler
- Danish Uwais (* 1997), Fußballspieler
- Hafiz Ahmad (* 1998), Fußballspieler
- Shaheed Alam (* 1998), Tennisspieler
- Naufal Azman (* 1998), Fußballspieler
- Max Goh (* 1998), Fußballspieler
- Amer Hakeem (* 1998), Fußballspieler
- Syed Firdaus Hassan (* 1998), Fußballspieler
- Heng How Meng (* 1998), Fußballspieler
- Adib Nur Hakim (* 1998), Fußballspieler
- Haiqal Pashia (* 1998), Fußballspieler
- Prakash Raj (* 1998), Fußballspieler
- Rusyaidi Salime (* 1998), Fußballspieler
- Idraki Adnan (* 1999), Fußballspieler
- Saifullah Akbar (* 1999), Fußballspieler
- Au Yeong Wai Yhann (* 1999), Squashspielerin
- Ikhsan Fandi (* 1999), singapurisch-südafrikanischer Fußballspieler
- Amirul Haikal (* 1999), Fußballspieler
- Nazhiim Harman (* 1999), Fußballspieler
- Irfan Najeeb (* 1999), Fußballspieler
- Kishon Philip (* 1999), Fußballspieler
- Carolyn Rayna Buckle (* 2000), australische Synchronschwimmerin
- Khairul Hairie (* 2000), Fußballspieler
- Glenn Kweh (* 2000), Fußballspieler
- Jacob Mahler (* 2000), singapurisch-dänischer Fußballspieler
- Shahib Masnawi (* 2000), Fußballspieler
- Martyn Mun (* 2000), Fußballspieler
- Qayyum Raishyan (* 2000), Fußballspieler
- Aravindhan Ramanathan (* 2000), Fußballspieler
- Rezza Rezky (* 2000), Fußballspieler
- Jordan Vestering (* 2000), Fußballspieler
- Azim Akbar (* 2001), Fußballspieler
- Wayne Chew (* 2001), Fußballspieler
- Prathip Ekamparam (* 2001), Fußballspieler
- Jordan Emaviwe (* 2001), Fußballspieler
- Fudhil I’yadh (* 2001), Fußballspieler
- Haziq Kamarudin (* 2001), Fußballspieler
- Keshav Kumar (* 2001), Fußballspieler
- Puvan Raj (* 2001), Fußballspieler
- Kayla Sanchez (* 2001), kanadische Schwimmerin
- Jared Gallagher (* 2002), Fußballspieler
- Naufal Ilham (* 2002), Fußballspieler
- Andreas Jungdal (* 2002), dänischer Fußballspieler
- Hariysh Krishnakumar (* 2002), Fußballspieler
- Marc Brian Louis (* 2002), Leichtathlet
- Amir Mirza (* 2002), Fußballspieler
- Ilhan Noor (* 2002), Fußballspieler
- Jarrel Ong (* 2002), Fußballspieler
- Dylan Pereira (* 2002), Fußballspieler
- Ryan Praveen (* 2002), Fußballspieler
- Fathullah Rahmat (* 2002), Fußballspieler
- Nicky Melvin Singh (* 2002), Fußballspieler
- Marc Ryan Tan (* 2002), Fußballspieler
- Andrew Aw Yong Rei (* 2003), Fußballspieler
- Syafi Hilman (* 2003), Fußballspieler
- Raimi Ishraq (* 2003), Fußballspieler
- Aidil Johari (* 2003), Fußballspieler
- Irfan Mika'il (* 2003), Fußballspieler
- Glenn Ong (* 2003), Fußballspieler
- Aniq Raushan (* 2003), Fußballspieler
- Syafi’ie Redzuan (* 2003), Fußballspieler
- Ajay Robson (* 2003), Fußballspieler
- Umayr Sujuandy (* 2003), Fußballspieler
- Elizabeth-Ann Tan Shee Ru (* 2003), Sprinterin
- Shakthi Vinayagavijayan (* 2003), Fußballspieler
- Ong Yu En (* 2003), Fußballspieler
- Muhammad Asis (* 2004), Fußballspieler
- Kenji Austin (* 2004), Fußballspieler
- Christos Chua (* 2004), Fußballspieler
- Irfan Iskandar (* 2004), Fußballspieler
- Hilman Norhisam (* 2004), Fußballspieler
- Febryan Putra Pradana (* 2004), Fußballspieler
- Adam Reefdy (* 2004), Fußballspieler
- Amir Syafiz (* 2004), Fußballspieler
- Kieran Teo (* 2004), Fußballspieler
- Aizil Yazid (* 2004), Fußballspieler
- Aqil Yazid (* 2004), Fußballspieler
- Junki Kenn Yoshimura (* 2004), Fußballspieler
- Fairuz Fazli (* 2005), Fußballspieler
- Kian Ghadessy (* 2005), Fußballspieler
- Anton Yen Goh (* 2005), Fußballspieler
- Ikram Mikhail Mustaqim (* 2005), Fußballspieler
- Raoul Suhaimi (* 2005), Fußballspieler
- Kai Yamamoto (* 2005), japanisch-US-amerikanischer Fußballspieler
- Jovan Ang (* 2006), Fußballspieler
- Caelan Cheong (* 2006), Fußballspieler
- Iryan Fandi (* 2006), Fußballspieler
- Laavinia Jaiganth (* 2006), Sprinterin
- Matthias Koesno (* 2006), Fußballspieler
- Maximilian Maeder (* 2006), Kitesurfer
- Kegan Phang (* 2006), Fußballspieler
- Jonan Tan (* 2006), Fußballspieler
- George Thomas (* 2006), englischer Fußballspieler
- Idzham Eszuan (* 2007), Fußballspieler
- Danish Haqimi (* 2007), Fußballspieler
- Kai Sheng Loo (* 2007), Fußballspieler
- Nathan Mao (* 2008), Fußballspieler